# The Walking Dead (comics)
Pour les articles homonymes, voir Walking Dead.
Cet article concerne la bande dessinée. Pour la série télévisée, voir The Walking Dead (série télévisée).
The Walking Dead est une série de comic books américains en noir et blanc, scénarisée par Robert Kirkman et dessinée par Tony Moore puis Charlie Adlard, publiée par Image Comics depuis 2003. L'édition française, traduite par Edmond Tourriol, est publiée par Delcourt dans la collection « Contrebande » depuis 2007.
Cette série narre les péripéties d'un groupe de personnes essayant de survivre face à une invasion de morts vivants aux États-Unis, avec comme personnage principal Rick Grimes, un ancien policier. La série compte 33 tomes.
Le 2 juillet 2019, Robert Kirkman annonce la fin de la série qui s'arrête au numéro 193.
Le comics rencontre progressivement le succès, ce qui conduit à une adaptation en série télévisée, diffusée la première fois sur la chaîne de télévision américaine AMC en octobre 2010. L'univers de la bande dessinée sert aussi de support à plusieurs romans et jeux vidéo.

## Création

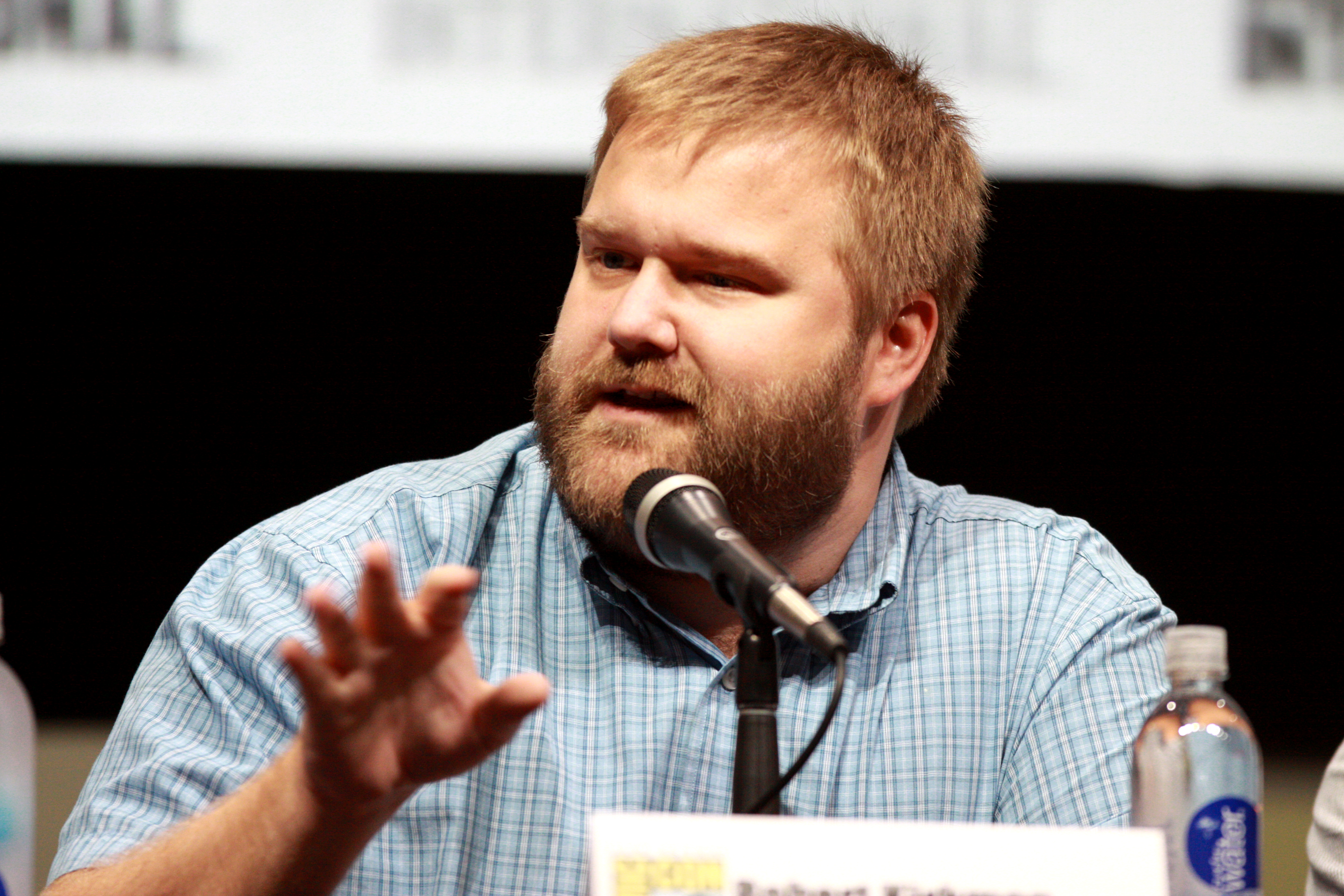
Robert Kirkman en 2013.

Le projet initial de Robert Kirkman s'intitulait Dead Planet et le scénario était basé sur une histoire de science-fiction évoquant une épidémie de zombies. Kirkman décide finalement de modifier son scénario en se basant sur les zombies afin de créer une histoire sans fin. Pour convaincre Image Comics d'adhérer à son projet, ceux-ci n'étant pas emballés par l'idée d'une histoire de morts-vivants, Kirkman promet d'incorporer des éléments de science-fiction plus tard, au milieu du récit. Le lancement de la série, en fin d'année 2003, se fait dans l'indifférence totale.

## Synopsis
The Walking Dead se déroule dans un monde envahi par les morts-vivants. L'origine du phénomène demeure inconnue. Rick Grimes, le héros, tente tant bien que mal de faire survivre son groupe de rescapés dans ce monde hostile et effrayant, cherchant le refuge idéal, l'endroit qu'ils pourront appeler foyer. Au fur et à mesure que la série avance, les personnages évoluent, progressent, meurent parfois. Certaines affinités vont alors se créer ainsi que certaines tensions.

## Liste des volumes

### Tomes classiques

#### Tomes 1 à 20
| no | Anglais                | Anglais           | Anglais           | Français                    | Français          | Français          |
| no | Titre                  | Date de sortie    | ISBN              | Titre                       | Date de sortie    | ISBN              |
| --- | ---------------------- | ----------------- | ----------------- | --------------------------- | ----------------- | ----------------- |
| 1 | Days Gone Bye          | 12 mai 2004       | 978-1-58240-358-8 | Passé décomposé             | 6 juin 2007       | 978-2-7560-0912-4 |
| Liste des chapitres : 1-6 |                        |                   |                   |                             |                   |                   |
| Rick Grimes, policier à Cynthiana dans le Kentucky, se fait tirer dessus lors d'une fusillade et tombe dans un profond coma. Il ne se réveille que quelque temps plus tard à l'hôpital. Personne ne répondant à son appel, Rick décide de se lever. Il déambule alors dans les couloirs vides et sens dessus dessous. En ouvrant les portes de la cafétéria de l'hôpital, il se retrouve face à une dizaine de morts-vivants. Il s'en tire de justesse après s'être fait attaquer. Il décide alors de retourner chez lui, afin de retrouver sa femme Lori et son fils Carl. Il trouve sa maison abandonnée. Quelqu'un lui assène alors un coup de pelle sur le crâne, ce qui l'assomme. À son réveil, il apprend que la personne qui l'a frappé est en fait un enfant du nom de Duane qui pensait que Rick était un mort-vivant. Après une brève présentation, le père de Duane, Morgan Jones, explique à Rick ce qui s'est passé durant son coma : la civilisation a été anéantie par une épidémie qui ramène les morts à la vie, et ces morts-vivants traquent les derniers survivants pour s'en repaître. Morgan et Duane se sont installés chez le voisin de Rick en attendant que le gouvernement envoie des secours. Rick emmène alors Morgan et Duane au poste de police de la ville. Il les autorise à accéder à l'armurerie et leur offre une voiture de police, espérant que cela les aidera à survivre. Rick décide ensuite de partir pour Atlanta, persuadé que sa femme Lori et son fils Carl sont allés là-bas, obéissant aux instructions du gouvernement. Quand Rick parvient finalement à rejoindre Atlanta, il découvre une scène de carnage : corps en mille morceaux, équipements militaires en ruine dans les rues. Il ne tarde pas à se faire cerner par les zombies et échappe à la mort grâce à l'aide d'un jeune homme, Glenn. Ce dernier emmène Rick dans un camp de survivants situé en dehors de la ville. Miraculeusement, il y retrouve sa femme Lori et son fils Carl, que son ancien coéquipier Shane a aidé à survivre, ainsi que d'autres survivants : un vendeur de chaussures nommé Allen, sa femme Donna et ses deux fils jumeaux Billy et Ben ; Dale, doyen du groupe et ancien vendeur qui avait décidé de voyager pour le restant de ses jours et qui a amené le camping-car que le groupe utilise comme refuge ; un mécanicien, Jim, qui a réussi à s'échapper d'Atlanta mais qui a perdu toute sa famille là-bas ; Carol, une mère célibataire et sa fille Sophia ; et enfin deux étudiantes, Amy et sa sœur Andrea. Rick s'adapte rapidement au mode de vie du camp et devient petit à petit le leader à la place de Shane. Rick et Glenn, en frottant des morceaux d'un corps d'un mort-vivant sur leurs habits pour couvrir leur propre odeur, réussirent à tromper partiellement les zombies lors d'une sortie en ville pour récupérer des armes et des munitions dans une armurerie. Ayant fait le plein d'armes, Rick apprend au groupe, son fils de sept ans y compris, à se servir d'une arme à feu malgré les réticences de son épouse. L'entraînement est alors mis à profit lorsqu'un nombre important de morts-vivants attaque le camp. Durant cette attaque, Amy est tuée et Jim est mordu, ce qui va inévitablement le changer en mort-vivant. Il demande alors que les autres l'abandonnent sur la route, pensant que s'il devient un mort-vivant, il rejoindra sa famille. S'ensuit alors un conflit entre Rick et son ex-partenaire : Shane veut rester près d'Atlanta malgré les attaques de morts-vivants, persuadé que les secours arriveront en premier dans les grandes villes, et Rick affirme que le camp n'est plus sûr et que l'hiver naissant va les empêcher de chasser du gibier pour se nourrir. Celui-ci a également entendu des rumeurs selon lesquelles Shane serait amoureux de Lori. Lors d'une sortie en forêt pour chasser, Rick et Shane entrent en conflit. Shane dit alors à Rick qu'il le pensait mort, et qu'il n'était pas supposé revenir. Pendant l'absence de Rick, Shane a eu une liaison avec Lori, et pense que tout irait pour le mieux s'il tuait Rick. Il pointe alors son arme sur Rick, mais Carl, qui a observé la scène, tire sur Shane et l'abat, sauvant ainsi son père. |                        |                   |                   |                             |                   |                   |
| 2 | Miles Behind Us        | 24 novembre 2004  | 978-1-58240-413-4 | Cette vie derrière nous…    | 6 juin 2007       | 978-2-7560-0972-8 |
| Liste des chapitres : 7-12 |                        |                   |                   |                             |                   |                   |
| Les survivants ont quitté l'ex-campement près d'Atlanta pour trouver un endroit plus sûr. Sur la route, ils rencontrent un autre groupe de survivants : Tyreese, sa fille Julie, et son petit ami Chris. Lori, qui a couché avec Shane puis Rick à son retour, découvre qu'elle est enceinte et prévient Rick. Rick ignore l'étendue de la relation que Lori a eu avec Shane, mais il soupçonne qu'il y a eu plus que ce que ne lui a dit Lori et redoute que l'enfant à venir ne soit pas de lui. Les autres membres du groupe conseillent à Lori de garder cette liaison secrète, parce que Rick est le leader et que confirmer que l'enfant n'est peut être pas le sien mais celui de Shane l'anéantirait ; ce qui mettrait automatiquement le groupe en péril. Au cours du trajet, ils découvrent une résidence, Wilshire Estates, entourée de barrières. Ils tuent les morts-vivants d'une des maisons et passent la nuit à l'intérieur, dans un vrai lit, ce qui les change du camping-car. Dale et Andrea commencent alors une relation amoureuse. Le jour suivant, ils se séparent en plusieurs groupes pour débarrasser les maisons une par une des morts-vivants. Cependant ils n'ont pas remarqué le panneau recouvert de neige à l'entrée de la résidence qui disait : « Tous morts. N'entrez pas. », mais il est trop tard. Le groupe est encore attaqué par une horde de morts-vivants. La femme d'Allen, Donna, est mordue puis tuée. Les survivants rejoignent alors le camping-car, quittent cette résidence et reprennent la route. Allen sombre dans la dépression. En manque de nourriture, le groupe s'arrête non loin d'une forêt pour permettre à Rick et Tyreese de chasser. Carl les rejoint et reçoit une balle tirée par un autre chasseur, Otis. Le petit garçon est gravement touché, mais il n'est pas mort, et Otis mène le groupe à la ferme de Hershel Greene. Greene, qui est vétérinaire, soigne le garçon et autorise le groupe à rester dans l'enceinte de sa ferme pendant que Carl se remet de sa blessure. Mais des tensions apparaissent rapidement dans la ferme. Glenn entame une relation avec une des filles de Hershel, Maggie. Rick apprend rapidement que Hershel ne tue pas les morts-vivants qu'il rencontre, mais qu’il les met dans la grange. Il a espoir qu'un jour ils guériront surtout depuis qu'un de ses fils les a rejoints. Rick voit cela comme une pure folie. L'inévitable se produit : les morts-vivants s'échappent de la grange, tuant deux autres enfants de Hershel, Lacey et Arnold. Après avoir tué les morts-vivants, Rick et son groupe sont obligés de partir, chassés par Hershel. Glenn ne veut pas repartir avec Rick car il veut rester avec Maggie. Le groupe, chassé de la ferme, part alors vers un nouveau refuge. Ils découvrent alors une prison, on ne peut plus sûre : sécurisée par trois grillages munis de barbelé. À l’intérieur se trouvent beaucoup plus de larges terrains cultivables. Cette prison semble être l'endroit rêvé. |                        |                   |                   |                             |                   |                   |
| 3 | Safety Behind Bars     | 18 mai 2005       | 978-1-58240-487-5 | Sains et saufs ?            | 21 novembre 2007  | 978-2-7560-1283-4 |
| Liste des chapitres : 13-18 |                        |                   |                   |                             |                   |                   |
| La prison est entourée de grandes clôtures qui permettent de protéger de façon tout à fait correcte le groupe, mais des morts-vivants se trouvent également dans l'enceinte. Rick, Tyreese et Andrea commencent le « nettoyage ». Au cours de celui-ci, ils découvrent quatre prisonniers : Dexter, Andrew, Axel et Thomas. Quelques membres du groupe, dont Lori, sont sceptiques et refusent de faire confiance aux criminels, mais Rick les raisonne : après tout, ils sont tous dans la même situation. Rick s'étant assuré que la prison est suffisamment sûre, retourne chercher Hershel et ceux restés avec lui. La nourriture abonde dans la prison qui dispose de cellules pouvant servir de chambres. Les Greene acceptent cette offre, la ferme n'étant plus sûre. Otis reste à la ferme afin d'organiser le rapatriement du bétail et du matériel agricole vers la prison. Carol et Tyreese ont une liaison amoureuse, mais leur tranquillité est rompue dès lors que Julie et son petit ami, Chris, concluent un pacte de suicide afin de vivre ensemble pour l'éternité. Censés se tirer dessus au même instant, Chris a été plus rapide que Julie, la tuant avant qu'elle n'appuie sur la gâchette. Rick, ayant entendu le coup de feu, accourt et découvre Tyreese au milieu de la pièce tenant le corps mort de Julie. Chris tente de tout expliquer à Tyreese mais celui-ci, pris de furie, l'étrangle. Seul Rick est témoin de cet homicide. Ce tragique incident révèle une nouvelle chose au groupe : la transformation en mort-vivant touche tous les morts, pas seulement ceux qui ont été mordus. Hanté par ce fait, Rick quitte le groupe pour régler une affaire personnelle : tuer Shane, qui a été enterré avant qu'il ne puisse se transformer, afin qu'il repose en paix. Pendant l'absence de Rick, bon nombre d'horreurs frappent le groupe. Rachel et Susie Greene, les plus jeunes membres de la famille Greene, sont sauvagement assassinées pendant qu'elles jouaient. Les soupçons se portent alors sur Dexter, le seul prisonnier à avoir été incarcéré pour meurtre. Quand Rick revient, il découvre que le groupe a enfermé Dexter dans une cellule. Dexter proteste et clame son innocence, mais personne ne le croit. Il recrute alors Andrew, un autre détenu (qui est aussi son petit ami), pour voler les armes contenues dans le bloc A, là où se trouve l'armurerie qui n'a pas été encore découverte par le groupe de Rick. Ils préparent une mutinerie. Peu après, Thomas, un autre détenu, est découvert en train d'essayer de tuer Andrea. Dexter est alors libéré et Rick bat quasiment à mort Thomas. Suivant le décret du groupe, « Tu tues, tu meurs », Rick condamne Thomas à la pendaison. Patricia, qui a des difficultés dans sa relation avec Otis et qui avait sympathisé avec Thomas pour combler le vide, libère le tueur. Mais celui-ci tente tout de même de la tuer. Maggie l'abat de plusieurs coups de feu. Son corps est jeté par-dessus la clôture puis dévoré par les morts-vivants. Peu après, Dexter et Andrew, puissamment armés dès lors qu'ils ont pu récupérer en douce des armes dans l'armurerie du bloc A, ordonnent au groupe de Rick de sortir de la prison, les considérant comme étant instables mentalement. Pris par surprise et relativement peu armés, Rick et son groupe ne peuvent pas se mesurer à Dexter. Il semble qu'ils n'aient pas d'autre choix que de sortir de la prison. |                        |                   |                   |                             |                   |                   |
| 4 | The Heart’s Desire     | 30 novembre 2005  | 978-1-58240-530-8 | Amour et Mort               | 6 février 2008    | 978-2-7560-1333-6 |
| Liste des chapitres : 19-24 |                        |                   |                   |                             |                   |                   |
| Rick et ses camarades sont en fâcheuse posture : Rick n'a qu'une question à la bouche, où Dexter a-t-il eu ses armes ? Ce dernier finit par lui dire qu’elles viennent du bloc A, les craintes de Rick se confirment alors et une horde de zombies sort du bâtiment ! Le bloc A n'a en effet pas été encore visité par Rick et donc n'a pas été « nettoyé ». Dexter, après avoir récupéré des armes, a laissé les portes de celui-ci ouvertes. Les zombies se répandent alors dans la cour de la prison. Il s'ensuit une fusillade. Dans la mêlée, Rick tue Dexter de peur qu'il ne les force à partir quand la situation sera sous contrôle, faisant passer sa mort pour accidentelle. Pendant que Rick et les autres essaient de survivre à l'intérieur, Otis, resté à la ferme en attendant de ramener du bétail, arrive à l'entrée de la prison. Il se retrouve coincé devant les grilles lorsqu'une troupe de zombie lui tombe dessus. Il est sauvé, in extremis, par Michonne une jeune femme experte dans le maniement du katana. Le calme retombé, Rick et le groupe ouvrent les portes de la prison. Otis et Michonne sont ainsi accueillis au sein de la prison. Andrew, sous l'effet du chagrin occasionné par la mort de Dexter, profite de l’opportunité et s'enfuit en courant loin de la prison. La vie reprend donc peu à peu son cours normal. Rick, Allen, Tyreese, Dale et Axel décident de passer le bloc A au peigne fin, afin d'éliminer les quelques morts-vivants qui sont restés à l'intérieur. Au cours de la visite du bloc, un générateur est découvert ; c'est une bonne nouvelle, ils auront enfin de l'électricité s’ils arrivent à le faire fonctionner. Mais un peu plus loin dans la visite du bloc A, Allen tire un coup de feu, ce qui éveille quelques zombies restés cachés et il se fait mordre. Rick, sous l'effet du stress lui coupe la jambe pour tenter de le sauver d'une éventuelle mutation. Allen meurt exsangue quelque temps plus tard, confiant la vie de ses jumeaux à Dale et Andrea. Tyreese fait connaissance avec Michonne, et cette dernière, très attirée par lui, le tente et celui-ci ne résiste pas. Malheureusement, ils sont surpris par Carol. Elle ne supporte pas que son petit ami la trompe et tente de se suicider en s’ouvrant les veines. Rick la trouve et elle s’en sort de justesse. Il surprend à son tour Tyreese et Michonne et entre dans une colère folle, l'accusant d'avoir tué Carol. Tyreese réplique à Rick qu'il n'a pas à se mêler de sa vie privée, et qu'il n'a plus son respect depuis qu'il l'a vu abattre Dexter délibérément. Il accuse également Rick de commencer à perdre le sens des choses et de commencer à jouir de son pouvoir de vie et de mort. Au cours de la violente bagarre qui s'ensuit, Rick est gravement blessé et tombe dans un léger coma. À son réveil, il découvre que le groupe ne veut plus de lui comme chef. Un comité le remplace, formé par Hershel, Tyreese, Dale et Rick. Rick veut alors s'expliquer, concernant ses actes et son attitude. Il accepte la perte de son rang, s'étant rendu compte que le stress lui faisait prendre de mauvaises décisions. Il prévient toutefois les nouveaux leaders que plus jamais ils ne retrouveront leur vie d'antan, et qu'ils doivent se préparer à s'habituer à leur nouvelle existence. |                        |                   |                   |                             |                   |                   |
| 5 | The Best Defence       | 27 septembre 2006 | 978-1-58240-612-1 | Monstrueux                  | 4 juin 2008       | 978-2-7560-1468-5 |
| Liste des chapitres : 25-30 |                        |                   |                   |                             |                   |                   |
| Les occupants de la prison continuent de passer au peigne fin le bloc A pour y trouver les derniers morts vivants ayant investi les lieux. Jusqu'au moment où Glenn trouve l'armurerie, celle où Dexter avait trouvé ses armes. Rick ne sait que faire de ce matériel pour l'instant et décide de ne pas y toucher. Il s'avère que le générateur peut fonctionner, mais qu'il lui faut de l'essence. Rick et Glenn décident d'aller sur le parking de la prison pour siphonner les réservoirs des voitures restées là, ce qui implique de sortir de l'enceinte qui les protège ; ils utilisent alors des armures anti-émeute découvertes dans l'armurerie. Lorsqu'ils arrivent sur le parking, Glenn aperçoit un hélicoptère au loin, mais celui-ci s'écrase. Les deux hommes se mettent d'accord pour aller chercher les survivants. Michonne décide de les accompagner et Rick refuse que Tyreese vienne avec eux pour qu'il veille sur le reste du groupe. Les trois héros parviennent à l'hélicoptère à l'aide d'une de leurs voitures, cette dernière s'embourbera finalement en chemin. Une fois sur place, Rick, Glenn et Michonne ne trouvent personne, mais découvrent autour de l'appareil de nombreuses traces de pas, ce qui signifie qu'un autre groupe de survivants est dans les parages. En suivant les traces, ils aboutissent à une petite route qui mène à la ville la plus proche : Woodbury. Ils décident de s'y rendre, de peur que la nuit ne tombe avant qu'ils ne soient rentrés. Arrivés à l'entrée de la ville, ils sont assaillis par des zombis et sont sauvés par les habitants de Woodbury. Ces derniers les invitent à rentrer dans leur enceinte, pour qu'ils y passent la nuit. Les trois protagonistes ne tardent pas à découvrir qu'un triste sort les attend. Peu après leur rencontre avec un homme qui s'est approprié le surnom de Gouverneur, ce dernier leur révèle son véritable but : nourrir les morts vivants qu'ils ont capturés et qu'ils utilisent lors de jeux censés divertir la population de Woodbury avec les vagabonds rencontrés. Le Gouverneur finit par couper la main droite de Rick pour montrer qu'il ne plaisante pas. Michonne est violée, torturée jusqu'au bout de ses forces et Glenn est maintenu captif. Le Gouverneur, par des stratégies plus fourbes les unes que les autres, parvient à apprendre que les héros ont élu domicile dans une prison proche et envisage dès lors de s'approprier les ressources qu'elle peut contenir. Ne les voyant pas revenir, Tyreese part en éclaireur. Il ne trouve que leur voiture embourbée, et rentre finalement à la prison avec une poignée de morts vivants à ses trousses. Les occupants de la prison peinent à refermer à temps les grilles derrière lui, et une masse de zombies finit par envahir la cour extérieure de la prison. Les survivants s'enferment dans les blocs, et attendent péniblement le retour de leurs trois compagnons détenus à Woodbury, ne sachant quoi faire de plus. |                        |                   |                   |                             |                   |                   |
| 6 | This Sorrowful Life    | 11 avril 2007     | 978-1-58240-684-8 | Vengeance                   | 22 octobre 2008   | 978-2-7560-1469-2 |
| Liste des chapitres : 31-36 |                        |                   |                   |                             |                   |                   |
| En tant que combattant des morts-vivants pour le bon plaisir du peuple, Harold est tué par Eugene qui lui reproche de ne pas avoir compris le caractère fictif de leurs combats. Le gouverneur « emploie » donc Michonne à le remplacer et à combattre Eugene en échange d'un meilleur traitement. Contrairement à ce que le gouverneur a prévu, Michonne tue Eugene d'entrée, ce qui provoque de vives réactions de la part du peuple de Woodbury. Martinez, l'homme qui a conduit Rick au gouverneur à son arrivée, le retrouve en cellule pour lui confier qu'ils doivent fuir le plus vite possible. Rick, Glenn, Michonne, le Dr Stevens (médecin local qui a sauvé Rick de la mort à la suite de son amputation), Alice (son assistante) et Martinez se regroupent et parviennent à quitter Woodbury. Hélas, le Dr Stevens se fait mordre à peine sorti de l'enceinte de la ville. Michonne, elle, a quitté le groupe afin de retrouver le gouverneur pour prendre sa revanche. Elle torture et mutile gravement le gouverneur. Le laissant vivre en lui promettant de le finir plus tard, elle rattrape les autres et prétend ne pas savoir ce qui s'est passé. Le gouverneur est trouvé par ses acolytes, et un ancien docteur de guerre, désormais alcoolique et peu fiable, est tenu de tout faire pour le sauver. Le groupe de survivants arrive à la prison, mais l'endroit est peu encourageant. La porte principale a été laissée ouverte, et l'enceinte intérieure est pleine de zombies. Les zombies, dont Otis fait désormais partie, sont rapidement maitrisés et exterminés. Rick réalise un peu tard que Martinez s'est enfui. Il comprend que ce dernier avait pour mission de les aider à s'enfuir pour découvrir l’emplacement de la prison et de retourner à Woodbury pour informer le Gouverneur. Rick traque Martinez et le tue sitôt retrouvé. Glenn demande la permission à Hershel de demander Maggie en mariage. À son retour, Rick demande à tout le monde de se tenir prêt pour une attaque de la part des survivants de Woodbury. |                        |                   |                   |                             |                   |                   |
| 7 | The Calm Before        | 26 septembre 2007 | 978-1-58240-828-6 | Dans l’œil du cyclone       | 7 janvier 2009    | 978-2-7560-1723-5 |
| Liste des chapitres : 37-42 |                        |                   |                   |                             |                   |                   |
| Jouissant d'un moment de paix, Glenn épouse Maggie, mariés par le père de cette dernière. Rick se rend compte qu'il n'a pas préparé l'arrivée du bébé de Lori et avoue à sa femme qu'il sait tout de sa relation avec Shane. Il refuse d'entendre les arguments de celle-ci, lui faisant comprendre qu'il élèvera l'enfant comme le sien. Dale fait remarquer à Rick que la prison n'est pas suffisamment préparée à soutenir un assaut. Mené par Glenn et Maggie, un groupe est envoyé pour rechercher un dépôt de la Garde Nationale ; dépôt où les habitants de Woodbury se seraient fournis en armes et matériels. Une fois le dépôt localisé, le groupe fait main basse sur le matériel désiré. Ne pouvant tout emmener, ils font exploser le restant de matériel pour ne rien laisser derrière eux. Sur le chemin du retour, ils décident de s'arrêter dans un supermarché pour chercher des vivres et du mobilier pour bébé. Un groupe venu de Woodbury (attiré par l'explosion du dépôt de la garde nationale) les surprend, Glenn sort pour détourner l'attention afin de protéger Maggie et les autres qui se cachent. Le leader lui tire en pleine poitrine mais il portait sa combinaison anti-émeutes, il s'en sort avec des côtes cassées et un gros bleu. Distraits par Michonne, les agresseurs se trouvent pris entre deux feux et sont rapidement exterminés. Dans la prison, Lori est prise de contractions. Afin d'avoir assez de lumière, Alice demande à Billy de surveiller le générateur. Se rendant compte du peu de carburant restant, Billy va prendre de l'essence avec Dale à l'extérieur mais ce dernier se fait mordre à la cheville. Il est secouru par Andrea, revenue à temps pour emmener Dale à l'infirmerie où après avoir aidé Lori à mettre au monde sa fille, Alice procède rapidement à l'amputation, sauvant Dale au prix de son pied. Les semaines s'écoulent et Dale a du mal à se faire à son infirmité malgré la jambe de bois conçue par Alice. Rick est en colère quand il apprend qu'Alice a fait entrer un mort-vivant dans l'enceinte. Elle justifie son geste par l'étude d'un spécimen qui pourrait sauver des vies dans le futur. Rick accepte à condition qu'Alice déplace le zombie entre les clôtures. Carol, qui a fait jurer à Lori de veiller sur sa fille s'il lui arrivait malheur, utilise ce zombie pour se suicider, à la surprise générale. Chargé de renforcer la sécurité, Rick prend la décision de cesser de tuer les zombies afin qu'ils s'agglutinent contre la clôture extérieure, formant ainsi une première ligne de défense. Tyreese développe sa relation avec Michonne mais le Gouverneur fait alors irruption, accompagné d'une forte troupe et d'un tank. |                        |                   |                   |                             |                   |                   |
| 8 | Made to suffer         | 25 juin 2008      | 978-1-58240-883-5 | Une vie de souffrance       | 6 mai 2009        | 978-2-7560-1724-2 |
| Liste des chapitres : 43-48 |                        |                   |                   |                             |                   |                   |
| Le médecin a sauvé la vie du Gouverneur, qui a perdu un œil, le bras droit et son sexe tranchés par Michonne. Se remettant doucement, il échafaude sa vengeance, prenant la décision de laisser du temps s'écouler afin d'endormir la méfiance du groupe de Rick, repéré finalement par des éclaireurs. Le moment venu, il galvanise la population de sa ville en leur faisant croire à l'anthropophagie des évadés. L'assaut est donné. Andrea, placée en tant que sniper, manque de peu de tuer le Gouverneur, ne touchant que son armure. Elle arrive à tuer deux assaillants avant de tomber, blessée à la tête par une balle. Le Gouverneur use du tank pour écraser les zombies sans gâcher de munitions, ne pouvant défoncer la clôture, ce qui rendrait la prison inutilisable. L'assaut reprend mais se brise sur les balles d' Andréa qui, simplement assommée, a repris ses esprits et abat cinq attaquants. Le Gouverneur doit se résigner à reculer provisoirement. Les assiégés sont tout à leur joie. Ils s'aperçoivent alors que Rick a pris une balle dans le ventre. Laissant Rick aux bons soins d' Alice, Michonne convainc Tyreese de mener une expédition commando visant à tuer le Gouverneur, dont elle pense le repli, uniquement tactique. Les autres survivants s'occupent eux à renforcer les défenses et à équiper un camion en cas de fuite. Glenn, Dale, Andréa et Maggie décident, eux, de fuir les lieux par prudence, convaincus que l'endroit est indéfendable, emportant les enfants avec eux à l'exception de Carl. Lors de l'expédition commando, Michonne parvient à tuer deux soldats adverses mais elle échoue à retrouver le Gouverneur. Pire, Tyreese est fait prisonnier par le bras droit de ce dernier, à qui il annonce la mort de Michonne, convaincu de l'avoir touchée avec ses balles. Après avoir reçu des troupes fraîches quelques jours après, le Gouverneur revient et échange la vie de Tyreese contre leur reddition. Rick, qui se remet difficilement de sa blessure, ne peut que refuser, et personne ne s'oppose à son choix, connaissant l'issue d'un tel geste. Furieux, le Gouverneur décapite Tyreese et se replie à nouveau. Il utilise cependant cet échec pour galvaniser à nouveau ses troupes. Le Gouverneur a alors la mauvaise surprise de se voir mettre en joue par Michonne. Il arrive cependant à échapper au tir de cette dernière qui ne trouve son salut que dans la fuite. Rendu encore plus furieux, il ordonne un dernier assaut. Axel est le premier assiégé à tomber, une balle dans la tête. La colère du gouverneur lui fait oublier toute prudence et il perd de nombreux hommes, victimes d'Andréa (alors revenue seule avec le camping-car), de Billy posté sur un mirador (il utilise une grenade) et d'une vague de zombies. Une fois la tireuse d'élite neutralisée par la destruction de sa voiture de protection, le gouverneur, cerné par des zombies, décide de détruire les clôtures de la prison avec le tank. Rick, remis que très partiellement de sa blessure à l'abdomen, court alors mettre Lori et Carl à l'abri. L'assaut mené par le gouverneur réussit et Patricia meurt. Billy est tué lors de sa fuite et Hershel, son père, effondré, laisse le Gouverneur l'abattre à son tour. Alice est également abattue par le Gouverneur après s'être fait tirer dans la jambe alors qu'elle couvrait la fuite de Rick, Carl, Lori et Judith. Certains assaillants commencent à douter de la véracité des dires de leur chef, qui ordonne à Lilly (une de ses soldats) d’abattre Lori. Lori, qui s'enfuyait avec sa fille dans les bras, tombe, le ventre déchiqueté. Rick et Carl arrivent à fuir en usant d'un groupe de rôdeurs comme boucliers. Le Gouverneur est alors abattu par Lilly (l'héroïne de The Walking Dead La Route de Woodbury, l'un des romans situés dans l'univers de la série), qui a compris en voyant le cadavre de Lori et de son bébé, les mensonges de son chef. Les survivants se replient alors, laissant les zombies investir les ruines de la prison. Sur une colline proche, reprenant son souffle, Carl comprend par le regard de Rick le décès de sa mère.                                                                             |                        |                   |                   |                             |                   |                   |
| 9 | Here We Remain         | 21 janvier 2009   | 978-1-60706-022-2 | Ceux qui restent            | 7 octobre 2009    | 978-2-7560-1725-9 |
| Liste des chapitres : 49-54 |                        |                   |                   |                             |                   |                   |
| Rick et Carl ont trouvé refuge dans un grand bourg isolé où ils reprennent des forces. Victime d'une forte fièvre à la suite de sa blessure à l'abdomen mal soignée, Rick sombre trois jours durant dans le coma, veillé et protégé par son fils. Celui-ci lui reproche de n'avoir pas su protéger sa mère et ses amis, mais admet également ne pas pouvoir survivre seul. Remis de sa blessure, Rick et son fils s'apprêtent à partir, lorsque Rick entend la sonnerie d'un téléphone. Une femme inconnue lui apprend l'existence d'un havre proche et les convainc de rester sur place le temps qu'elle sache si elle peut leur faire confiance. Après plusieurs appels quotidiens, Rick ose enfin demander son nom. Il comprend alors qu'il est en train de perdre l'esprit lorsque cette dernière lui annonce qu'elle est sa défunte épouse. Pour éviter de sombrer définitivement dans la folie, Rick décide alors de quitter les lieux. Il emporte toutefois le téléphone avec lui, à l'insu de Carl. Ayant récupéré une voiture en état de marche, Rick donne des cours de conduite à Carl. Le véhicule finit rapidement dans un fossé. Carl manque de se faire mordre mais il est sauvé par Michonne qui a suivi leurs traces depuis la prison. Après avoir dormi dans la voiture, nos trois héros ont la surprise de retrouver Glenn et Maggie. Il doit malheureusement annoncer à cette dernière la mort de son père et de son dernier frère. Glenn et Maggie conduisent Michonne, Rick et Carl à la ferme d'Hershel où ils se sont réinstallé avec Dale et Andrea. Rick surprend, le soir venu, Michonne à parler seule. Elle admet parler à son fiancé et son frère morts, ce qui lui permet de garder l'esprit clair. Rick avoue procéder de même avec le fantôme de Lori. De garde, Andrea surprend un trio d'inconnus qui pensait la ferme abandonnée, à la recherche de nourriture. Le sergent Abraham convainc Rick de ses bonnes intentions, ainsi que de celles de sa compagne Rosita et d'Eugène, un scientifique en route pour Washington où selon lui les savants survivants cherchent à soigner la population malade. Eugène prévient également le groupe du danger à user des armes à feu contre les morts. Ces derniers peuvent en effet s'orienter vers la source des tirs et un mouvement de foule peut s'y amplifier jusqu'à ce qu'une horde s'ébranle, créant une vague contre laquelle résister est impossible. Le groupe de Rick décide de suivre les nouveaux venus, sachant que leur ferme est impossible à défendre contre les morts. |                        |                   |                   |                             |                   |                   |
| 10 | What We Become         | 12 août 2009      | 978-1-60706-075-8 | Vers quel avenir ?          | 20 janvier 2010   | 978-2-7560-2109-6 |
| Liste des chapitres : 55-60 |                        |                   |                   |                             |                   |                   |
| Rick continue de faire des cauchemars, parler à Lori reste sa seule planche de salut pour ne pas devenir fou. Eugène est fasciné de voir certains morts-vivants perdre rapidement de leur force, pensant tenir une piste éventuelle pour un futur remède. Le soir suivant, dépressive, Maggie se pend à un arbre. Glenn la retrouve à temps et la décroche. La pensant décédée, Abraham manque de la tuer ; mais Maggie s'éveille à temps. Rick effrayé par son geste, qui aurait coûté la vie à Maggie, le lui reproche violemment et Abraham ne le supporte pas. Le lendemain, Abraham suit discrètement Rick et le met en joue puis abat finalement un rôdeur. Terrifié par cette pulsion, Abraham demande de l'aide à son amie Rosita. Hésitant sur la route à prendre et étant relativement proche de Cynthiana, sa ville d'origine, Rick suggère de s'y rendre afin de faire le plein de munitions au poste de police dont il a toujours la clé. Abraham accepte de le suivre, ainsi que Carl. Les autres membres du groupe décident de rester en arrière et attendent leur retour. Sur le chemin, le trio est attaqué par des petits malfrats qui tentent de violer le garçon. Rick et Abraham n'ont aucun mal à s'en défaire. Abraham avoue alors à Rick les circonstances tragiques de la mort de sa famille, violée puis tuée par leurs propres voisins. De retour dans son quartier, Rick retrouve un Morgan en loques. Duane, son fils, a succombé à une morsure trois mois plus tôt, et Morgan n'a jamais trouvé la force de mettre fin à ses souffrances et l'a gardé près de lui enchaîné à un mur. Il avoue également avoir tué des vagabonds pour le nourrir. Avant de l'inciter à le suivre, Rick lui enjoint de faire le nécessaire. Morgan tire un coup de feu avant de sortir de la maison. Rick ignore que Morgan n'a en fait que brisé la chaîne du garçon avant de partir. Sur le chemin du retour, Rick, Abraham, Carl et Morgan croisent une horde. Celle-ci se dirige droit sur le groupe resté à les attendre. |                        |                   |                   |                             |                   |                   |
| 11 | Fear the Hunters       | 6 janvier 2010    | 978-1-60706-181-6 | Les Chasseurs               | 21 avril 2010     | 978-2-7560-2110-2 |
| Liste des chapitres : 61-66 |                        |                   |                   |                             |                   |                   |
| Le groupe de Rick a pu survivre à la horde en se dissimulant dans une maison et a pu rejoindre le groupe principal. Le groupe ne connaît pas la paix car un drame atroce se produit : devenu psychotique, Ben a égorgé et éviscéré son frère jumeau. Après les funérailles du garçon, le groupe tente de définir la conduite à tenir. Andrea et Dale sont horrifiés de comprendre que le groupe songe à exécuter Ben, ce dernier ne pouvant plus rester avec eux et ne pouvant pas survivre seul. Dale admet toutefois qu'il ne peut plus faire confiance au garçon. Ils décident de laisser la nuit porter conseil et de remettre toute décision au lendemain. Un pasteur, Gabriel, qui semble être ignoré des zombies, surgit alors, leur offrant son Église comme abri. Le groupe accepte l'offre avec méfiance mais décide de ne s'y rendre que le lendemain. La nuit venue, un coup de feu retentit et Ben est retrouvé mort. Personne ne reconnaît avoir tiré et le groupe s'ébranle après avoir enterré le garçon. Dans l'intervalle, Andrea pense avoir repéré des intrus qui les observeraient à distance. Sur la route de l'Église, déprimé, Dale cache le fait qu'il a été mordu par un zombie lors d'une attaque et disparaît dans les bois pour y mourir tranquillement. Il est alors enlevé par des inconnus. Andréa découvre la disparition de Dale et convainc Abraham de mener une expédition de secours. Cette dernière tourne court lors d'une nouvelle attaque et Rick fait comprendre à Andréa qu'ils ne peuvent risquer leurs vies inutilement. Andréa finit par accepter mais annonce à Rick qu'ils sont suivis discrètement. Rick lui enjoint de veiller plus attentivement en attendant d'en savoir plus. Arrivés à l'Église, elle est désormais certaine que des poursuivants sont à leurs trousses. Rick interroge fermement le pasteur qui se déclare innocent. Ce dernier admet cependant avoir condamné ses paroissiens à mort en leur refusant par lâcheté de leur ouvrir les portes de l'église à temps lors d'une attaque de zombies. De son côté, Dale revient à lui. Il découvre alors qu'il a été enlevé par un groupe d'anthropophages qui ont commencé à manger sa jambe valide. Ces derniers essayent de l'effrayer, mais Dale se sachant condamné leur annonce que sa chair est sûrement infectée du fait de la morsure. Ne pouvant plus consommer sa chair, les cannibales renoncent à le tuer et le rejettent devant l'église dans le but avéré de faire paniquer le reste du groupe pour en faire des proies plus faciles à attraper. Dale est retrouvé par Rick et donne assez d'indications sur l'endroit où il s'est réveillé pour que le pasteur Gabriel, qui connaît la région, indique au groupe les endroits se rapprochant le plus de la description de Dale. Les cannibales convaincus que le groupe effrayé allait se terrer dans l'Église sont retournés confiants dans leur QG. Mais Abraham comprend rapidement qu'il a affaire à des personnes totalement inexpérimentées et décide de lancer immédiatement une attaque. Après quelques recherches, Rick et Abraham, à la tête d'un petit groupe d'assaillants, localisent les cannibales. Rick s'avance alors seul pour discuter avec eux. Pensant faire ripaille de Rick, les cannibales ne se rendent pas compte qu'ils sont cernés. Une fois neutralisés, ils sont massacrés sur l'heure après avoir admis avoir tué et mangé leurs propres enfants, à la grande terreur de Gabriel. Revenus à l'église, Rick et ses amis procèdent aux funérailles de Dale qui est décédé dans l'intervalle. Plus tard, Rick se recueillant sur la tombe de Dale entend un léger bruit derrière lui. Pensant avoir affaire à Abraham, il se confie à celui-ci. Il affirme n'avoir ressenti aucune pitié pour les cannibales et qu'il était normal de les avoir tués de la manière la plus atroce qui soit mais qu'il commence à avoir peur du fait qu'il tue de plus en plus facilement. Rick se rend compte trop tard qu'il parle en réalité à Carl, qui ignorait tout des actes commis la nuit passée par son père. Choqué et en larmes, Carl confesse alors avoir tué Ben en ressentant la même chose.                                                                      |                        |                   |                   |                             |                   |                   |
| 12 | Life Among Them        | 3 août 2010       | 978-1-60706-254-7 | Un monde parfait            | 22 septembre 2010 | 978-2-7560-2111-9 |
| Liste des chapitres : 67-72 |                        |                   |                   |                             |                   |                   |
| Le groupe se sépare à la recherche de nourriture. Lors d'une de leur recherche, Carl se confie à son père, expliquant pourquoi il a assassiné Ben. Washington enfin ! Le voyage aura été long, semé d'embûches et de drames. Peu de temps après, avant la conclusion de ce périple, l'un des compagnons de Rick se révélera être autre chose que celui qu'il prétendait être. Eugène se fait démasquer et perd l'estime que le groupe avait pour lui. En effet, il s'avère qu'il est un simple professeur de sciences et non un scientifique. Il a utilisé son intelligence pour profiter de la protection d'Abraham puis du groupe de Rick. Une fois la colère passée, un rayon d'espoir renaît néanmoins avec l'apparition providentielle d'un homme mystérieux, Aaron, qui leur promet un foyer, proche de DC, dans une communauté visiblement épargnée par le fléau qui ravage l'humanité depuis un an déjà. Une étape décisive ! |                        |                   |                   |                             |                   |                   |
| 13 | Too Far Gone           | 23 novembre 2010  | 978-1-60706-329-2 | Point de non-retour         | 16 mars 2011      | 978-2-7560-2505-6 |
| Liste des chapitres : 73-78 |                        |                   |                   |                             |                   |                   |
| Enfin arrivés aux portes de Washington, Rick et ses compagnons intègrent une communauté de survivants, visiblement épargnés par le fléau qui ravage l'humanité depuis un an maintenant. Ici, pas d'apparition de zombies. Mais ce retour au calme et à une vie presque normale ne se fait pas sans heurts. Bien au contraire, il révélera au grand jour les difficultés d'adaptation de chacun. Glenn et Rick parviennent à voler des armes dans l'armurerie pour leur sécurité. Ils décident d'en donner à leur groupe pour qu'il soit prêt à toute éventualité. Pendant ce temps, Abraham gagne sa place de chef des chantiers à la place de Tobin en sauvant la vie de Holly, une femme aidant à la construction du mur. Peu de temps après, Glenn, de sortie en ville, repère un groupe prêt à tout pour survivre. Tandis que Rick découvre le secret de Pete, un homme de la communauté, celui-ci bat sa femme Jessie et son fils Ron. Carl apprend le petit secret de son père. Pete qui ne supporte pas de s'être fait frapper par Rick parce qu'il battait sa famille et parce qu'il ne peut plus les approcher, décide de se venger de Rick. Profitant de l'enterrement à la va-vite de Scott, un patrouilleur, décédé à la suite de ses blessures, Pete décide d'agir. Mais son action se déroule mal et Regina la femme de Douglas Monroe s'interpose. Il l'égorge. Il est tout de suite mis sous contrôle. Puis sur ordre de Douglas, Pete est abattu par Rick. |                        |                   |                   |                             |                   |                   |
| 14 | No Way Out             | 22 juin 2011      | 978-1-60706-392-6 | Piégés !                    | 21 septembre 2011 | 978-2-7560-2506-3 |
| Liste des chapitres : 79-84 |                        |                   |                   |                             |                   |                   |
| À la suite de cette tragédie qui vient tout juste d'ébranler la tranquille communauté d'Alexandria, Douglas Monroe cède sa place de leader à Rick. Son sang-froid, son sens de l'organisation et sa lucidité durant l'agression du groupe de maraudeurs a effectivement prouvé à tous sa capacité à faire face aux situations extrêmes. Reste que les coups de feu échangés semblent avoir attiré l'attention à des kilomètres à la ronde. Rick, Carl, Jessie, Ron et d'autre survivants sont obligés de s'imprégner de sang de rôdeur pour pouvoir s'échapper de la maison où ils s'étaient cachés. Sur le chemin, Ron ayant peur attire l'attention de quelques rôdeurs et se fait mordre. Sa mère Jessie décide de se jeter dans la foule de rôdeurs tout en tenant la main de Carl : Rick est obligé de la couper pour le sauver. Douglas Monroe se fait attraper par les rôdeurs et tire des coups de feu. Lorsque Rick demande à tout le monde s'ils vont bien, il se rend compte que Carl s'est pris une balle dans l'oeil. C'est la fin d'une utopie. Il n'y aura pas de retour à une vie normale... Mais fallait-il en douter ? |                        |                   |                   |                             |                   |                   |
| 15 | We Find Ourselves      | 27 décembre 2011  | 978-1-60706-440-4 | Deuil et Espoir             | 15 février 2012   | 978-2-7560-2872-9 |
| Liste des chapitres : 85-90 |                        |                   |                   |                             |                   |                   |
| Malgré l’horreur des récents événements, les rescapés d’Alexandria surmontent leur douleur et se concentrent déjà sur la reconstruction psychologique et physique de leur communauté. Andrea supervise l’enseignement du tir à l’ensemble des survivants, Abraham dirige l’équipe chargée de fortifier l’enceinte de la ville et Rick… Rick est sans doute celui qui a le plus de mal à se remettre. Et pour cause… |                        |                   |                   |                             |                   |                   |
| HS | Survivors’ Guide       | 1er novembre 2011 | 978-1-60706-458-9 | Le Guide de A à Z           | 9 mai 2012        | 978-2-7560-2939-9 |
| Guide des personnages de la série, apparus depuis le premier tome. |                        |                   |                   |                             |                   |                   |
| 16 | A Larger World         | 6 juin 2012       | 978-1-60706-559-3 | Un vaste monde              | 5 septembre 2012  | 978-2-7560-2873-6 |
| Liste des chapitres : 91-96 En sortie de ravitaillement, des membres du groupe rencontrent un nouveau survivant nommé Paul «Jesus» Monroe, qui prétend être un recruteur pour 200 personnes regroupées à proximité d'Alexandria dans un lieu appelé « La Colline ». Rick et d'autres vont à « La Colline », qui semble être encore plus sûr que d'Alexandria. Cependant, ils apprennent que « La Colline » à un dangereux ennemi, un groupe appelé les « Sauveurs » qui rackettent la moitié de la nourriture de « La Colline », en échange d'éradiquer des zombies à proximité. |                        |                   |                   |                             |                   |                   |
| 17 | Something to Fear      | 21 novembre 2012  | 978-1-60706-615-6 | Terrifiant                  | 30 janvier 2013   | 978-2-7560-3798-1 |
| Liste des chapitres : 97-102 |                        |                   |                   |                             |                   |                   |
| Après leur visite de la Colline, Rick, Glenn, Michonne, Andrea et Carl décident de retourner à Alexandria. En route, les événements se précipitent lorsqu’ils doivent faire face aux « Sauveurs » du redoutable Negan. Rick et les autres ne leur laissent aucune chance. Instinctivement, Rick réagit et envoie un message clair à l’ennemi: ils n’accepteront pas la défaite sans se battre. Message bien reçu. La réponse de Negan ne se fait pas attendre. Il envoie d'autres hommes à Alexandria. Abraham qui accompagne Eugène pour que ce dernier puisse faire des repérages pour fabriquer des balles est abattu par les hommes de Negan. Eugène est pris en otage par ces mêmes hommes. Menaçant d'exécuter Eugène, les « Sauveurs » demandent à entrer dans Alexandria. Mais grâce en partie à l'action d'Eugène, les « Sauveurs » sont acculés et doivent battre en retraite. Rick les poursuit en vain avec Andrea. Ils ramènent le cadavre d'Abraham à Alexandria. Après cet incident, Rick décide d'aller à « La Colline » avec son fils, Michonne, Heath, et ils sont accompagnés par Maggie, Sophia et Glenn. En effet, fascinés par la sécurité que peut apporter « La Colline » à sa famille, Glenn a décidé d'y emménager. N'ayant pu arriver à « La Colline » avant le début de la nuit, le groupe s’arrête pour dormir. Mais à leur insu, ils ont été suivis par une cinquantaine de « Sauveurs » dont leur chef, Negan. Ce dernier, peu satisfait que le groupe de Rick ait tué ses hommes et parce que Rick et les autres ne respectent pas ses règles, décide de marquer le coup. Pour se faire respecter, il fait un choix au hasard entre les différents membres du groupe de Rick pour savoir qui il va tuer. Le mauvais sort tombe sur Glenn à qui Negan fracasse la tête à mort avec « Lucille », sa batte de baseball entourée de fils barbelés. À la suite de cet épouvantable cauchemar, Rick et les autres vont à « La Colline » où ils laissent Maggie, Sophia et le cadavre de Glenn. Rick frappe Gregory parce que celui-ci ne leur a pas dit à qui ils s'en prenaient. Rick et les autres repartent ensuite pour Alexandria accompagnés de Jesus. Pour la première fois depuis longtemps, Rick ne sait plus comment agir et pense se soumettre à Negan et à ses « centaines d'hommes ». Mais il pense tout de même à envoyer Jesus espionner ses adversaires, preuve qu'il n'a pas tout abandonné. |                        |                   |                   |                             |                   |                   |
| 18 | What Comes After       | 18 juin 2013      | 978-1-60706-687-3 | Lucille…                    | 4 septembre 2013  | 978-2-7560-3957-2 |
| Liste des chapitres : 103-108 |                        |                   |                   |                             |                   |                   |
| Negan pénètre dans la zone de sécurité d'Alexandria, se moque de la mort de Glenn, et commande à Rick de tenir sa batte, "Lucille". Il informe Rick que lui et ses hommes viennent prendre, comme prévu, la moitié des fournitures se trouvant sur place. Carl se cache dans le camion des Sauveurs sous les matelas qu'ils ont pris, tenant le fusil d'Abraham. Pendant ce temps, Dwight a retrouvé les Sauveurs. Paul Monroe, alias "Jésus", l'a suivi, mais se fait capturer. Il parviendra à s'éclipser à peine arrivé à l'entrée du camp des Sauveurs. Alors que les Sauveurs déchargent les fournitures du camion, Carl est repéré ; il tire et en tue six avant d'être capturé par Negan, puis pris sous sa coupe pour une visite du camp. Le chef est visiblement impressionné par le courage et le culot du jeune garçon. Pendant la visite, on découvre que Negan a organisé un harem, composé de femmes du camp qui ont choisi de quitter leur mari pour profiter d'un train de vie plus confortable. Les maris qui tentent de renouer avec leur femmes ont le visage brûlé au fer. C'est le cas de Dwight, le premier des hommes de main de Negan. Pendant ce temps, Jésus rentre à Alexandria. Il dit à Rick qu'il sait où Negan et ses hommes se cachent ; Rick lui apprend alors la disparition de Carl. Accompagnés d'Andrea et de Michonne, les deux hommes partent dans le van pour la forteresse de Negan. Sur leur chemin, ils rencontrent Negan et ses hommes dans un camion. Ils ramenaient Carl. Après de rudes échanges, Rick repart avec Carl. Il révèle de précieuses informations sur la base des Sauveurs. Jésus dit à Rick qu'il est temps pour lui de rencontrer Ezéchiel. Tous deux se rendent dans le "royaume". En arrivant, Rick voit Ezéchiel, qui lui présente son tigre Shiva. Dwight lui aussi arrive alors au royaume et tente de convaincre Rick, Jésus et Ezékiel qu'il peut les aider dans la lutte contre Negan. |                        |                   |                   |                             |                   |                   |
| 19 | March To War           | 13 novembre 2013  | 978-1-60706-818-1 | Ezéchiel                    | 29 janvier 2014   | 978-2-7560-5150-5 |
| Liste des chapitres : 109-114 |                        |                   |                   |                             |                   |                   |
| Maggie et Sophia se sont installées dans la communauté rackettée par les Sauveurs ; Maggie y fait le deuil de Glenn. Elle est heureuse d'apprendre par Jésus le plan de Rick. Il prévoit en effet de combattre Negan et ses hommes, avec l'aide de la communauté d'Ezéchiel, et celle de Grégory. Le "roi'" Ezéchiel et Michonne tombent ensuite sous le charme l'un de l'autre. Pendant qu'au "royaume", Rick et ses nouveaux amis élaborent le plan d'attaque des Sauveurs, Negan arrive plus tôt que prévu, à Alexandria. Il s'installe alors en attendant le retour de Rick, et éventre Spencer, qui complotait contre Rick. Celui-ci rejoint sa communauté alors que Negan est encore présent. Une vive altercation sans conséquence les oppose. Rick attend que son ennemi quitte les lieux pour le suivre. Un combat éclate, rapidement au bénéfice des Sauveurs, qui avaient préventivement planqué de nombreux renforts dans les alentours. La batte Lucille est touchée, et Andréa aussi. Alors que Negan s’apprête à tuer plusieurs prisonniers, Jésus intervient et, aidé par le tigre Shiva, retourne la situation. Negan parvient tout de même à s'enfuir. La guerre est déclarée... |                        |                   |                   |                             |                   |                   |
| 20 | All Out War (Part One) | 11 mars 2014      | 978-1-60706-882-2 | Sur le sentier de la guerre | 4 juin 2014       | 978-2-7560-5151-2 |
| Liste des chapitres : 115-120 |                        |                   |                   |                             |                   |                   |
| Décidés à se débarrasser de Negan une fois pour toutes, Rick et les autres survivants de la Colline et d'Alexandria débarquent devant son repaire et lui annoncent qu'ils ne lui donneront plus de ressources et annoncent que sa communauté sera annihilée si celui-ci n'obéit pas. Negan réagit, en faisant abattre deux survivants. La première confrontation de la guerre commence alors... Après avoir attiré des hordes d'infectés, Rick veut enfoncer les grilles, mais Holly le repousse et le fait à sa place. Elle est alors capturée par Negan. Quelques jours plus tard, de nouvelles batailles commencent. Eric est malheureusement abattu, d'une balle dans la tête. Tandis que le groupe de Rick s'en sort victorieux, celui d' Ezechiel se fait éradiquer peu à peu. Alors qu'Ezechiel allait mourir face à un groupe de zombies, sa tigresse Shiva se sacrifie. Plus tard, Negan attaque Alexandria, détruisant de nombreux habitats. Il amène Holly, alors décédée et transformée à l'intérieur d'Alexandria, mordant l'unique docteur et se faisant abattre. Heath, fonçant vers elle, voit sa jambe exploser. Le docteur lui sauve la vie malgré la morsure, et Maggie, dirigeant désormais la Colline fait fuir le groupe de Negan. Quant à Carl, il est légèrement blessé au dos par une grenade. Il est également sauvé par le docteur, et Rick finit par s'évanouir. |                        |                   |                   |                             |                   |                   |

#### Tomes 21 à 33
| no | Anglais                | Anglais            | Anglais           | Français             | Français          | Français          |
| no | Titre                  | Date de sortie     | ISBN              | Titre                | Date de sortie    | ISBN              |
| --- | ---------------------- | ------------------ | ----------------- | -------------------- | ----------------- | ----------------- |
| 21 | All Out War (Part Two) | 29 juillet 2014    | 978-1-63215-030-1 | Guerre totale        | 15 octobre 2014   | 978-2-7560-6278-5 |
| Liste des chapitres : 121-126 |                        |                    |                   |                      |                   |                   |
| Alors qu'Alexandria se remet des dégâts reçus plus tôt, le docteur perd finalement la vie et se fait achever par Michonne. Les habitants d'Alexandria se réfugient maintenant à la Colline, afin d'être prêts à la prochaine attaque, qui ne tarde pas à arriver. Le père de Mikey est blessé au dos par une machette et est secouru. Le docteur Stevens de la Colline remarque cependant que celui-ci a une forte fièvre et sent de grandes douleurs. Il remarque alors que de la chair infectée se trouvait sur les armes des soldats de Negan, ce qui veut dire que les personnes touchées mourront. Negan débarque alors, et Rick va lui annoncer qu'il a fait un terrible ravage, inhumain et le ramène à la raison en lui expliquant qu'il est encore possible de reconstruire le monde. Negan va alors vouloir s'excuser, mais Rick lui met un coup de couteau au cou, qui le fait s'évanouir peu après. Enfin, Dwight, un soldat de Negan, se retourne contre son chef et annonce l'alliance définitive des 4 communautés : Alexandria, la Colline, le Royaume et les Sauveurs. |                        |                    |                   |                      |                   |                   |
| 22 | A New Beginning        | 5 novembre 2014    | 978-1-63215-041-7 | Une autre vie        | 21 janvier 2015   | 978-2-7560-6636-3 |
| Liste des chapitres : 127-132 |                        |                    |                   |                      |                   |                   |
| L'histoire se déroule plusieurs années après la fin de la guerre. Ce tome marque un tournant dans l'histoire. On retrouve la communauté d'Alexandria, dirigée par Rick Grimes, ainsi que celle de la Colline, avec Maggie ayant pris les rênes. On conte désormais l'histoire et la légende de Rick. Les habitants des trois communautés ont appris à vivre ensemble pour de bon. Carl, ayant accepté sa condition, est bien décidé à vouloir accomplir quelque chose d'utile pour la communauté. Il convainc son père de le laisser partir pour la Colline pour y apprendre le métier de forgeron. En même temps, un nouveau groupe arrive à Alexandria, recruté par Jésus et accompagné par Rosita et Eugene, lors d'une de ses missions pour écarter les Marcheurs. Mais tout ne se passe pas comme prévu quand ils découvrent le seul prisonnier de la ville, Negan. Ou plutôt, tout ne se passe pas comme Negan l'avait prévu. C'est désormais Maggie qui dirige la communauté de la Colline, ayant mis en place un autre groupe se chargeant de récupérer les chevaux sauvages, ceux-ci s'écartent des limites connues. Malheureusement, ils se font attaquer par un petit groupe de Marcheurs. L'un d'entre eux est sauvé, mais c'est en envoyant un autre sauver celui rester sur place, qu'on découvre les "Murmures". |                        |                    |                   |                      |                   |                   |
| 23 | Whispers Into Screams  | 29 avril 2015      | 978-1-63215-258-9 | Murmures             | 16 septembre 2015 | 978-2-7560-6988-3 |
| Liste des chapitres : 133-138 |                        |                    |                   |                      |                   |                   |
| Alors qu'un nouveau jour se lève, le groupe de Jésus revient de son expédition pendant laquelle son groupe aura perdu beaucoup de membres, mais il réussit à capturer l'un des assaillants qui l'attaquait. D'un autre côté, les choses s'emballent sur la Colline: Sophia et Carl se font attaquer par un groupe d'enfants; Carl se défendant, il les frappe avec une pelle jusqu'à ce qu'ils soient au bord de la mort. Trouvant son acte inadmissible, les parents des 2 enfants se révoltent et veulent le voir bannir, mais c'est sans compter sur Maggie qui refuse de voir Carl partir pour avoir sauvé sa fille. La décision de Maggie fait monter le ton sur la Colline et un petit groupe de résistants se met en place. L'ancien leader du groupe en vient à empoisonner Maggie, mais l'intervention opportune de Jésus la sauve in extremis. Pendant sa période d'enfermement, Carl fait connaissance avec la jeune fille capturée par Jesus lors de l'attaque : celle-ci lui révèle qu'elle appartient à un groupe voyageant parmi les rôdeurs, se faisant appeler les "Chuchoteurs", qu'ils se déplacent en grand groupe et qu'ils ne se nourrissent que de ce que les rôdeurs peuvent leur apporter. Au moment de sa libération, Carl demande à Maggie de libérer la jeune fille, lui montrant tout ce que la Colline pourrait lui apporter en restant ici. Il apprend également qu'elle se fait violer par les autres membres de son groupe. Celle-ci lui propose alors de tenter sa première expérience sexuelle. À la fin du tome, le chef "alpha" du groupe vient chercher la prisonnière en proposant un échange contre le membre du groupe de la Colline qui avait disparu. Le départ de celle-ci déchire le cœur de Carl qui décide alors de tenter le tout pour le tout en partant la rejoindre. Le tome se termine sur une image de Carl en dehors des fondations de la Colline. |                        |                    |                   |                      |                   |                   |
| 24 | Life and Death         | 1er septembre 2015 | 978-1-63215-402-6 | Opportunités         | 3 novembre 2015   | 978-2-7560-7582-2 |
| Liste des chapitres : 139-144 |                        |                    |                   |                      |                   |                   |
| Rick et Ézéchiel se rendent au bord de mer afin d'attendre le retour de Michonne, partie en mer avec l'équipage de Pete. A son retour, celle-ci explique à Rick qu'elle ne mérite pas le bonheur car elle pense avoir abandonné ses filles avant l'apocalypse, et que c'est la raison pour laquelle elle a décidé de quitter Ézéchiel et de partir en mer. À la Colline, Maggie décide finalement d’exécuter Gregory. Carl fait la connaissance des chuchoteurs, pendant qu'à Alexandria, Andrea finalise la foire. Rick découvre alors que la porte de la cellule de Negan est ouverte, car Olivia a involontairement mal refermé. Mais curieusement, celui-ci ne s'est pas évadé, expliquant à Rick qu'ils n'ont plus de raison d'être ennemis. Lorsque les habitants de la Colline arrivent à Alexandria, Maggie explique à Rick que Carl s'est enfui. Rick part alors à sa recherche avec Andrea, Michonne et Dante, pendant que les autres survivants profitent de la foire. Rick retrouve les chuchoteurs qui le ramènent à son fils, mais celui-ci refuse de partir sans Lydia. Rick fait la connaissance d'Alpha qui lui montre une énorme horde de zombie en guise d'avertissement. Finalement, Alpha accepte de laisser partir sa fille avec Rick et Carl, celle-ci n'arrivant pas à s'adapter au mode de vie des chuchoteurs. Alpha dit à Rick qu'elle a tracé une frontière entre elle et eux. Plus tard, Rick trouve la frontière et découvre avec horreur qu'il s'agit en réalité de douze piquets ornés chacun d'une tête d'un des survivants des quatre communautés : Olivia, Josh, Carson, Tammy, Luke, Erin, Ken, Amber, Larry, Oscar, Rosita et Ézéchiel... |                        |                    |                   |                      |                   |                   |
| 25 | No Turning Back        | 30 mars 2016       | 978-1-63215-659-4 | Sang pour sang       | 30 mars 2016      | 978-2-7560-7703-1 |
| Liste des chapitres : 145-150 |                        |                    |                   |                      |                   |                   |
| Après la mort de douze personnes appartenant aux quatre communautés, la réaction ne se fait pas attendre. Rick ignore la façon de réagir face à cette situation qu'il n'a pas connu depuis des années. La communauté va commencer à se diviser à cause de la non-réaction de Rick, qui va même jusqu'à demander conseil à Negan. Michonne s'en veut d'avoir quitté Ézéchiel, et Rick lui propose le poste de leader du Royaume. Pendant ce temps, Andrea accompagne Carl et Lydia à la Colline, car les Alexandriens, y compris Eugene, ont décidé de faire payer les crimes d'Alpha à sa fille. Dwight, quant à lui, abandonne son poste de leader des Sauveurs et part rejoindre Rick à Alexandria, accompagné par Laura. Finalement, la situation se calme lorsque Rick décide de passer à l'action après s'être fait agresser par Vincent et Morton, et ayant tué ce dernier. Le discours de Rick et le fait qu'il pardonne à Vincent provoquent la réunification : la guerre contre les chuchoteurs est en marche... |                        |                    |                   |                      |                   |                   |
| 26 | Call To Arms           | 26 septembre 2016  | 978-1-63215-917-5 | L'Appel aux armes    | 5 octobre 2016    | 978-2-7560-7704-8 |
| Liste des chapitres : 151-156 |                        |                    |                   |                      |                   |                   |
| Quelques jours après le discours de Rick, ce dernier commence avec l'aide de Dwight à former l'armée d'Alexandria et engage bientôt une curieuse recrue : le père Gabriel. Rick persuade Michonne de devenir le nouveau leader du Royaume et les expériences radiophoniques d'Eugène aboutissent quand une mystérieuse voix résonne clairement dans l'appareil. Il s'avère qu'il s'agit d'un nouveau groupe dont les membres ont survécu ces trois dernières années sans l'aide d'une des communautés instaurées jusqu'alors : Alexandria, la Colline, le Royaume et les Sauveurs. Les deux correspondants sont tout d'abord vigilants, se refusant bilatéralement à trop se dévoiler mais peu à peu la confiance s'installe et l'interlocuteur révèle son prénom : Stéphanie. Brandon, le fils de Morton, s'attaque violemment à Rick mais son agression est rapidement abrégée quand Michonne intervient. Dans la foulée, Rick décide de placer des panneaux dans la ville indiquant qu'il "faut taire les chuchotements" afin de détourner de lui l'attention des habitants et la focaliser plutôt sur le combat latent mais ce message de propagande se retourne rapidement contre lui quand Paul, un habitant d'Alexandria tire une balle dans la jambe de Marco, un visiteur de la Coline resté là depuis la Foire, le prenant pour un Chuchoteur. Au lieu de repartir pour la Coline comme Rick lui a ordonné, le jeune Brandon, humilié par le leader et désormais orphelin, décide le libérer Negan de sa cellule, dans le but de détruire Rick et tout ce qu'il représente. Quelques heures plus tard, Rick et ses amis se rendent à la prison mais il est trop tard : Negan est dans la nature... Michonne et Aaron suivent alors ses traces jusqu'à la sinistre frontière marquée par les Chuchoteurs. Brandon ignore cependant que ses plans consistant à mener Alexandria et les Chuchoteurs à leur perte mutuelle ne sont pas partagés par Negan et ce dernier finit bien rapidement par le poignarder sauvagement. Andrea retourne à Alexandria et découvre les blessures de Rick et les panneaux de propagande. Mais pendant qu'elle s'y oppose vivement, Michonne et Aaron tombent sur le cadavre de Brandon avant d'être pris à partie par des chuchoteurs menés par Béta, le numéro 2 du groupe. Pendant ce temps, Negan rencontre Alpha... Michonne et Aaron sont secourus par Dwight et ses apprentis soldats mais Béta poignarde Aaron, le blessant grièvement. Michonne porte Aaron à dos de cheval en urgence à la Coline, la communauté la plus proche, tandis que Dwight et ses compagnons rentrent à Alexandria, conscients qu'ils sont allés délibérément de l'autre côté de la frontière. Désormais plus que jamais, la guerre est déclarée... Negan s'installe dans la communauté des chuchoteurs, mais Beta commence à remettre en question sa soumission à leur modèle. Béta ne fait pas confiance à Negan et tente de convaincre Alpha de le tuer. Negan riposte en feintant un intérêt pour leur communauté et leurs coutumes. Mais alors que Beta s'emporte sur Negan, Alpha remet rapidement son second à sa place. Negan commence à vivre sa vie parmi les chuchoteurs mais il n'a toujours pas le droit de porter une peau humaine car il doit encore la mériter. Alpha lui fait peu à peu confiance mais pense qu'il n'est pas fait pour leur communauté. Elle lui donne un couteau et lui ordonne de s'intégrer et d'apprendre leurs coutumes...ou de partir. Il démontre alors sa force en tuant des rôdeurs, à la grande surprise de certains chuchoteurs mais Beta ne lui fait toujours pas confiance. Pendant la nuit, Negan surprend deux hommes du groupe qui tentent de violer une femme. Mais alors qu'il vient bravement la secourir, Alpha et Béta s'y opposent vivement, jugeant qu'en la secourant, il l'empêche de se défendre par elle-même. Pour eux, c'est une façon pour la femme de prouver sa force, ce qui irrite fortement Negan. Cette nuit-là, Negan et Alpha ont une conversation et chacun révèle à l'autre comment cette épidémie l'a changé. Comment depuis, ils se sentent morts à l'intérieur, ne pouvant plus éprouver de sentiments. Alpha se révèle alors plus faible qu'elle paraissait devant Negan, lui admettant qu'elle n'est pas si forte et que sa fille Lydia lui manque terriblement. Elle accepte alors que Negan devienne l'un d'eux définitivement. Celui-ci accepte et l'égorge. Il lui coupe alors la tête sauvagement en disant « Attendons de voir ce que Rick va penser de ça ! ». |                        |                    |                   |                      |                   |                   |
| 27 | The Whisperer War      | 7 mars 2017        | 978-1-53430-052-1 | Les Chuchoteurs      | 29 mars 2017      | 978-2-7560-9348-2 |
| Liste des chapitres : 157-162 |                        |                    |                   |                      |                   |                   |
| Les survivants menés par Rick ont mis en place divers points de contrôle. Negan a disparu depuis quelques jours, lorsqu’il réapparait après avoir assassiné Alpha, la leader des Chuchoteurs. Dwight tient à le descendre immédiatement, mais Magna l’en empêche. Ils décident de l’amener à Rick… Pendant ce temps, Beta a retrouvé le corps sans tête d’Alpha. La tension monte encore d’un cran… Dwight part traquer les Chuchoteurs à la tête d'une milice comprenant entre autres Negan. Ils rencontrent une horde et éliminent partiellement, parmi elle les chuchoteurs se cachent et une bataille s'ensuit durant laquelle Negan sauve Dwight d'une attaque de Beta. Dwight rend alors "Lucille" à Negan qui blesse sévèrement Beta. Malheureusement la batte se brise sur le dos du chuchoteur et Negan désemparé le laisse s'enfuir. Negan enterre alors « Lucille » comme il aurait fait pour sa femme. Dwight voyant une autre horde arriver change de tactique et prend l'apparence des Chuchoteurs suivi par Michonne. Ils éliminent un à un les chuchoteurs cachés dans la horde. Pendant ce temps un autre groupe de Chuchoteurs s'en prennent à la Colline en envoyant des flèches enflammées. |                        |                    |                   |                      |                   |                   |
| 28 | A Certain Doom         | 27 septembre 2017  | 978-1-53430-244-0 | Vainqueurs           | 4 octobre 2017    | 978-2-7560-9349-9 |
| Liste des chapitres : 163-168 |                        |                    |                   |                      |                   |                   |
| La Colline a été dévastée et la communauté qui l’habitait a dû fuir les lieux, sous l’impulsion de Maggie. Dwight a rejoint Rick, en lui affirmant que les Chuchoteurs ont été anéantis. Malheureusement, même si Beta – qui a pris la tête des Chuchoteurs – a perdu une bataille, il lance une horde de rôdeurs sur Alexandria. La guerre est peut-être terminée, mais la survie d’Alexandria est en jeu… En effet un océan de rôdeurs détruit rapidement la grille d'entrée et les lieux sont envahis. Negan sauve Rick et les deux se réfugient dans une maison cernée par la horde. Là, trouvant un moment pour discuter, Negan explique à Rick qu'il lui a montré une nouvelle voie et qu'il regrette ses actions passées. La horde est ensuite détournée par Andréa et Eugène vers la mer. Les rôdeurs restants sont éliminés par les Sauveurs dirigés maintenant par Sherry. Mieux armés, ils en profitent pour exiger leur indépendance vis à vis d'Alexandria. Sherry et Rick ont alors un entretien, mais elle s'emporte et perd la vie dans la bataille. Cet épisode voit la mort d'Andrea : Eugène se retrouve à un moment encerclé par les rôdeurs ; il est sauvé de justesse par Andrea, qui se fait mordre à la nuque. Elle succombe à l'infection dans les bras de Rick quelques jours plus tard; ce dernier et Carl sont effondrés. L'enterrement d'Andréa et de Sherry permet à Negan de mettre les choses au clair: Il n'est plus le leader des Sauveurs et ne désire qu'aider la communauté, il adoube John comme chef, lui demande de rentrer au Sanctuaire et d'aider Alexandria si besoin. |                        |                    |                   |                      |                   |                   |
| 29 | Lines We Cross         | 7 mars 2018        | 978-1-5343-0497-0 | La ligne blanche     | 7 mars 2018       | 978-2-7560-9350-5 |
| Liste des chapitres : 169-174 |                        |                    |                   |                      |                   |                   |
| Carl ne parvient pas à admettre la mort d’Andrea. Tandis que Rick fait au mieux, Maggie n’accepte pas sa décision de laisser Negan en liberté et le fait étroitement surveiller. Eugene contacte Stephanie par radio et ils conviennent de se rencontrer. À la suite de ces tragiques événements, Rick envisage d’établir une communauté dans l’Ohio. Une nouvelle ère débute pour les survivants de l’apocalypse… |                        |                    |                   |                      |                   |                   |
| 30 | New World Order        | 5 septembre 2018   | 978-1-5343-0884-8 | Nouvel Ordre Mondial | 10 octobre 2018   | 978-2-7560-9351-2 |
| Liste des chapitres : 175-180 |                        |                    |                   |                      |                   |                   |
| Eugene dirige un groupe lors d'une nouvelle mission en Ohio, où ils rencontrent une nouvelle communauté différente de tout ce qu'ils ont vu auparavant. |                        |                    |                   |                      |                   |                   |
| 31 | The rotten core        | 6 mars 2019        | 978-1-5343-1052-0 | Pourri jusqu'à l'os  | 13 mars 2019      | 978-2-4130-1552-9 |
| Liste des chapitres : 181-186 |                        |                    |                   |                      |                   |                   |
| La gouverneure Milton arrive à Alexandria et Rick lui fait les honneurs de la visite mais il semble évident que les deux leaders ne partagent pas la même vision quant à la façon de gérer leurs communautés respectives. Rick dirige une tournée des différentes communautés d’Alexandrie. Naturellement, des choses terribles commencent à se produire très rapidement. Rick réussit néanmoins à restaurer la paix entre les survivants. |                        |                    |                   |                      |                   |                   |
| 32 | Rest in peace          | 7 août 2019        | 978-1-5343-1241-8 | La fin du voyage     | 16 octobre 2019   | 978-2-4130-1681-6 |
| Liste des chapitres : 187-193 (VO) / 187-192 (VF) |                        |                    |                   |                      |                   |                   |
| La révolte gronde au sein du Commonwealth. Mercer désire que Rick prenne le pouvoir. Finalement la gouverneure Milton est arrêtée ce qui n'est pas du goût de Sebastian son fils. Celui-ci finira par abattre Rick dans son lit. |                        |                    |                   |                      |                   |                   |
| 33 | /                      | /                  |                   | Epilogue             | 2 janvier 2020    | 978-2-4130-2643-3 |
| Liste des chapitres : 193 (VF) |                        |                    |                   |                      |                   |                   |
| Des décennies plus tard, une société comparable à celle de l'époque de la conquête de l'Ouest a été restaurée et la période de l'apocalypse appelée "Les épreuves" est terminée. Carl vit une vie de campagne simple avec son épouse Sophia et leur fille Andrea, à qui il raconte l'histoire de son père. |                        |                    |                   |                      |                   |                   |

### Tomes spéciaux
- Spécial Michonne : court récit du périple de Michonne avant sa rencontre avec Rick
- Spécial Tyreese : court récit du périple de Tyreese avant sa rencontre avec Rick
- Spécial Gouverneur : court récit du Gouverneur lorsqu'il assume la responsabilité de Woodbury
- Spécial Morgan (spécial Noël) : court récit de Morgan après sa rencontre avec Rick
- The Alien (Spécial Jeffrey) : récit de 30 pages sur Jeffrey Grimes, le frère de Rick Grimes, à Barcelone
- Here's Negan (Spécial Negan) : court récit racontant la vie de Negan avant l'invasion.

### Éditeurs
- Image Comics : version originale
- Semic (collection « Semic noir ») : tome 1 (première édition du tome 1)
- Delcourt (collection « Contrebande ») : tous les tomes, y compris le tome 1 (qui contient l'épisode "Spécial Morgan"), ainsi qu'un tome regroupant les trois tomes spéciaux sur Michonne, Tyreese, et le Gouverneur (obtenu gratuitement avec une offre spécial du tome 1), et enfin un coffret regroupant les tomes 1 à 4

## Adaptation

### Télévision
Une adaptation à la télévision des épisodes 1 à 6 (pour la première saison) a démarré en octobre 2010. La chaîne américaine AMC a engagé le cinéaste Frank Darabont pour travailler sur le projet. Dans la distribution figurent entre autres Andrew Lincoln (Rick Grimes), Laurie Holden (Andrea), Jon Bernthal (Shane), Sarah Wayne Callies (Lori Grimes) et Jeffrey DeMunn (Dale).
Le premier épisode de la série a été diffusé le soir d’Halloween, le 31 octobre 2010.
Précédée de la websérie The Walking Dead: Torn Apart, la deuxième saison de 13 épisodes a été diffusée à partir du 16 octobre 2011 sur AMC.
Précédée de la websérie The Walking Dead: Cold Storage, la troisième saison de 16 épisodes a été diffusée à partir du 14 octobre 2012 sur AMC.
Précédée de la websérie The Walking Dead: The Oath, la quatrième saison de 16 épisodes a été diffusée à partir du 13 octobre 2013 sur AMC.
La cinquième saison de 16 épisodes a été diffusée à partir du 12 octobre 2014 sur AMC.
La sixième saison de 16 épisodes a été diffusée à partir du 11 octobre 2015 sur AMC.
La septième saison de 16 épisodes a été diffusée à partir du 23 octobre 2016 sur AMC.
En même temps que la websérie The Walking Dead: Red Machete, la huitième saison a été diffusée à partir du 22 octobre 2017 sur AMC.
La neuvième saison de 16 épisodes a été diffusée à partir du 7 octobre 2018 sur AMC.

### Romans
Robert Kirkman a écrit avec Jay Bonansinga (en) des romans qui se situent dans l'univers de The Walking Dead. Ils complètent la série en développant certains aspects, notamment le personnage du Gouverneur. Les éditions Le Livre de poche en ont publié des traductions en français.
1. The Walking Dead : L'Ascension du Gouverneur, mars 2012  (ISBN 978-2253134824)
2. The Walking Dead : La route de Woodbury, octobre 2012  (ISBN 978-2253134831)
3. The Walking Dead : La Chute du Gouverneur, juin 2014  (ISBN 978-2253134848)
4. The Walking Dead : La Chute du Gouverneur 2, octobre 2014  (ISBN 978-2253195092)
5. The Walking Dead : L'Ère du prédicateur, septembre 2015  (ISBN 978-2253183679)
6. The Walking Dead : Invasion, mars 2016  (ISBN 978-2253183983)
7. The Walking Dead : Cherche et tue, mars 2017  (ISBN 978-2253083207)
8. The Walking Dead : Retour à Woodbury, octobre 2017  (ISBN 978-2253083269)

The Walking Dead - Édition intégrale, novembre 2019  (ISBN 978-2253189718)

### Jeux vidéo
Le jeu vidéo The Walking Dead est produit par Telltale Games et a été récompensé comme « meilleur jeu de l'année » en 2012 lors des Video Games Awards. On suit un autre groupe de survivants qui évoluent dans le même univers que celui du comic. On retrouve d'ailleurs certains personnages familiers, tels que Shawn, Hershel, Glenn, Pete, Siddiq, Michonne ou Jésus.
Un autre jeu vidéo basé sur la série est sorti en mars 2013, c'est un First Person Shooter (FPS) intitulé : The Walking Dead: Survival Instinct.
En août 2014, Robert Kirkman annonce officiellement que les producteurs de la franchise Payday sont actuellement en train de produire un nouveau FPS co-opératif basé sur la série à succès The Walking Dead, prévue pour l'année 2016.
Le jeu The Escapists, sorti sur xbox one et ps4 en février 2015, propose également un "spin-off" sur la franchise The Walking Dead, dès septembre 2015, où le joueur incarne Rick Grimes et doit survivre dans plusieurs niveaux, dont l'hôpital d'Atlanta en didacticiel (saison 1), la ferme d'Hershel (saison 2), la prison de Merywether et la ville de Woodbury (saisons 3 et 4) ou encore Alexandria (saisons 5, 6 et 7).
Un jeu de tir en équipe intitulé Overkill's The Walking Dead est sorti sur PC, PS4 et XBox One en 2018.
Deux jeux sont sortis pour les casques de réalité virtuelle : The Walking Dead: Saints & Sinners et The Walking Dead: Onslaught, tous deux en 2020 sur PS4 et PC.

## Récompenses
- 2010 : Prix Eisner de la meilleure série (Best continuing series)
- 2010 : Prix Harvey de la meilleure série (Best continuing or limited series)
- 2012 :  Italie Prix Micheluzzi de la meilleure série de bande dessinée étrangère

## Personnages des comics

### Famille Grimes
- Rick (Richie) Grimes : mari de Lori et père de Carl. Rick est un policier et le personnage principal de la série et, à travers lui, le lecteur voit le développement du monde et des humains dans un environnement dangereux remplis de zombies. Au début de la série, Rick se fait tirer dessus dans l’exercice de ses fonctions. Il est soigné à l’hôpital de Cynthiana (dans le Kentucky) et se trouve dans le coma lors de l’apparition des premiers morts-vivants, ainsi que pendant la chute du gouvernement. Après son réveil et ses retrouvailles avec sa famille, Rick doit s’adapter au nouveau monde : un monde dangereux où perdre des proches devient monnaie courante, un monde effondré où les survivants se font la guerre. C'est lui qui trouve le surnom de "Rôdeurs" pour les zombies. Durant la série, Rick traverse plusieurs phases durant lesquelles il semble perdre pied et renier son humanité (notamment après la mort de Lori et l’accident de Carl). Par son courage, son intelligence et son ingéniosité, il est reconnu comme un meneur et ce dès le début. Selon lui, c’est sa vision de l’avenir qui l’a placé à la tête des différents groupes qu’il a rencontré. Il ne veut plus survivre, mais vivre dans un nouveau monde. Bien qu’endurci par l’apocalypse, Rick se montre capable de garder son humanité et son sens de la logique. Bien que certaines de ses décisions (notamment le meurtre du détenu Dexter et le massacre des Chasseurs) soient discutées par ses compagnons. Il est parfois prêt à franchir sa ligne morale (comme lorsqu’il envisage de prendre le contrôle d’Alexandria par la force), mais ne le fait jamais. Par la suite, Rick tente de ramener le monde à un état proche du précédent, avec des lois et de l’humanité (comme lorsqu’il refuse d’exécuter Negan pour ses crimes). Rick préfère un monde fait d’égalité. C’est pourquoi le système de la Communauté de Pamela Milton le désillusionne. Il parvient néanmoins à le renverser sans faire couler le sang, uniquement par ses paroles. Cet acte fera de lui une icône et un héros. Il sera assassiné peu après son discours par le jeune Sebastian Milton, qui refuse la nouvelle société mise en place. Dans le tome 33, même des décennies après sa mort, Rick continue d’être un modèle et une légende, pour n’avoir jamais abandonné, ce qui fut sans doute le plus difficile pour tout le monde.
- Lori Grimes : femme de Rick et mère de Carl et Judi. Lorsque l’épidémie commence, elle décide de déménager chez ses parents à Atlanta avec Carl, Rick étant toujours dans le coma. Elle est aidée dans cette tâche par Shane, collègue et ami de son mari. Elle finit par avoir une aventure avec lui. Au retour de Rick, elle se remet tout naturellement avec son mari, sans lui avouer son infidélité. Rick, Carl et Lori recommencent une vie de famille normale, perturbée par les attaques de zombies et un désaccord à propos du fait que Carl soit armé. Lori développe également une grande amitié avec Carol. À mesure que Shane et Rick se retrouvent en désaccord, Lori s’éloigne de son amant et va jusqu’à le gifler, ce qui provoque la crise de colère de Shane et, par conséquent, son décès. Peu après cet événement, Lori apprend qu’elle est enceinte et, sur les conseils de Dale, décide de ne pas dire à Rick que le bébé est peut-être de Shane. Sa grossesse et la blessure de Carl seront également une grosse source de stress pour elle. Lorsqu’ Hershel chassera le groupe de sa ferme, elle tentera de s’y opposer, mais essuiera un violent refus. Après leur installation dans la prison, Lori se montrera très méfiante vis-à-vis des détenus occupant déjà la place. Après le meurtre des filles benjamines d’Hershel, elle est la première à accuser Dexter, un des détenus, d’être l’assassin. Une fois le vrai coupable découvert, Lori s’opposera violemment à la décision de Rick de le mettre à mort, puis se ravisera. Elle se montrera très inquiète à la disparition de Rick, contrairement à son fils. Elle s’éloignera de Carol après la tentative de suicide de cette dernière, trompée par son compagnon. Lori se montrera d’ailleurs très inquiète par rapports aux nombreux troubles que montrera son amie par la suite (Carol ira jusqu’à lui proposer un mariage polygame avec elle et Rick). Après le retour de son mari, elle réussira à accoucher sans trop de problèmes (chose qui la terrifiait) et la famille Grimes se retrouvera à nouveau réunie, avec un membre de plus. Elle se montrera peu touchée par la mort de Carol et s’occupera de Sophia par la suite. À la première attaque du Gouverneur, elle sera consternée d’apprendre le départ de Dale, Andrea, Glenn et Maggie, mais acceptera de laisser la petite Sophia les accompagner. Comme le reste du groupe, Lori sera très affectée par la mort de Tyreese et en voudra à Rick pour ne pas être intervenu. Lors de la deuxième attaque du Gouverneur et la chute des grilles de la prison, Lori sera abattue avec son bébé sous les yeux de Rick par Lilly Caul, une soldate du Gouverneur. La jeune femme se retournera immédiatement contre son chef après la découverte du corps de Judi. Son décès plongera Rick dans une profonde dépression et il aura plusieurs hallucinations, pensant entendre la voix de Lori dans un téléphone.
- Carl Grimes : fils de Rick et Lori et frère (ou demi-frère) de Judi. Il est le deuxième protagoniste de l’histoire avec son père Rick. Âgé de 7 ans au début de la série (son âge peut toutefois être sujet à discussion), il doit rapidement s’adapter au nouvel environnement. Refugié à Atlanta avec sa mère, il est, comme elle, fou de joie en retrouvant son père. Renonçant vite à la vie d’enfant ordinaire, Carl apprend à tirer et se révèle assez doué pour avoir son propre pistolet. Il assiste de loin aux tensions entre Rick et Shane, mais abat ce dernier lorsqu’il tente de tuer son père. Ce meurtre, bien que justifié, pèse sur sa jeune conscience et l’endurcit. Il se fait tirer dessus accidentellement par un chasseur, Otis, qui le prend pour un zombie, mais le garçon est rapidement soigné par Hershel Greene, et finit par se remettre. Une fois à la prison, Carl passe son temps avec la jeune Sophia, devenue sa petite amie et joue avec les petits jumeaux Ben et Billy. Il ne participe que peu à la défense du camp, tenu à l’écart par son père. C’est à la suite de la chute de la prison et du décès de sa mère que Carl prendra ses responsabilités, notamment en veillant son père malade et sans défense face aux Rôdeurs. Les deux Grimes survivants erreront un moment dans la nature et retrouveront finalement le reste du groupe. Sur la route de Washington, Carl se méfiera beaucoup d’Abraham Ford au début et ne relâchera pas sa vigilance. Il manquera également de se faire violer par des maraudeurs et regardera sans broncher son père massacrer l’agresseur. Lorsque le petit Ben, perturbé psychologiquement, tuera son frère Billy. Carl se résoudra à l’abattre et gardera ce meurtre secret, ne l’avouant qu’à son père et, plus tard, à Andrea, sa mère adoptive. Cet acte lui pèsera beaucoup et lui fera verser énormément de larmes. Une fois à Alexandria, le jeune Grimes ne parviendra pas se réadapter à la vie ordinaire d’un enfant, de peur de devenir faible. Durant l’invasion d’Alexandria par les Rôdeurs, Carl tentera de s’échapper avec son père, camouflés par des ponchos recouverts de sang de mort-vivant. Il ne sortira pas indemne de cet événement, perdant un œil à cause d’une balle perdue. Il sera néanmoins sauvé par Denise Cloyd et apprendra à vivre avec ce handicap. Cette expérience l‘endurcira plus encore, au point de ne presque plus monter ses sentiments, au grand désespoir de Rick. Le jeune Grimes verra toutefois la relation d’Andrea et Rick d’un bon œil. Il assistera à l’exécution sauvage de Glenn par Negan et aura dès cet instant une haine féroce pour les Sauveurs. Le jeune garçon ira jusqu’à faire une expédition au sanctuaire des Sauveurs pour assassiner leur meneur. Negan le capturera, mais le laissera vivre malgré tout. La visite de Carl donnera suffisamment d’informations à son père pour lancer la guerre contre Negan, à laquelle Carl participera activement, sans être en première ligne. Il tentera d’assassiner le chef des Sauveurs après sa chute, mais sera arrêté par son père qui lui imposera de punir Negan de manière civilisée. Cinq ans plus tard, Carl est devenu une célébrité dans les communautés et vit toujours avec son père et Andrea (qu’il appelle « Maman ») comme une famille normale. Après plusieurs hésitations, Rick le laissera aller vivre à la Colline, afin qu’il puisse y apprendre le métier de forgeron avec Earl Sutton. S’épanouissant dans ce travail, Carl retrouve aussi Sophia, installée à la Colline avec Maggie. Toutefois, Carl tabassera deux garçons presque à mort car ils agressaient violemment son amie. Cet acte lui vaudra la colère de plusieurs familles de la Colline. Et surtout, le jeune adolescent rencontrera Lydia, récemment ramenée prisonnière dans la communauté. Les deux jeunes se rapprocheront rapidement et Carl obtiendra sa libération, se portant garant pour elle. Lydia s’attachera rapidement à son nouvel ami et ira jusqu’à le déflorer. À cette occasion, Carl apprendra que la jeune fille se fait régulièrement violer par les hommes de son groupe. C’est pourquoi le jeune Grimes la suivra chez les Chuchoteurs, ce qui obligera Rick à aller le chercher. Durant la guerre contre les Chuchoteurs, il restera défendre la Colline aux côtés de Maggie et de Lydia, désormais sa compagne. Il mènera ensuite une attaque contre la horde des Chuchoteurs venant de déferler sur Alexandria et devra soutenir son père après le décès d’Andrea. Il rentrera à la Colline peu de temps après et n’en sortira que pour aller chercher son père à la Communauté, se faisant du souci pour lui. Sur place, il combattra les Rôdeurs aux côtés de Rick et fêtera sa victoire avec lui. Le lendemain, il retrouvera son père, assassiné et transformé en Rôdeur. Poursuivant sa philosophie, Carl ne le vengera pas, mais s’assurera que son meurtrier soit puni de manière civilisée. Le jeune homme ramènera le corps de son père à Alexandria, suivi par une foule voulant rendre un dernier hommage à Rick Grimes, désormais une véritable légende. Dans le tome 33, Carl est marié à Sophia et est le père d’une petite Andrea. Il sera mêlé à un procès pour avoir massacré des Rôdeurs appartenant au fils de Maggie, Hershel. La notoriété de Carl n’a pas faibli et beaucoup de gens le connaissent. Toutefois le jeune Grimes mène une vie simple et heureuse de père de famille et de messager, sans aspiration politique. La série se termine sur Carl, lisant les exploits de Rick Grimes à sa fille. Durant la plus grande partie de la série, Carl porte un chapeau de cow-boy que lui laisse son père dès le tome 1. Il attribue sa chance à ce couvre-chef et le léguera à Lydia peu après leur rencontre.
- Judi (Judith) Grimes : fille de Lori et sœur de Carl. L’identité de son père n’est pas sûre : elle pourrait être la fille de Rick, mais aussi le fruit de la liaison de Shane et Lori. Elle est mise au monde dans la prison par Alice et Hershel Greene. Elle mourra dans les bras de sa mère, abattue par Lilly Caul.
- Jeffrey (Jeff) Grimes : frère cadet de Rick. Son histoire est racontée dans le comics The Alien. Selon Lori, c’est par lui qu’elle a rencontré Rick. On sait aussi que Jeff n’est pas venu les voir souvent après leur mariage, ce qui laisse suggérer que ce dernier avait un béguin pour Lori.

### Famille Jones
- Morgan Jones : père de Duane et résident de Cynthiana, il occupe la maison voisine de celle de la famille Grimes et a perdu sa femme au début de l’épidémie. Lui et son jeune fils Duane recueillent Rick après sa sortie du coma et le met au courant de l’apparition des morts-vivants et des conseils du gouvernement de déménager dans les grandes villes. Avec ces informations, Rick partira à Atlanta après avoir donné des armes et une voiture de police aux Jones. Après la chute de la prison, la rencontre avec le groupe d’Abraham et le départ pour Atlanta, Rick revient dans sa ville natale afin de prendre des armes dans son ancien commissariat. Il retrouve Morgan, sérieusement perturbé par la perte de son fils Duane. Mais Rick accepte tout de même de le prendre avec eux. Une fois dans le groupe, Morgan se rapproche rapidement de Michonne, mais hésite à entamer une relation avec elle car il est encore hanté par la mort de sa femme. Il est un des seuls à savoir que Carl Grimes est l’assassin du petit Ben. Une fois à Alexandria, il reste à l’écart, mais commence à se détendre et développe un véritable amour pour Michonne. Il meurt à la suite d'une morsure lors de l’invasion d’Alexandria par les Rôdeurs.
- Duane Jones : fils de Morgan et résident de Cynthiana, il occupe dans la maison voisine de celle de la famille Grimes et a perdu sa mère au début de l’épidémie. Il assomme Rick avec une pelle, le prenant pour un Rôdeur. Après avoir compris son erreur, son père ramène le policier à la maison et le soigne. Après le départ de Rick pour Atlanta, il fête Noël avec son père. À la suite de cela, il est infecté par un Rôdeur dans des circonstances inconnues et se transformera en zombie. Morgan, qui ne peut se résoudre à le tuer, l’enchaînera et le nourrira de chair humaine de voyageurs hostiles. Après avoir retrouvé Rick, l’homme comprendra son erreur et fera mine d’achever Duane. Il l’a en réalité libéré et laissé dans la nature. On ne sait pas ce qu’il advient du jeune garçon par la suite.

### Survivants d'Atlanta
- Shane : Membre du groupe de survivants. Il est le partenaire et meilleur ami de Rick et est à ses côtés lorsqu’il se fait tirer dessus. Plein de remords, il accompagne Lori Grimes et le jeune Carl à Atlanta, se promettant de revenir à Cynthiana pour Rick. Il finit par rester avec Lori et a une liaison avec elle. Lorsque Rick, revient et retrouve sa famille, Lori s’éloigne de lui et Shane commence à en vouloir à son ami. Lorsque les Rôdeurs commence à se rapprocher du camp, Rick lui propose de partir à la campagne, loin d’Atlanta devenue une zone pleine de morts-vivants. Shane refuse, voulant rester proche d’une ville, car il espère que l’armée arrivera pour les sauver. À la mort d’Amy et de Jim, deux membres du groupe tués par des Rôdeurs, tout le monde se rangera du côté de Rick, y compris Lori. Shane craquera et menacera Rick d’une arme, mais sera abattu par Carl d’une balle dans la nuque. Plus tard, à la prison, le groupe comprendra que tous les morts reviennent en Rôdeur (même ceux qui ne se font pas mordre), Rick retournera sur la tombe de Shane à Atlanta et lui tirera une balle dans la tête. Il refusera toutefois de le ré-enterrer et partira. Il est possible qu’il soit le père de la petite Judi (ce dont Rick est presque convaincu).
- Glenn : membre du groupe d’Atlanta. Cet ancien livreur de pizza a su se rendre utile au groupe en effectuant des courses furtives parmi les zombies d’Atlanta afin de récupérer du matériel et des provisions, assurant une réserve conséquente de conserves pour le groupe. Malgré un caractère assez craintif, Glenn n’hésite pas à se mettre en danger pour les autres, frôlant parfois la mort. Il sauve Rick, alors à la recherche de sa famille, et l’amène au camp, où se trouve Lori et Carl. Plus tard, il aide l’ancien policier à récupérer des armes dans une armurerie d’Atlanta. Après le départ du groupe vers un meilleur abri, Glenn voit avec amertume Tyreese et Carol se rapprocher, lui rappelant sa solitude. Mais l’arrivée de Maggie Greene dans sa vie va tout changer. D’abord purement sexuelle, leur relation devient sentimentale et très forte, ce qui ne va pas sans créer des problèmes avec Hershel, le père de Maggie. Désormais très soudé, le couple emménage ensemble à la prison et passe la plupart de leur temps à chercher des endroits isolés pour faire l’amour. La mort de Rachel et Susie le rapprochera encore plus de son amante, de même que ses rapports avec Hershel s’amélioreront. Glenn partira ensuite avec Rick et Michonne sur les traces de l’hélicoptère écrasé et se retrouvera prisonnier du Gouverneur. Contrairement à ses compagnons, Glenn ne subira aucun des sévices du cruel chef de Woodbury. Après leur évasion et leur retour à la prison, Glenn demandera la main de Maggie, avec la bénédiction d’Hershel. Il participe ensuite à la récupération de matériel dans les locaux de la Garde Nationale. Après la première attaque du Gouverneur, le couple accompagne Dale et Andrea dans leur projet de quitter la prison. Il ne participe donc pas à la défense lors de la deuxième attaque par Woodbury. Après la chute du pénitencier et le départ pour Washington, il assiste, horrifié, à la tentative de suicide de Maggie, effondrée par la mort de son père, et s’oppose à Abraham Ford qui souhaitait l’achever avant qu’elle ne mute. Le couple finit par se réconcilier et adopte la petite Sophia, seule depuis la mort de sa mère. Très attaché à la petite fille, Glenn se conduit comme un vrai père avec elle. Une fois à Alexandria, il reprend son rôle de coursier (ce qui crée des problèmes avec son épouse) et s’intègre très bien à la nouvelle communauté. Il reste toutefois prudent et aide Rick à voler des armes. Lorsqu’une horde attaque Alexandria, il lutte aux côtés de ses amis pour défendre le camp. Peu après la victoire des Alexandriens, Glenn surprend une conversation visant à faire tomber Rick. Jugeant qu’il en a trop entendu, les conspirateurs tente de le tuer. Le jeune homme parvient à s’enfuir et est sauvé par l’intervention de Rick. Il fait également partie du voyage vers la communauté de la Colline et est charmé par l’endroit. À son retour, Maggie lui annonce qu’elle est enceinte. Glenn est fou de joie, mais décide de déménager à la Colline, craignant une attaque des Sauveurs sur Alexandria. Lors du voyage, le groupe est capturé par Negan. Le chef des Sauveurs décide alors de punir Rick pour avoir tué ses hommes. Il choisit une victime au hasard, s’amusant à chanter une petite comptine en faisant virevolter sa batte de baseball parmi ses prisonniers. Il désigne finalement Glenn et lui explose violemment le crâne à coups de batte sous les yeux de sa femme et sa fille. Le corps du jeune homme est enterré par Maggie à la Colline. Son décès est un des facteurs qui poussera Rick à faire tomber Negan. C’est également l’origine de l’énorme rancœur de Maggie pour le chef des Sauveurs. De nature souriante, calme et pacifique, Glenn est un des rares personnages à ne tuer aucun être humain durant la série.
- Andrea : sœur aînée d’Amy. Âgée de vingt-cinq ans, elle était autrefois documentaliste chez un avocat. Andrea était en voyage avec sa petite sœur lorsque l’épidémie a commencé. Recueillies par Dale et son camping-car, les deux sœurs arrivent à Atlanta et forment bientôt un groupe avec d’autres survivants. Elle surveille souvent les enfants avec sa sœur. Lorsque Rick et Shane commenceront à apprendre le maniement des armes à feu aux autres membres du groupe, elle se révélera très douée. Après la mort de sa sœur, égorgée par un zombie, elle restera prostrée pendant des jours sans dire un mot et trouvera du réconfort dans les bras de Dale. Malgré leur différence d’âge marquée, ils se mettront en couple peu après le départ d’Atlanta. Une fois arrivée à la prison, Andrea aidera efficacement Rick et Tyreese à éliminer les zombies massés dans la cour, se servant de ses capacités au tir. La jeune femme sera ensuite défigurée par Thomas, un détenu psychopathe. Elle réussira à échapper à la mort mais gardera une grande entaille le long de la joue. Folle de rage, elle sera une des premières à approuver sa mise à mort par le groupe. Une fois le calme revenu, Andrea se proposera comme couturière et arrangera plusieurs tenues de prisonniers pour ses amis. Elle et Dale prendront les jumeaux Ben et Billy sous leur aile à la mort de leur père Allen, dont Andrea était assez proche. Devenue mère de famille, Andrea s’épanouira aux côtés de Dale. Elle n’oublie pas ses talents de tireuse pour autant et s’entraîne régulièrement sur les Rôdeurs en tirant depuis les miradors de la prison. Par la suite, elle accompagnera Tyreese faire le plein d’armes et de carburant dans la caserne de la Garde Nationale proche de Woodbury. À cette occasion, elle tuera deux gardes de la ville, faisant ainsi ses premières victimes humaines. À son retour, elle trouvera Dale avec une morsure à la jambe. Le vieil homme sera sauvé par une amputation et Andrea éclatera en sanglots, faits à la fois de colère et de peur. Malgré ce nouvel handicap, elle continue à aimer son compagnon (bien qu’elle se rapproche beaucoup de Tyreese) et lui fabriquera une prothèse. Lors de la première attaque du Gouverneur sur la prison, Andrea fera des ravages dans les troupes adverses grâce à son habilité au tir. Elle recevra quand même une balle qui lui frôlera le front, laissant une nouvelle cicatrice. À la suite de l’attaque, elle quittera la prison avec Dale, les jumeaux, la petite Sophia, Glenn et Maggie, malgré une grande hésitation. Andrea reviendra ensuite aider ses amis lors de la chute de la prison et rentera à la ferme des Greene ou s’est réfugié le petit groupe de survivants. La jeune femme se méfiera beaucoup du groupe d’Abraham au début, puis se détendra par la suite. Elle commence à envisager de quitter le groupe, suivant l’idée de Dale, se montrant toutefois plus hésitante que son compagnon. Toutefois des épreuves difficiles l’attendront sur le chemin vers Washington : après la mort des jumeaux Ben et Billy, elle devra faire face à la disparition de Dale, enlevé par des cannibales et le vengera en massacrant ce groupe avec Rick, Michonne et Abraham. Effondrée par le décès de son compagnon, Andrea se reconstruira en défendant ses amis durant les multiples attaques de Rôdeurs. Une fois à Washington, elle ne donnera pas son avis quant à la découverte d’Alexandria, mais s’habituera vite et commencera même à flirter avec le jeune Spencer Monroe. Grâce à son habilité au fusil, elle sera nommée sentinelle et surveillera le camp depuis une tour hors des murs...ce qui sera utile lors de l’attaque d’un groupe de pillards sur Alexandria. Durant l’invasion d’une horde de zombies dans la communauté, elle sera coupée de ses amis, étant restée en haut de la tour extérieure. Depuis l’extérieur, elle tentera d’éloigner les Rôdeurs avec l’aide de Glenn, Heath et Spencer. À cette occasion, elle découvrira la lâcheté de ce dernier et coupera les ponts avec lui après la victoire des survivants. Andrea formera ensuite plusieurs Alexandriens au tir au pistolet et commencera à se rapprocher de Rick...pour finir en couple avec lui, après plusieurs hésitations de la part de ce dernier. Elle fera partie de l’équipe envoyée à la Colline et n’appréciera pas cette communauté, les jugeant faibles et couards. Après l’arrivée des Sauveurs et les décès de Glenn et Abraham, Andrea voudra prendre les armes, contre l’avis de Rick. Le couple se disputera sur ce sujet, jusqu’à ce que l’ancien policier avoue à Andrea qu’il prépare secrètement la contre-attaque. Une fois les hostilités lancées et le rassemblement de trois communautés contre Negan, Andrea paiera de sa personne, se faisant même tabasser par un des hommes de Negan. Ses blessures étant sérieuse, elle ne participera pas à l’assaut du Sanctuaire, mais défendra ardemment la Colline. Une fois la guerre terminée et la chute de Negan, Andrea voudra exécuter ce dernier publiquement, mais respectera le choix de le laisser en vie. Deux ans plus tard, Andrea dirige la communauté aux côtés de Rick, le couple fonctionnant en symbiose presque parfaite. Elle est également devenue très proche de Carl, qui l’appelle « Maman ». Après l’exécution de douze membres des communautés par les Chuchoteurs, elle emmènera Carl et Lydia, la fille de la cheffe des Chuchoteurs à l’abri sur la Colline. Malgré une grande méfiance pour la jeune fille, Andrea fait au mieux et rentre à Alexandria l’esprit serein. La jeune femme reste dans la communauté pendant que Dwight et ses troupes affrontent les Chuchoteurs. Lors de l’attaque de l’immense horde des Chuchoteurs, elle sortira à cheval avec plusieurs autres cavaliers pour la détourner. Elle se fera mordre au cou par un zombie durant l’opération, mais continuera de se battre malgré tout. Une fois rentrée, elle mourra tranquillement dans son lit, encourageant Rick à continuer son œuvre. Son décès touchera tout le monde et beaucoup de gens viendront lui faire leurs adieux, y compris Negan. Rick restera profondément marqué par sa mort et mettra du temps à faire son deuil.
- Amy : sœur cadette d’Andrea. Elle était étudiante et effectuait un voyage avec sa sœur avant la rentrée lorsque l’épidémie a débuté. Recueillies par Dale et son camping-car, les deux sœurs arrivent à Atlanta et forment bientôt un groupe avec d’autres survivants. D’un caractère joyeux, elle surveille les enfants pendant que le groupe s’occupe du camp. Elle meurt égorgée par un Rôdeur lors d’une attaque du camp par des morts-vivants. Andrea lui tirera une balle dans la tête pour éviter qu’elle ne se transforme. Sa mort dévastera tout le monde, en particulier Dale et Andrea.
- Dale : Membre du groupe d’Atlanta et propriétaire d’un camping-car dans lequel il loge avec Amy et Andrea. Dale est un vieil homme, reconnaissable à son bob dont il ne se sépare presque jamais. Sa femme, Erma, est décédée au début de l’épidémie. Après l’avoir enterrée, il a rencontré Andrea et sa sœur Amy sur la route d’Atlanta et les a embarquées avec lui. Le trio est assez proche, quoique Dale avoue ne rien faire de sexuel avec elles. Il apprécie juste leur présence et le fait qu’elles mettent de l’ordre dans son véhicule, lui rappelant un peu la présence de sa défunte épouse. Il se méfie de Shane et prévient Rick de sa probable attirance pour Lori (il demandera également à cette dernière de ne rien dire au sujet du vrai père de son bébé). La mort d’Amy le touche beaucoup et le rapproche d’Andrea, qu’il console comme il peut. Ils finissent par se mettre en couple et vivent heureux ensemble, malgré les diverses épreuves traversées par le groupe. Une fois à la prison, Dale participe au nettoyage et est un des premiers à accuser le détenu Dexter du meurtre de deux fillettes de leur groupe. Il est également favorable à la pendaison de Thomas (le véritable meurtrier) et soigne la main de Rick et les plaies d’Andrea. Après ces événements, il envisage de quitter le groupe avec Andrea, mais celle-ci est assez peu réceptive à cette idée. Après la bagarre entre Rick et Tyreese, il explique à l’ancien policier qu’il ne sera plus chef du groupe afin de lui enlever de la pression des épaules. Peu après, Andrea et lui adoptent les jumeaux Ben et Billy, à la suite du décès de leur père Allen. Ils s’attachent rapidement aux garçons et les considère bientôt comme ses propres fils. Lors d’une sortie nocturne pour siphonner de l’essence sur le parking de la prison, il est mordu à la jambe et doit être amputé. Tyreese et Andrea lui fabriqueront une prothèse, lui permettant de remarcher. Après la première attaque du Gouverneur, il décide de quitter la prison et réussit à convaincre Andrea de le suivre. Il emmène les jumeaux, la petite Sophia, ainsi que Glenn et Maggie. Installés à la ferme d’Hershel Greene, le petit groupe est rejoint par Rick, Carl et Michonne, qui ont échappé au massacre perpétré par le Gouverneur. Dale tente ensuite de convaincre Rick de reprendre la tête du groupe, l’encourageant à penser aux gens qui sont encore vivants grâce à lui. L’ancien policier ne veut plus de cette responsabilité et ses changements de comportement, ainsi que ses décisions amènent Dale à se méfier de lui. Malgré sa méfiance, il suit le groupe d’Abraham vers Washington. Durant le voyage, le petit Ben (visiblement perturbé psychologiquement) assassine son frère jumeau Billy. Ben est ensuite tué par Carl (qui garde l’anonymat). La perte de ses fils adoptifs pousse le vieil homme à se renfermer. Une nuit, peu après la rencontre avec le père Gabriel Stokes, Dale est enlevé par des cannibales, qui lui dévorent une jambe. Dale éclate alors d’un rire hystérique, révélant à ses geôliers qu’il a été mordu à l’épaule par un Rôdeur et qu’il quittait le groupe pour mourir. Il est alors déposé devant le nouvel abri de son groupe afin de les intimider. Ivres de vengeance, Rick et ses amis retrouve les cannibales et les tuent. À l’article de la mort, Dale fait ses adieux à Rick, le remerciant pour avoir pris soin d’eux, d’avoir endossé le rôle de chef et lui avoir permis de vivre avec Andrea. Il meurt durant la nuit et est incinéré le lendemain. Sa mort touchera tout le monde à commencer par Andrea et Rick. Ce dernier avouera que Dale était une des rares personnes à avoir lutté avant tout pour conserver son humanité.
- Carol : mère de Sophia et membre des survivants d’Atlanta. Carol était une épouse battue et malheureuse. Après le suicide de son mari au début de l’épidémie, elle se retrouvera dans les abords d’Atlanta avec sa fille et se joindra au petit groupe. Réservée et discrète, elle devient néanmoins très proche de Lori. Tyreese et elle se mettront en couple peu après leur rencontre. Ils vivront heureux, jusqu’à leur arrivée à la prison et l’arrivée de Michonne dans le groupe. Carol sera alors délaissée par son compagnon, de plus en plus attiré par la mystérieuse inconnue. Elle finira par les surprendre ensemble et rompra avec Tyreese. Cette séparation l’affectera beaucoup et elle tentera de s’ouvrir les veines sous les yeux de la petite Sophia. Sauvée par Hershel, elle sera mise à l’écart, même par Lori. Carol développera alors des troubles comportementaux, allant jusqu’à proposer à Lori un ménage à trois avec Rick et elle. Sombrant dans la dépression, se sentant rejetée par tous, elle finira par mettre fin à ses jours en se jetant dans les bras d’un Rôdeur, enchaîné dans la cour de la prison par Alice Warren.
- Sophia : fille de Carol et membre du groupe d’Atlanta. Elle est âgée d’une dizaine d’années au début de la série. Amie de Carl, elle est en général vue en train de jouer avec lui. Amoureuse du jeune Grimes, elle insistera pour sortir avec lui avant qu’il accepte. Bien que cela soit un amour d’enfant, ses sentiments pour Carl resteront flous à leur adolescence. Elle se montre même assez jalouse de Lydia. Après le suicide de sa mère, Sophia se montrera renfermée et perturbée, tentant d’oublier Carol. Adoptée par Glenn et Maggie, elle les considérera comme ses vrais parents. Son arrivée à Alexandria lui fera du bien et elle commencera à sortir de son mutisme. Après son déménagement à la Colline, elle se fera de nouveaux amis et reprendra une vie normale, malgré la mort de Glenn. Après la chute de Negan, elle continuera à habiter à la Colline. Devenue une adolescente au fort caractère, elle défend son ami Brian contre Brandon, un adolescent brutal. Ce dernier attaquera alors Sophia et la tabassera presque à mort. La jeune fille ne devra sa survie qu’à l’intervention de Carl. Elle continuera à vivre aux côtés de sa mère et participera à la défense de la Colline lors de l’incendie provoqué par les Chuchoteurs. Elle ne se rend pas à la Communauté et ne participe donc pas au cortège funèbre de Rick. Dans le tome 33, Sophia est mariée à Carl et les deux vivent heureux dans une ferme avec leur fille Andrea.
- Allen : mari de Donna et père de Ben et Billy. Ancien vendeur de chaussures, il occupe principalement la place de garde dans le camp, tout en veillant sur sa famille. Comme le reste du groupe, il quitte Atlanta pour un lieu plus sûr. Sur la route, il voit Donna se faire tuer par des Rôdeurs alors que le groupe explore un lotissement. Il se renferme, refusant tout aide et délaisse ses enfants. Une fois à la prison, il reprend peu à peu goût à la vie et s’occupe principalement de surveiller les enfants. Il accompagne ensuite Rick et d’autres dans un bloc du pénitencier encore inexploré et se fait mordre à la jambe par un mort-vivant. Rick tente de stopper l’infection en lui l’amputant. Ce traitement se révèle inefficace et Allen finit par mourir, non sans avoir demandé à Andrea de veiller sur ses enfants.
- Donna : femme d’Allen et mère de Ben et Billy. Pourvue d’un fort caractère, elle est très franche et n’hésite à désapprouver ouvertement la cohabitation de Dale, Andrea et Amy dans le camping-car. Elle s’occupe de Jim lorsque celui-ci tombe malade à la suite d'une morsure de Rôdeur. Comme le reste du groupe, elle quitte Atlanta pour un lieu plus sûr. Elle meurt dévorée par des Rôdeurs alors que le groupe explore un lotissement.
- Ben : fils d’Allen et Donna et frère jumeau de Billy. Petit garçon plutôt discret, s’occupant en jouant, il perd sa mère, puis son père et est ensuite adopté par Dale et Andrea. Il est emmené par Dale et Andrea avant l’attaque finale du Gouverneur sur la prison, échappant ainsi au massacre qui s’en suivra. Comme le reste du groupe, il sera du voyage pour Washington. Visiblement perturbé psychologiquement, il assassinera son frère, croyant qu’il « reviendrait » normalement. Le groupe sera alors confronté à un choix difficile : éliminer le petit garçon ou le laisser vivre, sachant qu’il ne comprend pas ce qu’est un meurtre et qu’il est donc dangereux. La plupart penchent pour la première option, mais aucun n’a le courage de tuer un enfant. Carl finira par l’abattre durant la nuit et gardera son geste secret, ne mettant que son père dans la confidence.
- Billy : fils d’Allen et Donna et frère jumeau de Ben. Petit garçon plutôt discret, s’occupant en jouant, il perd sa mère, puis son père et est ensuite adopté par Dale et Andrea, tout comme son frère. Il est emmené par Dale et Andrea avant l’attaque finale du Gouverneur sur la prison, échappant ainsi au massacre qui s’en suivra. Comme le reste du groupe, il sera du voyage pour Washington. Il est tué par son frère Ben, très perturbé psychologiquement
- Jim : Membre du groupe de survivants. Jim est homme silencieux, souvent à l’écart. Autrefois mécanicien dans un garage, il vivait à Atlanta et a vu sa famille mourir sous ses yeux, dévorés par des Rôdeurs. Il est mordu par un zombie lors d’une attaque de morts-vivants sur le camp, durant laquelle Amy est tuée. À la suite de la morsure, il tombe malade. Se sachant condamné, il demande au groupe de le laisser mourir aux abords d’Atlanta, dans l’espoir de retrouver sa famille après sa transformation.

### Groupe de Tyreese
- Tyreese : père de Julie. Cet ancien joueur de NFL vagabonde avec sa fille et Chris et rencontre le groupe de Rick, récemment sorti d’Atlanta, au hasard d’une nuit. Il s’intègre rapidement et entame une relation avec Carol. Sa force et son intelligence sont très appréciés et lui donne une place importante dans le groupe. Une fois arrivé à la prison, Chris tue Julie dans une tentative de suicide en couple. Fou de rage et aveuglé par le chagrin Tyreese étrangle le jeune homme et brûle les corps le lendemain. Peu après, dans un état second, le père éploré fonce dans une salle remplie de Rôdeurs. Il survit miraculeusement et retrouve une certaine paix, jugeant que Julie n’a plus à se soucier des horreurs qu’ils vivent quotidiennement. Il est aussi le seul du groupe à voir Rick abattre Dexter, mais ne dit rien, jugeant que la situation l’exigeait. Après l’arrivée de Michonne au pénitencier, Tyreese et elle se rapprochent et finissent par coucher ensemble. Carol les surprend, le quitte, mais vit très mal cette séparation. Elle tente ensuite de se suicider. Rick confronte alors Tyreese et les deux hommes se battent violemment. Lorsque Rick, Michonne et Glenn disparaissent et se retrouvent captifs du Gouverneur, Tyreese part les chercher, sans succès. Il tente de rentrer ensuite, mais cette tentative permet aux Rôdeurs d’envahir la place. Avec l’aide de Rick, revenu de Woodbury, le groupe nettoie la prison à nouveau et Tyreese en profite pour laisser le passé derrière lui et redevient ami avec Rick. Il doit également être présent pour Michonne, traumatisée par sa captivité chez le Gouverneur. Par la suite, il mène avec succès une mission de récupération dans les locaux de la Garde nationale. Il est assez touché par le suicide de Carol, mais trouve qu’elle ne mérite pas son chagrin. Lors de l’attaque du Gouverneur sur la prison, il tente une sortie avec Michonne pour tuer le chef de Woodbury. Mais il est capturé et le Gouverneur tente de l’échanger contre l’accès à la prison. Devant le refus de Rick (ainsi que celui de Tyreese de sacrifier son groupe), le chef de Woodbury le décapite et laisse son corps aux Rôdeurs. Michonne arrivera à l’achever par la suite.
- Julie : fille de Tyreese et petite amie de Chris. Elle se laissera convaincre par son amoureux de conclure un pacte de suicide en se tirant mutuellement dans le cœur. Une fois à la prison, le couple mettra son plan à exécution. Toutefois, Chris lui tirera une balle dans le cœur avant qu’elle ne puisse le faire. Elle sera trouvée par Tyreese et se transforma en morte-vivante, sans avoir été mordue (ce qui fera comprendre au groupe qu’ils sont tous infectés). Elle sera achevée par Chris.
- Chris : petit ami de Julie, il a seize ans lors de sa rencontre avec Rick. Visiblement perturbé, il convainc sa petite amie de se suicider avec lui en se tirant mutuellement dans le cœur. Une fois à la prison, les amoureux mettront leur plan à exécution. Mais Chris tirera trop tôt et tuera Julie avant qu’elle ne puisse faire de même. Il mourra peu après, étranglé par un Tyreese fou de rage.

### Ferme des Greene
- Hershel Greene : père de Lacey, Shawn, Arnold, Maggie, Billy, Rachel et Susie. Ancien vétérinaire, le vieil homme a repris la ferme paternelle à la mort de sa femme. Il y réside depuis cinq ans au début de l’apocalypse. C’est un homme très religieux, qui garde la foi malgré les épreuves qu’il subit et n’apprécie pas que ses enfants plaisantent au sujet de la Bible. Il accueille le groupe de Rick et soigne Carl, blessé par balle. Toutefois, Hershel cache des Rôdeurs dans sa grange, convaincu qu’ils sont malades et donc soignables (il y a également enfermé Shawn, son fils infecté). Malgré la désapprobation violente de Rick, les deux groupes cohabitent, l’ancien policier apprenant les rudiments du tir aux enfants Greene. À la mort de trois de ses enfants, tués par les morts-vivants de la grange, Hershel, fou de chagrin, devient agressif et ordonne au groupe de Rick de quitter sa propriété. Il va jusqu’à le menacer d’un pistolet (il regrettera son geste par la suite, refusant de retoucher à une arme). Après avoir découvert la prison, Rick reviendra chercher les Greene, conscient de l’atout que représente l’expérience de fermier du vieil homme. Hershel accepte et en profite pour s’excuser sincèrement auprès de Rick. Une fois à la prison, il cultive un jardin potager et voit l’avenir d’un meilleur œil. Sa tranquillité est abattue lors de l’assassinat de ses deux plus jeunes filles. Il pardonnera au meurtrier, laissant à Dieu le soin de le juger, mais le regardera tout de même se faire dévorer par des Rôdeurs. Il s’occupe du jardin avec son fils Billy, Otis et Axel, un des détenus. Lors de l’invasion de la prison par des Rôdeurs, il est blessé au bras par une balle perdue. Glenn lui demandera ensuite la main de Maggie, ce qu’Hershel acceptera avec joie, allant jusqu’à les marier lui-même. Bien qu’il ait eu du mal à accepter leur relation au début, il finit par apprécier le jeune homme. Il aidera ensuite Lori à accoucher, son expérience de vétérinaire servant à l’opération. Lors de l’attaque du Gouverneur sur la prison, il verra son dernier fils mourir sous ses yeux. Désespéré et effondré par le chagrin, il suppliera le chef de Woodbury de l’achever, ce que ce dernier fera sans hésiter.
- Maggie Greene : fille d’Hershel. Elle est âgée de dix-neuf ans lors de sa rencontre avec Rick. D’abord discrète, elle se rapproche rapidement de Glenn, d’abord par manque de sexe, puis par véritable amour. Comme son père, Billy et ses sœurs, elle rejoindra la prison. Elle sera profondément marquée par la mort de Rachel et Susie, assassinée par Thomas et restera muette pendant plusieurs jours. Lorsque l’identité du tueur sera découverte, elle l’abattra de plusieurs balles dans le dos, sauvant ainsi la vie de Patricia, menacée par Thomas elle aussi. À la suite de ces événements, Maggie se mettra en tête de vivre pleinement son amour avec Glenn et le couple passera la plupart de son temps à explorer la prison et à faire l’amour dans les coins inoccupés. Elle se montrera très inquiète lorsque Glenn, Rick et Michonne seront prisonniers du Gouverneur. Presque directement après le retour de son amant, ils se marieront, avec la bénédiction d’Hershel. Maggie voudra ensuite fonder une famille, bien que Glenn se montre réticent au début. Toutefois, la jeune femme ne tombera pas enceinte aussi vite qu’elle voudrait, ce qui lui pèsera pendant longtemps. Après la première attaque du Gouverneur sur la prison, Glenn et elle quitteront la prison pour se mettre à l’abri. Ils adopteront Sophia peu après et Maggie l’élèvera comme sa fille. La jeune femme sera effondrée par la mort de son père et son frère, tués lors la chute de la prison, allant même jusqu’à essayer de se suicider. Elle sera secourue par Glenn juste à temps et retrouvera goût à la vie grâce à lui. À Alexandria, elle deviendra maîtresse d’école et retrouvera peu à peu une vie normale avec son mari et sa fille. Elle tombera même enceinte, pour le plus grand bonheur du couple. Face à la nouvelle menace posée par les Sauveurs, Glenn convaincra sa femme de déménager à la Colline, ce qu’elle acceptera avec réticence. Sur le chemin pour leur nouvelle maison, le couple sera capturé par Negan en même temps que Rick, Carl, Michonne et Heath. Maggie verra alors son mari se faire massacrer sous ses yeux, gardant pour tout le reste de la série un sentiment de rancœur pour Negan. Une fois à la Colline, la jeune femme continuera sa grossesse seule, se jurant de ne plus avoir un autre homme avec elle et suivant de loin les manœuvres de Rick. Elle prendra toutefois un rôle important lorsqu’elle appellera les habitants de la Colline à se soulever contre les Sauveurs, leur disant de croire en Rick Grimes. Ce discours la propulsera aux commandes de la communauté, ce qui permettra aux Alexandriens de se réfugier à la Colline et à faire tomber Negan. Maggie, après quelques hésitations, acceptera de le laisser vivre plutôt que de le tuer, pensant que Glenn aurait fait la même chose. Elle gardera son rôle de cheffe par la suite, élevant son bébé Hershel et Sophia tout en travaillant avec Rick. Toutefois son poste n’est pas sans danger car elle échappera à une tentative d’assassinat de la part de Gregory, le chef déchu. Elle tentera sans résultats d’interroger la jeune Chuchoteuse Lydia, capturée par Jésus, puis l’échangera contre deux de ses hommes, otages des Chuchoteurs. Elle enverra ensuite Dante retrouver Carl, ayant fugué de la Colline à la recherche des Chuchoteurs. Dans le même temps, la jeune femme fera pendre Gregory, considèrant comme trop dangereux de le garder en prison à la Colline. Lors de la foire annuelle, elle dira tout à Rick et aura une violente discussion avec lui au sujet de la mort de Gregory, mais le suivra dans sa décision de ne pas attaquer les Chuchoteurs directement. De retour à la Colline, elle fera face à l’incendie provoqué par les Chuchoteurs et combattra avec Sophia et ses hommes. Elle dirigera les reconstructions après la guerre, commençant même une relation avec Dante. Elle retrouvera également Negan, envisagera de le tuer, mais y renoncera, jugeant qu’il doit vivre avec ses crimes sur la conscience. Lors de la visite de Pamela Milton, elle se montera méfiante et finira par se rendre à la Communauté en personne à la tête d’une armée au cas où. Elle aidera alors Rick à lutter contre une horde de Rôdeurs ravageant la ville. Après la mort de ce dernier, elle participera à son cortège funèbre. Dans le tome 33, Maggie est devenue présidente des communautés, poursuivant la vision de Rick. Elle a également de mauvais rapports avec Sophia et Carl en raison de sa façon d’élever Hershel, lui laissant tout faire à sa guise.
- Billy Greene : fils d’Hershel. Il est âgé de dix-huit ans lors de sa rencontre avec Rick. Comme le reste de sa famille, il déménagera à la prison. Sur place, il s’occupera du potager avec son père et démontrera plusieurs talents au tir. Il reste au second plan durant la plupart des événements, mais prend plus d’importance lors de l’absence de Tyreese et Andrea, partis chercher des armes dans les locaux de la Garde Nationale. Il devra aller siphonner de l’essence dans des voitures hors des grilles pour alimenter le générateur durant l’accouchement de Lori. Dale l’accompagnera mais se fera mordre. Le jeune homme, pris de panique, fuira vers la prison. Malgré la survie du vieil homme, Billy se sentira coupable. Peu après, il aura sa première expérience sexuelle avec Carol, peu avant le suicide de celle-ci, ce qui le traumatisera. Durant l’attaque du Gouverneur, il reste à la prison aux côtés de son père. Il meurt abattu sous les yeux d’Hershel lors de la seconde attaque du Gouverneur.
- Shawn Greene : fils d’Hershel. Il est infecté par une morsure et se transforme avant l’arrivée de Rick et de son groupe à la ferme. Enfermé avec d’autres Rôdeurs dans la grange de la ferme par son père qui n’a pas pu se résoudre à le tuer, il finit par s’échapper et égorge son frère Arnold. Il est finalement abattu par Hershel et enterré en même temps que ses frères et sœurs.
- Arnold Greene : fils d’Hershel. Il meurt dévoré par des zombies échappés de la grange d’Hershel.
- Lacey Greene : fille aînée d’Hershel. Elle meurt dévorée par des zombies échappés de la grange d’Hershel.
- Rachel Greene : benjamine d’Hershel et sœur jumelle de Susie. Elle s’installe à la prison avec sa famille et meurt assassinée par le détenu psychopathe Thomas Richards. On peut la différencier de sa sœur jumelle car elle porte des lunettes.
- Susie Greene : benjamine d’Hershel et sœur jumelle de Rachel. Elle s’installe à la prison avec sa famille et meurt assassinée par le détenu psychopathe Thomas Richards. On peut la différencier de sa sœur jumelle car elle porte des couettes et n’a pas de lunettes.
- Otis : petit ami de Patricia et résident de la ferme des Greene. Alors qu’il chasse dans les bois, il tire par accident sur Carl Grimes, le prenant pour un zombie. Il emmène ensuite Rick et son fils gravement blessé vers Hershel afin que ce dernier soigne le petit garçon. Lors du départ des Greene pour la prison, il restera temporairement à la ferme pour veiller sur les animaux, se séparant en même temps de Patricia. Il rejoindra le groupe plus tard et sera attaqué par une meute de zombies. Il ne devra sa survie qu’à Michonne, garantissant à la jeune femme une place dans le groupe. Il aidera ensuite Hershel dans le potager. Il meurt dévoré lors de l’envahissement de la prison par des Rôdeurs.
- Patricia : petite amie d’Otis et résidente de la ferme des Greene. Discrète, elle participe peu aux actions du groupe au début. Elle finit par se séparer d’Otis et part à la prison avec la famille Greene. Sur place, elle tombe amoureuse du détenu Thomas et tente de l’aider lorsqu’il est condamné à mort pour le meurtre de Rachel et Susie. Mal lui en prend, car le psychopathe tente de la tuer aussi. Elle aide ensuite deux autres prisonniers, Dexter et Andrew, dans leur tentative de chasser le groupe de Rick de la prison. Après la défaite des deux détenus, elle reste dans le pénitencier, mais est maintenue à l’écart, y compris par Otis. Elle renouera peu à peu avec les Greene au fil des albums et débutera une relation amoureuse avec Axel, le quatrième détenu. Elle meurt abattue durant l’attaque du Gouverneur sur la prison.

### Groupe des détenus
- Axel : détenu de la prison et membre du groupe de Dexter. Il fait partie d’un groupe de quatre prisonniers, enfermés dans la cafétéria lors de l’invasion de la prison par les morts-vivants. Ils y resteront durant des mois, jusqu’à l’arrivée du groupe de Rick, récemment chassé de la ferme Greene. Contrairement à ses codétenus, il se montrera amical avec le groupe et, malgré leur méfiance, finira par s’intégrer, notamment grâce à sa force et son travail au potager d’Hershel Greene. Il accompagnera également Andrea, Tyreese, Michonne, Glenn et Maggie pour prendre des armes dans les locaux de la Garde Nationale. Il débutera une relation avec Patricia. Lors de la première attaque du Gouverneur sur la prison, il se fera tirer dans le bras et sera soigné par Alice. À la deuxième attaque, il meurt abattu sous les yeux de Patricia.
- Dexter : meneur des quatre prisonniers, il reste enfermé dans la cafétéria du pénitencier avec Axel, Andrew et Thomas durant des mois. Il ne fait pas confiance au groupe de Rick, ce qui est réciproque étant donné que Dexter a avoué avoir été emprisonné pour le meurtre de sa femme et de l’amant de celle-ci. Après la mort de Rachel et Susie Greene, il est immédiatement accusé par Lori et enfermé dans sa cellule. Il poussera alors Andrew, dont il est l'amant, à gagner l’armurerie de la prison, située dans un bloc rempli de Rôdeurs, afin de récupérer de quoi chasser Rick et les siens. Lorsque Thomas s’avérera être le vrai coupable des meurtres, Dexter sera libéré. Il en profitera pour menacer Rick avec une arme récupérée par Andrew. Toutefois, le bloc rempli de morts étant ouvert, les deux groupes doivent s’unir pour combattre les zombies. Sachant que Dexter ne changera pas d’avis et se retournera contre eux, Rick l’abattra d’une balle dans la tête, faisant passer ça pour un accident.
- Andrew : détenu de la prison et membre du groupe de Dexter, dont il est l’amant. Il était enfermé pour possession, trafic et consommation de drogue. Totalement dévoué à Dexter, il l’aide à prendre les armes pour mettre le groupe de Rick hors de la prison. À la mort de son amant, Andrew fuira la prison et ne reviendra jamais.
- Thomas Richards : détenu de la prison et membre du groupe de Dexter. En apparence calme et discret, Thomas prétend être enfermé pour fraude fiscale et semble inoffensif, comparé à ses camarades détenus. Il s’avère plus tard être un dangereux meurtrier psychopathe. Après avoir assassiné Rachel et Susie Greene sans être soupçonné, il s’en prend à Andrea. Mais celle-ci parvient à lui échapper, le dévoilant aux yeux de tous. Il sera alors battu par Rick, qui lui détruira le visage à coups de poing. Son sort sera un point qui divisera le groupe, une partie voulant le garder en vie (l’enfermer ou l’exiler), l’autre, menée par Rick, voulant l’exécuter pour faire un exemple. Thomas sera finalement froidement abattu par Maggie, alors qu’il tentait de tuer Patricia. Son corps sera jeté aux morts-vivants pour être dévoré. Hershel regardera la scène jusqu’au bout.

### Groupe de Michonne
- Michonne : petite amie de Mike. Cette ancienne avocate s’est parfaitement adaptée à la survie en milieu hostile, armée de son katana et traînant derrière elle deux Rôdeurs (Mike et Terry) pour couvrir sa présence. Michonne a perdu la trace de ses deux filles, habitant chez son ex-mari au début de l’épidémie. Elle arrive à la prison en suivant Otis et sauvera ce dernier d’une attaque de zombies, gagnant sa place dans le groupe. Elle se rapprochera très vite de Tyreese, qui succombera à ses charmes malgré sa relation avec Carol. Michonne affiche parfois des troubles de personnalité mais s’intègre peu à peu au groupe, malgré sa responsabilité dans la rupture du couple Tyreese-Carol et la tentative de suicide de cette dernière qui en résulte. Lorsque Rick décidera de partir en expédition sur les traces de l’hélicoptère écrasé, elle récupérera son sabre et le suivra avec Glenn. Comme ses compagnons, elle sera capturée par le Gouverneur. Le chef de Woodbury mutilera Rick et Michonne, folle de rage, se jettera sur lui, lui arrachant une oreille. Plus vengeur que jamais, le psychopathe séquestrera la jeune femme et la violera durant plusieurs jours. Plus tard, il demandera à sa captive de remplacer un de ses gladiateurs, en lui ordonnant de ne pas tuer son adversaire. Michonne fait exactement le contraire, décapitant l’autre gladiateur et massacrant tous les zombies de l’arène. Elle est enfermée à nouveau, avant d’être libérée par Rick peu après. Au lieu de fuir la ville, Michonne se rend chez son tortionnaire et, après une brève lutte, l’attache et le mutile. Le Gouverneur échappera à la mort, se retrouvant toutefois avec un œil arraché, un bras coupé et le pénis arraché, entre-autres. La jeune femme parvient à échapper aux gardes et rejoint Rick et, plus tard, la prison. Traumatisée par les événements, elle trouve du réconfort dans les bras de Tyreese, allant jusqu’à l’accompagner dans l’expédition à la caserne de la Garde Nationale. À cette occasion, elle tuera deux autres hommes de Woodbury. Lors de l’attaque du Gouverneur sur la prison, elle sortira avec Tyreese dans le but d’éliminer un maximum d'ennemis dans une attaque-éclair. Le couple sera toutefois pris à son propre piège et Tyreese sera pris et décapité par le Gouverneur. Michonne parviendra à s’enfuir et reviendra après la chute des grilles et la mort du Gouverneur pour achever Tyreese. Elle parviendra ensuite à retrouver Rick et Carl, survivants du massacre, puis plus tard Dale et le reste du groupe. Elle s’installera à la ferme avec eux, développant plus d’amitié et de confiance pour Rick et pour le jeune Carl. Comme les autres, elle suivra le groupe d’Abraham vers Washington, se révélant une gardienne de camp silencieuse et efficace grâce à son sabre. Elle fera partie des soutiens d’Abraham lors de la décision de tuer le petit Ben, assassin de son frère Billy. Lors de la lutte du groupe contre les Chasseurs, elle aidera Rick, Andrea et Abe à mutiler et tuer le groupe de cannibales. Durant le voyage, Michonne se rapprochera rapidement de Morgan Jones, qui a de la peine à s’engager avec elle. Lors de la rencontre avec Aaron elle décidera directement de le suivre dans la communauté d’Alexandria, lassée de la vie de nomade. Sur place, elle et Morgan finiront par se mettre en couple et Michonne deviendra adjointe de Rick, nommé shérif par Douglas Monroe. Malgré une difficile adaptation, Michonne accrochera son sabre au mur, bien décidée à arrêter de combattre. En tant qu’adjointe, elle arrêtera violemment Rick lors de sa bagarre contre Pete Anderson et lui intimera de se reprendre en main. Peu après, elle combattra les zombies aux côtés de Rick durant l’invasion d’Alexandria, perdant Morgan durant les événements. Elle se recueillera souvent sur sa tombe par la suite. C’est elle qui, avec Abraham, rencontrera Jésus en premier. Elle accompagnera ensuite Rick à la Colline et se montrera très méfiante vis-à-vis des membres de cette communauté. À l’apparition des Sauveurs et les morts de Glenn et Abraham, elle soutiendra Rick dans sa décision de ne pas agir tout de suite, gardant le souvenir du Gouverneur et avouant son sentiment de culpabilité pour la chute de la prison. La jeune femme ne restera toutefois pas en arrière et se battra en première ligne contre Negan. Pendant la guerre, elle fera la connaissance d’Ézéchiel. D’abord méfiante et exaspérée par son côté théâtral et par le fait qu’il joue les monarques, Michonne s’attache vite à lui et ils finissent par se mettre en couple. Elle devra ensuite le réconforter après la perte de ses hommes durant un assaut contre les Sauveurs. Après la chute de Negan, Michonne quittera Ézéchiel et rejoindra l’équipage de Pete. La jeune femme ne s’estime en effet pas digne de vivre une seconde vie après avoir abandonné ses enfants à leur père. Leur séparation ne l’empêchera pas d’être effondrée par la mort d’Ézéchiel, tué par Alpha. Plus raisonnable que la plupart des gens en deuil, elle tentera de mettre la jeune Lydia à l’abri des représailles. Elle participera activement à la guerre contre les Chuchoteurs aux côtés de Dwight et soutiendra Rick après la mort d’Andrea. Le chef d’Alexandria la chargera ensuite d’escorter Eugene vers une nouvelle communauté en Ohio. En tant que cheffe du groupe et ancienne avocate, elle rencontrera Pamela Milton en premier et retrouvera sa fille Elodie, désormais apprentie-boulangère dans la Communauté. Folles de joie, les deux femmes ne se quitteront plus et Michonne ne retournera pas à Alexandria. Elle reprendra son travail d’avocate, obtenant ainsi plusieurs privilèges et entrant dans la classe supérieure de la Communauté. Après la mort d’Anthony Keith, battu à mort par des gardes, la jeune femme sera chargée de défendre ces derniers. Cette position lui vaudra d’être prise pour cible lors d’émeutes du peuple de la Communauté. Malgré ses blessures, Michonne défendra ses clients brillamment. Lorsqu’elle découvrira le projet de Dwight d’évincer Pamela Milton, elle le dénoncera et participera indirectement à son décès. Cette décision causera plusieurs désaccords avec Rick, bien qu’elle soit convaincue d’avoir bien agi. Lors des émeutes, puis de l’invasion de la Communauté par une horde, elle se battra aux côtés de sa fille (qui sera impressionnée par ses talents de combattante) et de son ami Rick. Elle participera au cortège funèbre de ce dernier et devra soutenir Carl, désormais orphelin. Dans le tome 33, Michonne est devenue juge de la Haute Cour de la Communauté. Elle présidera le procès de Carl et le libérera rapidement. Pour ce nouveau travail, elle a repris le nom de son ex-mari. Elle a également un petit-fils. Michonne est un personnage très fidèle à Rick et un de ses plus grands soutiens, quelles que soient les circonstances. Rick la décrit d’ailleurs comme sa « meilleure amie ».
- Mike : petit ami de Michonne. Il est mordu au bras, se transformera en mort-vivant et sera enchaîné par Michonne. Elle le traînera jusqu’à la prison et finira par le décapiter. Son histoire est racontée dans un court récit centré sur les origines de Michonne.
- Terry : ami de Mike, il est tué par ce dernier après sa mutation. Il se transformera à son tour et sera enchaîné par Michonne. Tout comme Mike, elle le traînera jusqu’à la prison et finira par le décapiter. Son histoire est racontée dans un court récit centré sur les origines de Michonne.

### Woodbury
Ville de Géorgie abandonnée par ses habitants, elle a été fortifiée par des groupes de survivants et est dirigée par le « Gouverneur ». La population vit surtout de réserves (un potager ou un élevage n’étant jamais montré). Ils disposent d’une infirmerie, d’un bon armement (même d’un tank) et surtout d’une arène pour des combats de gladiateurs. Le nombre d’habitants n’est pas connu, mais est largement supérieur au groupe de Rick, qui est composé d’une vingtaine de personnes. Son histoire est plus développée dans la série de romans centrés sur le Gouverneur et sur Lilly Caul.
- Brian Blake/Le Gouverneur : chef de Woodbury et père de Penny. Il est en général appelé par son surnom, mais il arrive que ses hommes l’appellent Philip. Il accueille Rick, Glenn et Michonne, alors sur la piste d’un groupe de survivants et se montre sympathique et accueillant. Toutefois, il dévoile rapidement son vrai visage : celui d’un psychopathe, cruel et belliqueux. Face au refus de Rick de lui avouer l’emplacement et la nature de son groupe, il lui tranche la main. Folle de rage, Michonne se jette sur lui et lui arrache une oreille avec les dents. Le Gouverneur, ivre de vengeance, torture la jeune femme pendant des jours, la violant et la frappant régulièrement. Il garde Glenn emprisonné et fait en sorte que Rick soit soigné par le Dr Stevens. Malgré ses actes atroces, le Gouverneur se montre sous le masque d’un homme souriant et compétent face à son peuple, organisant pour eux des combats de gladiateurs acclamés par la foule (seuls ses proches lieutenants, Stevens et Alice connaissant sa vraie nature). Dans l’intimité de son logement, il conserve des têtes de Rôdeurs dans des aquariums, qu’il regarde sans en avoir peur. Il garde également sa fille morte-vivante attachée dans son couloir et s’en occupe comme si de rien n’était, la nourrissant de chair humaine (notamment de la main de Rick). Après quelque temps, le Gouverneur élabore un autre plan : il envoie Martinez délivrer Rick, Glenn et Michonne, avec pour mission de se faire passer pour leur allié afin de connaître l’emplacement de leur prison (dont il a appris l’existence grâce à la tenue de bagnard que portait Rick). Une fois libérée, Michonne se rend chez son tortionnaire, le maîtrise et le torture (elle lui coupe un bras et lui arrache un œil). Il est miraculeusement soigné par Bob Stookey et, apprenant la mort de Martinez, s’adresse à la population. Fin manipulateur, il leur fait croire que Rick et ses amis sont des sauvages sadiques et violents et qu’ils ont assassiné Martinez et renvoyé sa tête à Woodbury. Le chef de Woodbury mène alors sa ville à la guerre contre la prison. Il dirige une première attaque durant laquelle il perd plusieurs de ses hommes, abattus par Andrea, et doit ordonner le repli. Peu après, il capture Tyreese et l’exécute devant ses amis. Il mène une seconde attaque et défonce les grilles avec son tank. Il ordonne alors le massacre des survivants et fait notamment tuer Billy Greene, Lori et Judi, ainsi que Patricia, Alice et Hershel. Il est finalement abattu par Lilly Caul, qui s’est rendu compte qu’elle a tué un bébé en tirant sur Lori, et donné en pâture aux zombies. Dans les romans qui lui sont consacrés, on apprend que son vrai nom est Brian et non Philip et qu’il n’est pas le père, mais l’oncle de Penny.
- Penny Blake : fille de Brian. C’est une petite fille morte-vivante, gardée attachée par son père, qui s’en occupe comme si elle était toujours vivante et s’en sert apparemment comme esclave sexuelle.
- Gabriel Harris : résident de Woodbury et homme de main dévoué du Gouverneur. Il est un des rares membres de la communauté à connaître le vrai visage du chef de Woodbury. Il l’aide notamment à garder Michonne enfermée. Lui et Bruce retrouveront le Gouverneur après la torture que lui as infligé Michonne et forceront le vieux Bob Stookey à le soigner. Il sera aux côtés de son chef lors de l’attaque sur la prison. Il capture Tyreese, venu avec Michonne pour éliminer le Gouverneur et l’aidera à exécuter le prisonnier. Il meurt lors de la seconde attaque, abattu par Andrea.
- Bruce Cooper : résident de Woodbury et homme de main dévoué du Gouverneur. C’est, avec Gabriel Harris, un des rares résidents de Woodbury à connaître le vrai visage de son chef. Il maintiendra Rick immobile lorsque le Gouverneur lui tranchera la main et gardera Michonne enfermée lorsque le chef de Woodbury la torturera. Lorsque Tyreese, Andrea, Glenn et une partie du groupe de la prison prendront du matériel dans la caserne de la Garde Nationale proche de Woodbury, il les surprendra et reconnaîtra Glenn, récemment échappé des geôles de la ville. Il meurt abattu par Andrea lors de cette même rencontre.
- Caesar Martinez : chef de la sécurité de Woodbury. Cet ancien prof de sport a su trouver sa place dans la ville. Calme et courageux au premier abord, il vit en réalité très mal les souvenirs de ses élèves, qu’il a vu en train de se faire dévorer au début de l’épidémie. Dégoûté par les méfaits du Gouverneur, il aidera Rick, Michonne, Glenn et Alice à fuir la ville. Une fois à la prison, il aidera le groupe à éliminer les Rôdeurs qui avaient investi la place. Toutefois, Martinez s’avérera être un agent double, travaillant à localiser la prison pour permettre au Gouverneur de l’envahir. Rick, comprenant sa trahison, le tuera et abandonnera son corps, même si Martinez lui avait promis de n’amener que les gens innocents de Woodbury au pénitencier. Plus tard, l’ancien policier avouera que Martinez avait l’air d’être un homme bien, voulant réellement soustraire des gens normaux de Woodbury à l’influence du Gouverneur, mais qu’il ne pouvait pas prendre le risque de voir le chef de la ville menacer sa famille.
- Dr Stevens : médecin de Woodbury. Il est un des rares membres de la communauté à connaître le vrai visage du Gouverneur. Professionnel et dévoué à soigner ses patients, il garde le silence sur les actions de son chef (bien qu’il désapprouve ouvertement les combats de gladiateurs). C’est lui qui soigne Rick après son amputation. Il se laissera ensuite convaincre par Rick et Alice, son assistante, de fuir Woodbury pour rejoindre la prison. Après avoir discrètement passé le mur, il sera tué par un zombie. Dans un dernier souffle, il encourage Alice à poursuivre son travail de médecin.
- Alice Warren : résidente de Woodbury et assistante de Stevens. Cette ancienne étudiante s’est parfaitement adaptée à la profession médicale. Elle aidera le docteur à soigner Rick. Lorsque Martinez et Glenn viendront le chercher, Alice proposera à Rick de l’accompagner à la prison pour s’occuper de Lori et de sa grossesse. Elle convaincra aussi Stevens de venir avec eux. Le médecin sera tué juste après avoir passé le mur, ce qui attristera beaucoup la jeune femme. Une fois à la prison, elle prendra assez vite ses marques dans l’infirmerie. Elle aidera Lori à accoucher et soignera Dale après son amputation. Peu après, elle capturera un Rôdeur et l’attachera dans l’enceinte pour l’étudier, espérant trouver un éventuel remède. Toutefois, c’est avec ce même Rôdeur que Carol mettra fin à ses jours. Lors de l’attaque du Gouverneur, Alice soignera Rick, Andrea et Axel, touchés par les tireurs de Woodbury. Elle restera à la prison, ne suivant pas Dale. Elle mourra, abattue par le Gouverneur lui-même, lors de la seconde attaque de celui-ci.
- Bob Stookey : résident de Woodbury. Bob est un vieillard aux tendances alcooliques. Son expérience d’infirmier dans l’armée servira toutefois à sauver le Gouverneur, mutilé presque à mort par Michonne. Il ne participe pas à l’assaut de la prison.
- Harold : résident et lutteur de Woodbury. Il casse les dents d’Eugene dans une poussée d’adrénaline durant un combat. Malgré ses excuses, ce dernier le tuera.
- Eugene : résident et lutteur de Woodbury, il se fait casser les dents par Harold. Fou de rage, il égorgera ce dernier. Il est ensuite vu dans l’arène, face à Michonne. Celle-ci en viendra facilement à bout et le décapitera.
- Sam : résident de Woodbury. Il accompagne Bruce Cooper lorsqu’il est tué par Andrea. La jeune femme le tuera également, Sam ayant refusé de poser son arme.
- Jared : résident de Woodbury. Il pilote le tank lors de l’attaque de la prison.
- Scott : résident de Woodbury, il apparaît dans un court récit centré sur le Gouverneur (se situant avant le récit principal). Après avoir aidé le Gouverneur à rassembler des aquariums, Scott sera décapité par ce dernier, devenant ainsi la première tête tranchée de la collection du chef de Woodbury.
- Lilly Caul : résidente de Woodbury. Elle est vue lors de l’assaut de la prison par les troupes du Gouverneur. Durant cette attaque, elle tuera Lori et Judy. Se rendant compte de la mort du nourrisson, elle tuera le Gouverneur pour l’avoir forcée à abattre Lori et son bébé. Son histoire est racontée dans la série de romans Walking Dead.

### Groupe d'Abraham
- Sergent Abraham Ford (parfois surnommé Abe) : Ancien militaire, originaire de Houston, Abraham traverse les États-Unis pour se rendre à Washington et y emmener Eugene Porter, détenteur du remède contre les zombies. Abe est un homme costaud, excellent combattant, facilement irritable et colérique, mais aussi un des meilleurs soutiens de Rick. Il rencontre ce dernier peu après la chute de la prison et lui explique le principe des hordes de zombies. D’abord peu apprécié par Rick et ses amis, ils le suivent tout de même sur la route de Washington. Avec le temps, Rick et lui se respectent et s’apprécient, ce qui pousse Abraham à révéler à l’ancien policier la vérité au sujet de sa famille : peu après le début de l’apocalypse, son ex-femme et sa fille de six ans ont été violées par des hommes, en qui Abe avait toute confiance. Ces mêmes hommes ont forcé le jeune fils du sergent à regarder le viol. Fou de rage en apprenant ce qui s’est passé, Abraham tuera les violeurs sauvagement et à mains nues. Cet acte fera peur à sa famille, les poussant à quitter le groupe. Abe les retrouvera dévorés, ce qui le laissera effondré. Sur la route, il sera souvent d’un grand secours pour le groupe, notamment lors des attaques de Rôdeurs. Après la mort du petit Billy, assassiné par son jumeau Ben, Abraham sera un des premiers à évoquer l’idée d’éliminer le petit garçon, qu’il juge trop dangereux. Après la capture de Dale par les Chasseurs, Abraham aidera Rick à éliminer ce dangereux groupe. Lorsque Eugene avouera qu’il ne connaît aucun remède et qu’il a menti sur tout, Abraham le frappera violemment, mais se réconciliera avec lui. À Alexandria, le sergent trouvera rapidement ses marques, devenant même le chef de construction après avoir sauvé Holly d’une mort certaine. Il aidera également le groupe à éliminer les Rôdeurs ayant investi Alexandria. Il quittera Rosita peu après, se mettant en couple avec Holly. Mal à l’aise par rapport à son ex, il s’en veut de lui faire de la peine. Lors d’une sortie avec Eugene, il est tué par Dwight d’un carreau d’arbalète dans l’œil. Sa mort sera un des déclencheurs de la guerre avec les Sauveurs.
- Rosita Espinosa : Membre du groupe d’Abraham. Elle est en couple avec lui et le réconforte lorsque celui-ci craque. Elle canalise également sa colère. Plutôt discrète et souriante, elle combat peu. Par conséquent, elle ne participe pas à l’expédition contre les Chasseurs. Une fois à Alexandria, elle deviendra apprenti-médecin et verra également Abraham la quitter pour Holly. En colère et humiliée, elle ira vivre chez Eugene Porter et évitera son ex-compagnon autant que possible. La jeune femme sera néanmoins effondrée par le décès de ce dernier. Par la même occasion, elle avouera à Eugene qu’elle était en couple avec Abe par sécurité et qu’elle a fini par en tomber amoureuse. Elle reste à Alexandria lors de la guerre contre les Sauveurs et combattra peu. Après la chute de Negan, la jeune femme se mettra en couple avec Eugene et deviendra patrouilleuse d’Alexandria, détournant les hordes de morts-vivants. Enceinte, elle avouera à Eugene que l’enfant à naître n’est pas de lui et sera très attristée de cette aventure. Encore enceinte, elle est enlevée et tuée en même temps qu'Olivia, Josh, Carson, Tammy Rose, Luke, Erin, Ken, Amber, Larry, Oscar et Ézéchiel. Par la suite, on apprendra que le véritable père du bébé était Siddiq, un membre de son équipe.
- Eugene Porter : membre du groupe d’Abraham. Homme étrange et particulier, il se présente comme étant un des chercheurs à l’origine de l’apparition des zombies. Il a convaincu Abe et Rosita de le conduire jusqu’à Washington, avec qui il ne parvient plus à correspondre depuis Houston. Il espère pouvoir remettre les choses en ordre grâce aux infrastructures de la capitale. Sa valeur aux yeux du groupe lui évite de s’impliquer dans les conflits. Une fois à la capitale, le groupe apprend toutefois la vérité : Eugene est un simple enseignant de physique, qui a, selon lui, utilisé ses deux seuls atouts (son intelligence et sa capacité à mentir) pour survivre. En froid avec le groupe, surtout avec Abraham, il est toutefois indéniablement responsable de l’arrivée du groupe à Alexandria. Il tente de se rendre utile à la communauté du mieux qu’il peut, vainquant sa peur lors de l’invasion du camp par les Rôdeurs. Mais il se trouve une véritable utilité lorsqu’il parvient à fabriquer des munitions pour les armes à feu de la communauté. La mort d’Abraham est un grand choc pour lui et le rapproche de la belle Rosita, qu’il aime depuis le début. Il est capturé par Negan après l’attaque d’Alexandria par ce dernier. Captif du Sanctuaire, Eugene refuse, malgré les menaces, de travailler pour le chef des Sauveurs. Peu après, avec la complicité de Carson, l’assistant de Negan, il s’échappe et rejoint Rick à la Colline pour continuer la lutte. Après la chute de Negan, Eugene rentre à Alexandria et la transforme complètement grâce à son intelligence et ses connaissances : il est notamment à l’origine du moulin et des balles de la communauté, ce qui lui vaut beaucoup de respect. Désormais en couple avec Rosita, il apprend avec stupeur que l’enfant qu’elle attend n’est pas de lui. Il lui pardonne néanmoins et décide de considérer le bébé comme le sien. La mort de Rosita l’affectera énormément et il tentera de noyer son chagrin dans la réparation d’une radio. Peu de temps après, il entre en contact avec une certaine Stephanie. Malgré une grande méfiance au début, les deux interlocuteurs apprennent à se faire confiance et se lie d’amitié, sans se voir et sans être assuré de la véracité des paroles de l’autre. Durant la guerre contre les Chuchoteurs, il travaille activement à l’usine de munitions et participe aux opérations extérieures, malgré la désapprobation de Rick. Après la guerre, il est envoyé avec Michonne et une petite équipe par le chef d’Alexandria pour rencontrer la communauté de Stephanie. Sur place, il visite la Communauté et se fait remarquer pour son intelligence. Il fait également partie du deuxième voyage aux côtés de Rick. Il se met en couple avec Stephanie peu après et envisage de réparer un train, afin de relier les deux communautés. Il se met à l’ouvrage avec l’aide de sa compagne, mais est surpris par une horde de Rôdeurs. Eugene utilise alors sa ruse pour leur échapper et rentre rapidement à la Communauté, attirant involontairement la horde. Il combattra les zombies avec Stephanie et Rick, puis participe au cortège funèbre de celui-ci. Dans le tome 33, Eugene, bien que vieillissant, surveille toujours les travaux des voies ferrées.

### Survivant de l'église
- Père Gabriel Stokes : un prêtre. Ayant survécu seul dans son église pendant longtemps, il a dû, après l’épuisement de ses vivres, partir à la recherche de nourriture. Après plusieurs jours d’errance sans armes, Gabriel rencontre le groupe de Rick et se joint à eux malgré leur méfiance. Il les conduits à son église et les aide à chercher Dale, enlevé par les Chasseurs. Rick l’accusera alors violemment d’avoir un rapport avec la disparition de Dale, ce que le prêtre niera. Puis, en pleurs, il finira par interpréter l’arrivée de Rick comme une punition infligée par Dieu pour sa lâcheté : peu après le début de l’apocalypse, ses paroissiens sont venus à l’église, cherchant un sanctuaire et, ayant peur de manquer de nourriture, Gabriel ne les a pas laissés entrer, même lorsque les zombies les ont attaqués et dévorés. Ces aveux convaincront l’ancien policier de sa bonne foi et il laissera Gabriel tranquille. Le prêtre aidera ensuite Rick, Andrea, Abraham et Michonne à trouver l’abri des Chasseurs et assistera au massacre de ces derniers. Sévèrement troublé, Gabriel restera à l’écart du groupe, tout en les accompagnant à Washington. Il reprendra son rôle de représentant de Dieu dans la communauté d’Alexandria (notamment pour les sermons lors des funérailles des divers membres, comme Scott, Regina, Pete Anderson, Abraham Ford, Denise, etc.) et tentera pendant un temps de convaincre Douglas Monroe de chasser Rick et son groupe, les estimant mauvais et meurtriers, ce que le vieil homme refusera vertement. Lors de l’invasion de Rôdeurs dans le camp, il vaincra sa peur et luttera aux côtés des autres résidents. Durant la guerre contre les Sauveurs, Gabriel reste discret, ne combattant pas. Toutefois, il s’enrôlera dans l’armée d’Alexandria lors de la guerre contre les Chuchoteurs, souhaitant protéger ses ouailles. Il est tué par Beta peu avant l’affrontement entre les Chuchoteurs et les troupes de Dwight. Son corps est enterré à Alexandria.

### Les Chasseurs
Six survivants (cinq hommes et une femme). Face à leurs échecs à la chasse aux animaux, ils se sont résolus à manger un gibier bien plus facile : les humains. Leur technique est d’attaquer et capturer les voyageurs solitaires ou les petits groupes, puis de faire vivre leurs prisonniers aussi longtemps que possible en leur découpant des membres et en les consommant. Durant une nuit, ils enlèvent le vieux Dale et lui dévorent une jambe. Ce dernier, dans un rire hystérique, leur avoue qu’il a été mordu et qu’ils mangent de la viande contaminée (ce qui n’aura, contrairement à leurs craintes, aucun effet sur eux). Afin de terrifier le groupe de Rick, ils attaquent leur abri et blessent Glenn à la jambe. Avec l’aide du père Gabriel, qui connaît la région, le groupe les débusquera. Leur cannibalisme fait horreur à Rick, qui découvre en plus que ce groupe a dévoré ses enfants pour survivre. Malgré leurs supplications, ils sont mutilés et massacrés par Rick, Andrea, Michonne et Abraham, sous les yeux de Gabriel, horrifié.
- Chris : chef des Chasseurs. Sûr de lui et souriant, il se moque de Dale lorsque celui-ci se rend compte de son amputation. Lorsque Rick les trouve et se présente à eux, Chris, toujours confiant, explique à Rick les circonstances de leur changement de régime alimentaire. Il prévoit de le tuer aussi, mais se fait tirer dessus par Andrea. Malgré ses tentatives pour convaincre Rick de les épargner, il est tué en même temps que les autres.
- Charlie : membre des Chasseurs. Il piste le groupe de Rick et enlève Dale. Il est tué en même temps que les autres.
- Greg : membre des Chasseurs. Il piste le groupe de Rick et enlève Dale. Lors de sa capture, il se fait tirer dans l’oreille par Andrea. Il est tué en même temps que les autres.
- David : membre des Chasseurs. Il parvient à garder son sang-froid lorsque Dale leur révèle sa morsure. Il pense en effet que la viande contaminée n’aura pas d’effets sur eux, étant donné que Dale était encore vivant et que sa chair était cuite. Il est tué en même temps que les autres.
- Theresa : membre des Chasseurs et la seule femme du groupe. Elle est tuée en même temps que les autres.
- Albert : membre des Chasseurs. Il est paniqué à l’idée d’avoir mangé la chair infectée de Dale. Il est tué en même temps que les autres.

### Alexandria
Communauté proche de Washington, c’est un lotissement entouré de parois. Le nombre d’habitants est estimé à un peu moins de quarante par Aaron lors de sa rencontre avec Rick. Par la suite, Eugene dira à Stéphanie qu’ils sont une cinquantaine. La communauté est dirigée par un certain Davidson, puis par Douglas Monroe. C’est Rick qui prendra sa place par la suite. Leurs ressources sont d’abord faibles, étant constituées uniquement de boîte de conserves. En revanche, ils disposent d’électricité produite par des panneaux solaires et de l’eau courante. Ils développeront ensuite des cultures et un moulin et seront aussi les fournisseurs de munitions des autres communautés. Leurs défenses sont d’abord basées sur les murs, mais Rick développera ensuite des tranchées et des chemins de rondes constitués de terre soutenant les murs.
- Douglas Monroe : mari de Regina et père de Spencer. C’est un vieil homme gentil et accueillant au premier abord, mais il peut aussi se montrer inquiétant par moments. C’est également un mari ouvertement infidèle. Ancien congressiste, il a pris la direction d’Alexandria après la mort du chef précédent, Davidson (qu’il avoue ensuite avoir exilé car ce dernier mettait les gens en péril et abusait de son autorité). Il a tout de suite confiance en Rick (le nommant sheriff de la communauté) et est convaincu que ce dernier va beaucoup leur apporter. Toutefois, l’ancien policier désapprouvera son attitude vis-à-vis de Pete Anderson, un homme battant femme et enfant. Douglas n’intervenait pas car Pete était médecin et donc important pour Alexandria. Lorsque Rick confrontera publiquement Anderson, Douglas tentera d’intervenir mais sera arrêté par Rick sous la menace d’une arme. Après l’incident, Douglas rendra son arme au sheriff, lui demandant de ne plus jamais remettre ses décisions en question. Après l’assassinat de sa femme et une attaque de pillards sur Alexandria, Douglas se rend compte de ses limites et laisse alors sa place à Rick, qu’il juge plus capable à gérer les menaces de ce type. Il regrette d’avoir traité Regina aussi mal et sombre peu à peu dans la dépression. Lors de l’invasion d’Alexandria par une horde de Rôdeurs, il décide de se suicider, et sort au milieu des morts pour avoir le courage d’en finir. À ce moment-là, Rick et Carl sortent également pour franchir le mur et échapper aux Rôdeurs. Les voyants en mauvaise posture, Douglas tente de les aider en tirant sur les Rôdeurs proches d’eux. Il finit par se faire dévorer et une de ses balles touche accidentellement Carl au visage.
- Regina Monroe : femme de Douglas et mère de Spencer. Elle se montre très méfiante vis-à-vis de Rick et son groupe à leur arrivée. Malgré les nombreux écarts conjugaux de son mari, elle lui reste fidèle et le soutient pour diriger Alexandria. Elle est assassinée par Pete Anderson en pleine crise de démence et enterrée au cimetière d’Alexandria.
- Spencer Monroe : fils de Spencer et Regina. Il remarque Andrea dès l’arrivée de celle-ci dans la communauté. En retour, la jeune femme se montre sensible à ses charmes et accepte même un dîner avec lui. Spencer combattra les Rôdeurs peu avant l’invasion d’Alexandria. Le jeune homme décide ensuite d’aider et de ravitailler Andrea, isolée du groupe, car dans une tour en dehors des murs de la communauté. Pour ce faire, il tend une corde entre une maison d’Alexandria et un bâtiment extérieur. Il parvient à franchir le mur et à passer par-dessus les zombies, mais casse la corde et manque de peu de se faire dévorer. Lorsque les Rôdeurs franchissent le mur en masse, Spencer propose à Andrea de partir et de laisser les autres se débrouiller. Celle-ci refuse et le frappe. Cette dispute signera la fin de leur entente, la jeune femme ne voulant plus entendre parler du fils Monroe par la suite, malgré les tentatives de réconciliation de ce dernier. Jugeant la gestion du groupe mauvaise, il remet de plus en plus en cause la prise de pouvoir par Rick. Lorsque Negan se présente à Alexandria, Spencer propose au chef des Sauveurs d’éliminer Rick et de le nommer chef d’Alexandria à sa place. Negan fait mine d’accepter, puis éventre Spencer, n’appréciant pas son manque de courage et son complot contre Rick. Sa mort fera peu de vagues, mais touchera quand même Andrea.
- Aaron : partenaire et petit ami d’Eric et recruteur d’Alexandria. C’est lui qui mène le groupe de Rick à la communauté, après s’être assuré de leurs bonnes natures. Malgré des débuts difficiles, les deux hommes deviennent amis. Aaron refuse de ressortir d’Alexandria après une altercation avec une voyageuse qu’il avait recrutée (celle-ci lui ayant volé un cheval et ayant poignardé son compagnon). Il explique à Douglas qu’ils risquent désormais de trouver uniquement des gens instables et/ou dangereux dehors. Durant l’invasion d’Alexandria par des zombies, il combat aux côtés des autres résidents. Par la suite, il entre dans le cercle fermé de Rick, étant un des rares à être au courant de la capture de Jésus. Toutefois, il conseille la prudence et, surtout, la confiance à Rick. Durant la guerre contre les Sauveurs, il assiste à la mort d’Eric, ce qui le touche profondément. Aaron devient alors assez mélancolique et silencieux. Après la chute de Negan, il devient patrouilleur d’Alexandria. Plusieurs personnes essaient de le rapprocher de Jésus, les deux hommes ayant un caractère semblable et étant célibataires. Toutefois, Aaron se montre peu intéressé, ayant toujours Eric dans son cœur. Michonne et lui sont ensuite chargés par Rick de ramener Negan, récemment évadé d’Alexandria. Contraints de pénétrer sur le territoire des Chuchoteurs, contre qui Alexandria vient de démarrer un conflit, Michonne et Aaron sont attaqués par Beta, qui poignarde Aaron dans le ventre. Ramené à la Colline, il est soigné par le Dr Carson et se rapproche de Jésus. Il est présent lors de l’incendie de la Colline perpétré par les Chuchoteurs et sauve Carl Grimes des flammes. Après la guerre, Jésus et lui sont renvoyés à la Colline par Rick. Entretemps, les deux hommes se sont rapprochés et ont fini par s’avouer leurs sentiments. Sur le chemin, ils sont à nouveau confrontés à Beta. Aaron parvient à l’abattre et le démasque. Il accompagne ensuite Carl à la Communauté et participe au cortège funèbre de Rick. Dans le tome 33, Aaron et Jésus travaillent comme bateliers et sont apparemment toujours en couple.
- Eric : partenaire et petit ami d’Aaron et recruteur d’Alexandria. Il sert d’assurance-vie à Aaron, étant chargé de le protéger de groupes hostiles. Il rencontre Rick peu après la prise de contact d’Aaron avec le groupe de l’ancien policier. Après avoir installé à Alexandria, le couple repart sur la route et Eric se fait poignarder par une femme recrutée par Aaron. Il sera soigné par Denise Cloyd et s’en sortira sans trop de mal. Se sentant coupable, Aaron refusera de repartir, de peur de tomber sur des menaces plus dangereuses. Il combattra lors de l’invasion des Rôdeurs dans Alexandria. Lors de la guerre contre les Sauveurs, il envisage de quitter la communauté, mais Aaron l’en dissuade. Eric combat aux côtés de Rick lors de l’attaque du Sanctuaire. Il attaque ensuite un avant-poste avec Rick et une équipe, mais se fait abattre d’une balle dans la tête. Sa mort fera beaucoup souffrir Aaron, qui ne s’en remettra que difficilement.
- Heath : coursier d’Alexandria. Partenaire et meilleur ami de Scott, il assiste à la chute et à la blessure de ce dernier. Piégés en plein Washington rempli de morts-vivants, le duo doit la vie à l’intervention de Aaron et Rick, récemment arrivé à Alexandria. Il reste au chevet de Scott et voit son état se détériorer. Malgré une course dans une pharmacie avec Glenn, Heath ne parviendra pas à sauver son ami. Il insistera pour que ce dernier ait des funérailles décentes, l’arrivée de Gabriel Stokes le permettant désormais. Peu après, il se met en couple avec le Docteur Denise Cloyd. Durant l’invasion d’Alexandria par les Rôdeurs, il fait partie d’une équipe (composée de Glenn et Spencer Monroe) qui tente de ravitailler Andrea, restée à l’extérieur des murs. Par la suite, il participe à la reconstruction d’Alexandria, accordant toute sa confiance à Rick (ce qui le met en conflit avec Nicholas, désireux de faire partir l’ancien policier). Au début de la guerre avec les Sauveurs, Heath assiste impuissant à l’exécution de Glenn par Negan. Il participe à l’assaut du Sanctuaire avec les autres et parvient à s’en sortir comme la plupart de ses amis. Lorsque le chef des Sauveurs attaque Alexandria à coups de grenades, Heath perd une jambe dans une explosion. Il ne doit sa survie qu’à l’intervention de Denise qui, bien que mordue, le soigne comme elle peut. Après la chute de Negan, Heath devient patrouilleur et monte à cheval grâce à une selle spéciale conçue par Eugene. Il a un rôle plus secondaire durant la guerre contre les Chuchoteurs, s’employant à éloigner leur gigantesque horde d’Alexandria. Il accompagnera par la suite Maggie à la communauté et assistera aux funérailles de Rick.
- Scott : coursier d’Alexandria. Scott est le partenaire et meilleur ami de Heath. Durant une mission en plein Washington, il chute d’un immeuble et se casse la jambe. Heath et lui se retrouvent alors encerclés de morts-vivants et ne doivent leur survie qu’à Aaron, Rick et Abraham qui les sortent de Washington et les ramène à Alexandria. Toutefois, la blessure de Scott s’infecte et il y succombe, malgré les soins attentifs du Dr Cloyd. Il est enterré dans le cimetière d’Alexandria.
- Dr Denise Cloyd : médecin d’Alexandria. Elle tente de soigner Scott de sa blessure, mais échoue. Toutefois la convalescence du coursier la rapprochera d’Heath et elle finira par se mettre en couple avec lui. Elle soignera également Carl après la perte de son œil. Lorsque les Sauveurs débarqueront à Alexandria, Denise s’opposera à la saisie des médicaments de la communauté, mais sera vertement grondée par Rick qui veut éviter un débordement après la mort de Glenn et d’Abraham. Lors de la guerre contre les Sauveurs, elle sera mordue par un membre d’Alexandria, Holly, devenue une morte-vivante après sa captivité au Sanctuaire. Elle refusera toutefois une amputation, préférant garder ses deux bras pour soigner Heath, blessé par une grenade. Elle mourra de l’infection peu après et sera enterrée à Alexandria. Son courage et son sang-froid lui vaudront l’admiration de Carson, le docteur de la communauté de la Colline.
- Pete Anderson : mari de Jessie et père de Ron, médecin d’Alexandria. Sympathique au premier abord, Rick remarque vite que quelque chose cloche dans sa famille. Ses soupçons s’avèrent exacts car Jessie, l’épouse de Pete, lui avouera que ce dernier les bat, elle et son fils. Rick informera Douglas, qui préfère ne pas intervenir étant donné le statut important du médecin dans la communauté. En colère, Rick confrontera Anderson lui-même et les deux hommes se battront violemment. L’incident décidera Douglas à séparer les Anderson. Devenu fou de colère et de vengeance, Pete attaquera Rick en public avec un couteau. Mais c’est Regina Monroe qui sera assassinée alors qu’elle tentait de raisonner Anderson. Cet acte poussera Douglas à accepter l’exécution de Pete, que Rick effectuera lui-même. Ses funérailles auront lieu en même temps que celles de Scott et de Regina, à la grande désapprobation de Douglas. Il est par erreur nommé Pete Dotson dans un numéro.
- Jessie Anderson : femme de Pete et mère de Ron. Femme battue, elle reste discrète à ce sujet, mais finit par s’ouvrir à Rick, qui avait des soupçons à propos de Pete. Après la mort de son mari, elle reste seule avec Ron. Durant l’invasion de zombies à Alexandria, elle s’installe chez les Grimes avec son fils. Rick et elle ont alors une liaison, ce qui la fait se sentir un peu coupable vis-à-vis de Pete. Espérant emmener Carl, Jessie et Ron à l’abri hors de la communauté remplie de Rôdeurs, Rick aura l’idée de sortir, couvert de sang et d’organe de morts-vivants afin de camoufler leur odeur. Confiante Jessie le suit. Mais le petit Ron, pris de panique se fait repérer et dévorer. Ne pouvant se résoudre à l’abandonner, Jessie reste et se fait tuer également. Leurs corps seront plus tard enterrés au cimetière d’Alexandria.
- Ron Anderson : jeune fils de Pete et Jessie. Portant un coquard à l’œil droit, il sera rapidement remarqué par Rick, qui se méfiera alors de Pete Anderson. Après le décès de son père, Ron vivra seul avec sa mère et s’installera avec Rick et Carl lors de l’invasion de la horde de Rôdeurs. Espérant emmener Carl, Jessie et Ron à l’abri hors de la communauté remplie de Rôdeurs, Rick aura l’idée de sortir, couvert de sang et d’organe de morts-vivants afin de camoufler leur odeur. Pris de panique au milieu des morts-vivants, le petit garçon sera repéré et dévoré sous les yeux de sa mère.
- Nicholas : résident d’Alexandria, mari de Paula et père de Mikey. Il a une brève altercation avec Rick lors de la dispute de leurs fils, mais les tensions s’apaisent rapidement. Nicholas combat les Rôdeurs lors de l’invasion d’Alexandria par les zombies et participe ensuite à la construction des tranchées. Fâché de ce travail ingrat et convaincu que Rick fait plus de mal que de bien en étant à la tête de la communauté, il fomente un complot avec Spencer et Olivia. Mais il est rapidement lâché par ses complices lorsqu’il s’en prend violemment à Glenn, qui avait entendu leur conversation. Il est arrêté par Rick, qui l’épargne, jugeant que l’union fait la force. Par la suite, Nicholas s’excuse et prend plus de place dans le cercle fermé de Rick. Il participe à l’assaut du Sanctuaire et rentre à Alexandria auprès de sa famille. Après l’attaque à la grenade de Negan, il décide de partir à la Colline, ce qui décide Rick à évacuer complètement Alexandria. Durant l’assaut des Sauveurs sur la Colline, il est blessé par un couteau infecté au sang de Rôdeur. Il décède peu de temps après, terrassé par la fièvre.
- Paula : femme de Nicholas et mère de Mikey. Elle est discrète avant la guerre contre les Sauveurs, où elle verra mourir son mari. Après la chute de Negan, elle se réinstalle à Alexandria, où elle occupe un poste plus important. Elle s’engagera également dans l’armée contre les Chuchoteurs. Bien qu’elle ne monte pas au front avec Dwight, elle défendra Alexandria contre la horde des Chuchoteurs. Elle sera dévorée peu après la chute de la grille, laissant Mikey orphelin.
- Mikey : fils de Nicholas et Paula. Il a une brève altercation avec Carl lors de l’arrivée de celui-ci dans la communauté. Il reste en retrait durant la plupart des événements du fait de son jeune âge. Il est bouleversé par la mort de son père et Carl lui conseille de ne pas oublier ses sentiments car ils sont trop faciles à perdre. Après la chute des Sauveurs, il se met à travailler au moulin avec Olivia. Il ne s’engage pas dans l’armée d’Alexandria, mais encourage sa mère à se battre, se disant fier d’elle. À la mort de celle-ci, il est effondré, mais retrouve goût à la vie grâce à Rick et Annie. Dans le tome 33, Earl Sutton indique qu’il est devenu forgeron.
- Olivia : résidente d’Alexandria. Elle s’occupe des réserves de la communauté, ainsi que de l’armurerie. Gentille et souriante, c’est elle qui rafraîchit la coupe de Rick à son arrivée et qui intercède en faveur de Michonne qui désirait garder son sabre avec elle. Après l’attaque de la horde et la mort de Douglas, elle suit Nicholas dans son idée de faire partir Rick, mais se montre assez modérée. Elle reste en retrait lors de l’arrivée des Sauveurs (elle a seulement une brève altercation avec Negan) et ne combat pas. Après la chute et l’emprisonnement de Negan, elle gère le moulin de la communauté. Elle referme mal le cachot de ce dernier, lui donnant l’occasion de partir. Rick la grondera sévèrement et la menacera d’exil en cas de récidive. Elle meurt décapitée par Alpha en même temps que Josh, Carson, Tammy Rose, Luke, Erin, Ken, Amber, Larry, Oscar, Rosita et Ézéchiel.
- Tobin : chef de l’équipe de construction d’Alexandria. Il gère le groupe qui travaille hors des murs pour agrandir l’enceinte d’Alexandria et qui sert aussi d’équipe de sécurité à la communauté. Toutefois, ses méthodes de défense face aux attaques de Rôdeurs font souvent des victimes parmi ses hommes. Il préfère se battre en équipe, quitte à laisser les travailleurs isolés se débrouiller face aux morts. Ainsi, il abandonnera un de ses travailleurs, Holly, à la mort. La jeune femme ne devra sa survie qu’au courage d’Abraham. Se rendant compte de ses erreurs et de sa peur, Tobin laissera sa place de chef de chantier au sergent. Il meurt en défendant les murs d’Alexandria contre une horde de Rôdeurs.
- Holly : membre de l’équipe de construction d’Alexandria. Elle manque de mourir dévorée lors d’une attaque de Rôdeurs et est sauvée par le sergent Abraham Ford. Elle débute ensuite une relation amoureuse avec lui, le poussant à quitter Rosita Espinosa. Lors de la mort de son compagnon, tué par Dwight sur ordre de Negan, elle est effondrée. Plus tard, lorsque Alexandria et les autres communautés attaqueront le Sanctuaire, elle prendra la place de Rick pour défoncer la grille de l’abri des Sauveurs, rendant leur abri vulnérable. Captive de Negan, elle lui avoue se moquer de mourir depuis le décès d’Abraham. Le chef des Sauveurs la sauve ensuite d’une tentative de viol de la part d’un de ses hommes et la renverra finalement à Alexandria...sous forme de Rôdeur. Elle infectera Denise Cloyd et sera abattue par Rick. Son corps repose dans le cimetière d’Alexandria.
- Bruce : membre de l’équipe de construction. Ami d’Abraham, c’est un homme fort en gueule et courageux. Il meurt en défendant la grille d’Alexandria contre une horde de Rôdeurs.
- Barbara : résidente d’Alexandria. Elle propose à Michonne de lui faire à manger pour fêter son arrivée dans la communauté.
- Erin : résidente de la communauté. Elle est convaincue que Rick est un homme capable de les diriger et conseille à Spencer Monroe de rester un homme bien. Elle meurt décapitée en même temps qu'Olivia, Josh, Carson, Tammy Rose, Luke, Erin, Ken, Amber, Larry, Oscar, Rosita et Ézéchiel.
- Vincent : mari de Julia et père de Josh et résident d’Alexandria. On ne la voit pas durant la guerre contre les Sauveurs, mais il est dit qu’il vivait dans la communauté avant l’arrivée de Rick Grimes. Rendu furieux par la mort de son fils, tué par les Chuchoteurs, il s’alliera à Morton Rose pour forcer Rick à lancer une expédition punitive immédiatement. Agressant le chef d’Alexandria de nuit, Morton devient fou furieux et bat Rick à coups de canne. Vincent, jugeant que cela va bien trop loin, tente de s’interposer, mais est écarté violemment par son complice. Lorsque ce dernier meurt, il s’enfuit d’Alexandria mais est rattrapé par Michonne. Rick lui accordera son pardon et le fera entrer dans l’armée d’Alexandria. Il est d’abord chargé de trouver des renforts chez les Sauveurs, mais se fait rembarrer et voler son cheval par Tara. Vincent ne monte pas au front, mais combat vaillamment la horde des Chuchoteurs lorsque celle-ci déferle sur Alexandria. Il sera au chevet d’Andrea avec Julia.
- Julia : femme de Vincent et mère de Josh. Effondrée par la perte de son fils, elle garde néanmoins confiance en Rick, contrairement à son époux. Lors de l’invasion d’Alexandria par la horde des Chuchoteurs, elle luttera aux côtés de Vincent pour protéger les résidents les plus vulnérables. Le couple sera présent au chevet d’Andrea après la bataille.
- Josh : fils de Vincent et Julia, c’est un adolescent d’Alexandria proche de Carl Grimes. Il meurt décapité par Alpha et sa tête est exposée avec celles d’Olivia, Carson, Tammy Rose, Luke, Erin, Ken, Amber, Larry, Oscar, Rosita et Ézéchiel.
- Siddiq : résident d’Alexandria. Il les a rejoints après la guerre contre les Sauveurs, alors qu’il remontait la côte depuis Miami. Travaillant à la construction de la foire, il est aussi un ami proche d’Andrea. Durant la guerre contre les Chuchoteurs, il s’engage dans l’armée et reste garder Alexandria durant la bataille contre la Horde menée par Dwight. Il se cache dans la maison d’Eugene lors de l’envahissement de la communauté et tombe sur le poste de radio de celui-ci, apprenant la correspondance d’Eugene avec Stephanie, une femme en Ohio. Il prévient alors Rick, qui convient d’une rencontre avec la communauté inconnue. Siddiq accompagne alors Eugene, Michonne, Magna et Yumiko pour ce voyage diplomatique. Sur la route, il avoue à Eugene que Rosita et lui étaient secrètement en couple. Chamboulé, Eugene ne lui dit rien et le prend dans ses bras. Siddiq reste assez en retrait durant la visite de la Communauté et repart ensuite avec Eugene et Pamela Milton. Il ne participe pas au deuxième voyage, mais accompagne Carl, qui veut s’assurer que son père va bien.
- Annie : résidente d’Alexandria, elle vit dans la communauté avec son père. On ne la voit pas durant la guerre contre les Sauveurs, il est donc possible qu’elle ait rejoint Alexandria après la chute de Negan. Proche de Rick, c’est une jeune femme très volontaire. Elle s’engage dans l’armée d’Alexandria lors de la guerre contre les Chuchoteurs, mais reste dans la communauté lors de la bataille menée par Dwight. Elle fait partie des défenses lors de l’attaque de la horde immense des Chuchoteurs et se cache dans la maison d’Eugene avec Siddiq après la chute de la grille du camp. Elle se rapproche beaucoup de Mickey après la mort de Paula et lui conseille de mettre ses souffrances par écrit.
- Paul : résident d’Alexandria. On ne le voit pas durant la guerre contre les Sauveurs, il est donc possible qu’il ait rejoint Alexandria après la chute de Negan. Il tire dans la jambe de Marco, un membre de la colline, après l’avoir pris pour un Chuchoteur.
- Darius : patrouilleur chargé de garder la frontière du territoire. On ne le voit pas durant la guerre contre les Sauveurs, il est donc possible qu’il ait rejoint Alexandria après la chute de Negan. Il est attaqué par un groupe de Chuchoteurs (dont fait partie la jeune Lydia) et est poignardé à plusieurs reprises. Jésus parviendra à le sauver et à le ramener chez le docteur Carson de la Colline pour qu’il y soit soigné. Il est mis hors de danger, mais n’est plus revu par la suite.
- Anna : résidente d’Alexandria. Anna est une adolescente amoureuse de Carl Grimes. On ne le voit pas durant la guerre contre les Sauveurs, il est donc possible qu’elle ait rejoint Alexandria après la chute de Negan.
- Carlos : sentinelle d’Alexandria. On ne le voit pas durant la guerre contre les Sauveurs, il est donc possible qu’il ait rejoint Alexandria après la chute de Negan.

### Les pilleurs
- Derek : chef d’une bande de pillards. Il se présente aux portes d’Alexandria et exige la reddition de Rick. Pris par surprise par les soldats de la communauté, il est abattu par Andrea, postée en sniper dans sa tour.

### La Colline
Basée à une journée de cheval d’Alexandria et située en haut d’une colline, d’où son nom. Il s’agit d’une imposante demeure, nommée la « maison Barrington », de quelques caravanes, d’une forge, d’enclos et de potagers, d’un château d’eau, le tout entouré de hauts murs fait de tôles et de poutres. La communauté compte environ deux cents personnes selon Jésus. Elle est dirigée par Gregory, puis par Maggie.
- Paul Monroe/Jésus : éclaireur de la Colline. Jésus un homme réfléchi et d’un naturel souriant. Il est également très habile au combat au corps à corps, maîtrisant parfaitement les arts martiaux. Son surnom lui vient d’une certaine ressemblance avec Jésus-Christ (longs cheveux noirs et barbe fournie). C’est également un grand lecteur. On découvre dans le tome 21 qu’il est en couple avec un certain Alex. Il rencontre Rick en prenant contact avec Alexandria. Les débuts sont assez difficiles, mais un climat de confiance et une amitié entre les deux hommes commencent rapidement. Après la mort de Glenn et Abraham et une résignation apparente de Rick face à Negan, Jésus est secrètement envoyé par le chef d’Alexandria pour en apprendre plus sur les Sauveurs. Une fois sa mission accomplie, Jésus informe Rick et lui présente le « roi » Ézéchiel afin de combattre Negan à ses côtés. Face à la lâcheté de Gregory, chef de la Colline totalement soumis aux Sauveurs, Jésus organise lui-même le recrutement et l’organisation des combattants de la Colline durant la guerre. Fidèle à lui-même, il est le seul à ne pas plier au chantage de Gregory, imposant à ses hommes de ne pas combattre sous peine de bannissement et reste aux côtés de Rick durant la guerre, voyant en lui un chef que les gens peuvent suivre. Après la chute de Negan, il devient patrouilleur, travaillant souvent à Alexandria pour détourner les hordes de Rôdeurs (il rencontre et sauve le groupe de Magna à cette occasion). Il a également rompu avec Alex. Durant une patrouille, son groupe est attaqué et massacré à coups de couteau par des hommes déguisés en zombie : les Chuchoteurs. Jésus parvient à les battre et ramène son ami Darius à la Colline afin qu’il soit soigné. Il capture également une jeune Chuchoteuse, Lydia, que Maggie et lui tentent d’interroger, sans résultats. Il sauve également la jeune Greene d’une tentative d’assassinat de Gregory et encourage Maggie à le mettre à mort par la suite. Il participe activement à la guerre contre les Chuchoteurs, durant laquelle il se rapproche d’Aaron, jusqu’à se mettre en couple avec lui. Après la guerre, il combat Beta, un des derniers Chuchoteurs et parvient à le tuer, avec l’aide d’Aaron. Il accompagne ensuite Carl à la Communauté et participe au cortège funèbre de Rick. Dans le tome 33, Aaron et Jésus travaillent comme bateliers et sont apparemment toujours en couple.
- Gregory : chef de la Colline. Gregory est un homme lâche, totalement soumis à Negan. Il ne participe presque pas à la vie de la communauté, allant jusqu’à ignorer leur nombre exact, pourtant connu de Jésus. Il demande d’abord à Rick de les débarrasser de Negan et de son groupe, mais panique dès qu’il apprend l’abandon d’Alexandria à la suite de l’exécution de Glenn. Il ne voit pas d’un bon œil l’alliance entre ses hommes, Rick et Ezéchiel. Pensant éviter un bain de sang qu’il juge inutile et pour se protéger des foudres de Negan, il dénonce les activités de Rick et déclare la neutralité de la Colline dans le conflit, menaçant même ses hommes d’exiler leurs familles s’ils ne cessent pas la combat. Cette décision sera ouvertement contestée par Maggie, qui prendra alors la tête de la communauté, laissant Gregory sans soutien. Après la chute de Negan, le chef déchu réside encore à la Colline et ne manque pas une occasion de critiquer Maggie. Après la bagarre entre Sophia, Carl et Brandon Rose, il proposera aux parents de ce dernier de l’aider à tuer Maggie. Il tente alors d’empoisonner la jeune femme, mais échoue et est démasqué par Jésus. Sa tentative de meurtre et la trahison des Rose convainc Maggie de l’éliminer. Gregory est donc pendu publiquement. Cet acte sera le sujet d’une dispute entre Rick et Maggie.
- Kal : garde du mur de la Colline. Ami de Jésus, il tente de le dénoncer aux Sauveurs lorsqu’il apprend l’existence des plans de Rick pour faire tomber Negan, par crainte d’une guerre sanglante. Jésus parvient à le raisonner et Kal participe à l’assaut du Sanctuaire. Toutefois, il doit s’arrêter et repartir à la Colline lorsque Gregory proclame leur neutralité dans le conflit. Il fait ensuite partie des renforts menés par Maggie à Alexandria. Il est abattu lors de l’assaut des Sauveurs sur la Colline.
- Eduardo : garde du mur de la Colline, il est armé d’une lance. Il s’entend plutôt bien avec Kal.
- Dr Harlan Carson : médecin de la Colline. Professionnel, il est en général vu dans son infirmerie où il soigne la plupart des blessés. Il surveille notamment la grossesse de Maggie et soigne Heath lors de son amputation. Carson se montre toutefois incapable de sauver Nicholas, infecté par une arme empoisonnée au sang de zombie. Il conserve son poste après la chute de Negan. Harlan perd ensuite son frère, tué par les Chuchoteurs.
- Ethan : résident de la Colline. Il est chargé de procéder aux échanges avec les Sauveurs. Un de ces échanges tourne mal et Ethan est renvoyé sans son équipe, avec l’obligation de tuer Gregory pour les revoir. Il s’exécute, mais est maîtrisé par Rick, qui le tue pendant la bagarre.
- Wesley : résident de la Colline. Il prévient Gregory du retour d’Ethan, sans se douter des intentions de ce dernier.
- Brianna : résidente de la Colline et mère de Johnny. Les zombies lui ont pris son mari, sa fille ainsi que la plupart des membres de sa famille. Elle garde toutefois la tête haute et reste fière. Elle ne cache pas son mépris pour Gregory. Maggie et elle deviennent rapidement amies et elle encourage la jeune femme à prendre la tête de la Colline. Après la chute de Negan, elle devient la nounou d’Hershel, le jeune fils de Maggie. Lors de l’assaut de la Colline par les Chuchoteurs, elle est bloquée dans la Maison Barrington par un incendie, mais se fait secourir par son fils Johnny et Carl Grimes. Elle accompagnera Maggie à la Communauté et assistera au cortège funèbre de Rick. Dans le tome 33, Sophia dit qu’elle réside dans une ville, plus adaptée aux personnes âgées.
- Johnny : fils de Brianna. Il est âgé de douze ans dans le tome 19 et de quinze ans dans le tome 26. Il sauve sa mère avec l’aide de Carl lors de l’incendie de la Colline.
- Earl Sutton : forgeron de la Colline et grand ami de Jésus. Bienveillant et sympathique, la plupart des gens l’apprécie beaucoup. Il fabrique la plupart du matériel, ainsi que plusieurs armes de sa communauté (notamment des épées et des lances). Il construit également la prothèse de Rick. Après la chute de Negan, il prendra Carl Grimes comme apprenti, en plus de Rolland. Il défendra également la Colline lors de l’incendie causé par les Chuchoteurs. Dans le tome 33, Earl est un vieil homme vivant seul avec ses chiens dans une ferme proche de celle de Carl, dont il est resté proche.
- Dante : patrouilleur de la Colline. D’un caractère joyeux et plaisantin, il est également amoureux de Maggie et plaisante souvent avec elle, la draguant assez lourdement. Bien qu’elle se montre dure avec lui, elle l’apprécie beaucoup. Dante part à la recherche de Ken, disparu lors d’une patrouille hors du territoire. Il combat un groupe de Chuchoteurs et en tue plusieurs avant de comprendre qu’il s’agit d’humains portant des peaux de Rôdeurs. Il est ensuite capturé par Alpha et sert de monnaie d’échange contre la fille de cette dernière, prisonnière de la Colline. Il tente de retrouver Carl, parti à la recherche de la jeune fille, mais échoue. Il escorte ensuite Rick, Andrea et Michonne jusqu’au territoire des Chuchoteurs afin de retrouver le jeune Grimes. Durant la guerre contre le groupe d’Alpha, il reste à la Colline aux côtés de Maggie et lutte contre les Chuchoteurs lorsqu’ils incendient la communauté. Sur ordre de Maggie, il piste Negan, libéré par Rick après sa contribution à la victoire contre les Chuchoteurs. Maggie et lui se mettent en couple par la suite, malgré la désapprobation de Sophia.
- Oscar : habitant de la Colline, il est assez proche de Maggie. On le reconnaît bien grâce à sa barbe tressée. Il est décapité par Alpha en même temps qu'Olivia, Josh, Carson, Tammy Rose, Luke, Erin, Ken, Amber, Larry, Rosita et Ézéchiel.
- Marco : éclaireur de la Colline. On ne le voit pas durant la guerre contre les Sauveurs, il est donc possible qu’il ait rejoint la Colline après la chute de Negan. Il se perd hors du territoire de la Colline avec son partenaire Ken, blessé. Il tente de le ramener à la communauté, mais le duo est attaqué par des Rôdeurs sur le chemin et Marco entend les morts parler, ce que tout le monde croyait impossible. À bout de forces, il laisse Ken dans une grange et revient à la Colline à demi-inconscient. Personne ne croit à son histoire et Marco est rongé par la culpabilité d’avoir perdu son ami. Peu après, Ken est rendu à la Colline en échange de Lydia et le duo se retrouve. Toutefois, le décès de son ami, exécuté par les Chuchoteurs, pousse Marco à s’engager dans l’armée d’Alexandria. Il sera alors blessé à la jambe par Paul, un résident d’Alexandria l’ayant pris pour un Chuchoteur infiltré.
- Ken : éclaireur de la Colline. On ne le voit pas durant la guerre contre les Sauveurs, il est donc possible qu’il ait rejoint la Colline après la chute de Negan. Il est blessé à la jambe lors d’une chute de cheval. Se trouvant hors du territoire de leur communauté, lui et son partenaire Marco doivent rentrer à pied, ce qui leur prend des heures. Sur leur route, ils échappent à une meute de Rôdeurs et ont la surprise d’entendre des murmures parmi les morts. Ne pouvant continuer, Ken se cache dans une grange abandonnée tandis que Marco part chercher du secours. Dante part avec deux hommes pour le récupérer, mais Ken demeure introuvable. Il est en réalité captif des Chuchoteurs. Il sera rendu à Maggie en échange de Lydia, mais meurt décapité par Alpha peu après, en même temps qu'Olivia, Josh, Carson, Tammy Rose, Luke, Erin, Amber, Larry, Oscar, Rosita et Ézéchiel.
- Tammy Rose : femme de Morton et mère de Brandon. On ne la voit pas durant la guerre contre les Sauveurs, mais elle dit résider à la Colline depuis plus longtemps que Maggie. Lorsque son fils sera battu par Carl, elle refusera de croire que ce dernier a agi pour protéger Sophia des coups de Brandon. Elle menace Maggie, qui décide de croire Carl, Sophia ayant confirmé la version de ce dernier. En réalité, la bagarre, aussi violente soit-elle, ne sera qu’un prétexte pour Gregory qui tentera de convaincre les Rose d’éliminer Maggie. Une fois la trahison de Gregory découverte, Tammy s’excusera auprès de Maggie. Elle mourra décapitée par Alpha en même temps qu'Olivia, Josh, Carson, Luke, Erin, Ken, Amber, Larry, Oscar, Rosita et Ézéchiel.
- Morton Rose : mari de Tammy et père de Brandon. Lorsque son fils sera battu par Carl, il refusera de croire que ce dernier a agi pour protéger Sophia des coups de Brandon, tout comme sa femme. Il refuse la proposition de Gregory, jugeant qu’il va trop loin. Mais voir Carl libre, tandis que son fils reste à l’infirmerie, fait apparemment changer sa vision des choses : il accepte d’aider Gregory dans ses projets, si celui-ci élimine également Carl. Lorsque la trahison de Gregory est découverte, il n’est pas banni de la Colline. Après le meurtre de Tammy, décapitée par les Chuchoteurs, il exige des représailles immédiates de la part de Rick, mais celui-ci refuse, préférant attendre d’avoir plus d’informations. Fou de rage, il s’allie alors à Vincent pour agresser Rick, dans le but de lui faire peur et de le convaincre d’accepter de mener une attaque immédiate. Mais Morton perd son sang-froid et bat Rick à coup de canne. Ce dernier, bien qu’à demi-inconscient à cause des coups, réussi à égorger Morton. Son décès rendra son fils ivre de vengeance.
- Brandon Rose : fils de Morton et Tammy. Brandon est un adolescent brutal, prenant plaisir à martyriser les plus faibles, ce qui le met en conflit avec Sophia. Le garçon décidera alors de se venger et attaquera Carl et Sophia avec un de ses amis. Il frappera Carl avec une brique et battra Sophia presqu’à mort. Le jeune Grimes interviendra et battra Brandon et son ami à coups de pelle. Cet acte sauvera Sophia mais attirera également à Carl (et à Maggie qui le défend) les foudres de la famille Rose, manipulée par Gregory. Après l’exécution de ce dernier, Brandon et ses parents se rendront à la grande foire d’Alexandria. C’est là que sa mère sera enlevée et tuée par les Chuchoteurs. Comme son père Morton, Brandon voudra la venger immédiatement. Face au refus de Rick d’intervenir sans réfléchir, Morton explosera et agressera l’ancien policier violemment. Il sera tué pendant l’altercation, faisant de Brandon un orphelin, blessé et vengeur. Il s’en prendra d’abord à Rick, mais ce dernier le maîtrisera et lui fera comprendre qu’il connaît les manigances de sa famille et qu’il est capable de le tuer à la moindre incartade de sa part. Fou de rage, l’adolescent décidera de prévenir les Chuchoteurs de l’existence de l’armée d’Alexandria, espérant voir les deux groupes s’entretuer. Pour ce faire, il convainc Negan, alors enfermé à Alexandria, de lui venir en aide. Mal lui en prend car l’ancien chef des Sauveurs le tuera dès leur arrivée à la frontière du territoire des Chuchoteurs.
- Brian : résident de la Colline. C’est un adolescent, ami de Sophia, Celle-ci le défend contre Brandon Rose et le fils Harlan qui voulaient le battre. Cette action vaudra à la jeune fille de se faire frapper presqu’à mort par les deux garçons.
- Larry : Résident de la Colline. Il fabrique du vin avec son ami Louie et le vend à la foire. Il est décapité par Alpha en même temps qu'Olivia, Josh, Carson, Tammy Rose, Luke, Erin, Ken, Amber, Oscar, Rosita et Ézéchiel.
- Louie : Résident de la Colline. Ami et associé de Larry dans la fabrication de vin. L’exécution de celui-ci par les Chuchoteurs le touche beaucoup.
- Samuel : résident de la Colline. Il frappe Rick après que ce dernier ait égorgé Ethan. On le verra occasionnellement par la suite, jusqu’à son décès lors d’un combat contre les Chuchoteurs.
- Alex : infirmier de la Colline. Il est le petit ami de Jésus, mais finit par le quitter et se mettre en couple avec Wes. Leur relation reste toutefois ambiguë, car ils conservent toujours une attirance l’un pour l’autre. Alex encourage ensuite Jésus et Aaron à se mettre en couple, les trouvant assortis par leurs caractères.
- Wes : résident de la Colline. C’est le petit ami d’Alex.
- Doug : patrouilleur de la Colline. Il meurt tué dans une embuscade de Chuchoteurs alors qu’il cherchait Ken avec Dante.
- Rolland : résident de la Colline. C’est le jeune apprenti du forgeron Earl Sutton.
- Hershel Greene : fils de Glenn et Maggie et frère adoptif de Sophia. Il naît entre le tome 21 et 22. C’est donc un jeune enfant durant les événements des tomes 22 à 32 et il n’a pas de rôle important dans l’histoire. Dans le tome 33, Hershel, désormais un jeune homme, dirige un cirque ambulant, avec des Rôdeurs comme attraction principale. Sa mère le laissant agir à sa guise, il se moque des lois et se comporte comme un enfant gâté. Il portera plainte contre Carl Grimes lorsque ce dernier tuera « ses » zombies et l’affaire sera portée au tribunal, où Hershel n’obtiendra pas gain de cause. Il en voudra à Carl et lui expliquera que les Rôdeurs sont sa seule manière de se rapprocher de son père défunt, dont personne ne parle dans les livres d’histoire, contrairement à Rick Grimes.

### Les Sauveurs
Un groupe au nombre de membres indéterminé, mais suffisamment nombreux et organisé pour tenir tête à trois communautés en même temps. Le groupe est divisé en plusieurs avant-postes, mais le gros des troupes se situe dans le Sanctuaire, une usine entourée de grillages et d’une barrière de Rôdeurs attachés les uns aux autres. Outre les soldats, plusieurs personnes inoffensives résident au Sanctuaire. L’organisation des Sauveurs est basée sur des règles imposées par Negan, qu’ils vénèrent. Les gens doivent travailler en échange de points leur permettant de manger et se soigner. Les seuls à échapper à cette règle sont Negan et ses cinq « épouses ». La plupart de leurs ressources leur viennent des tributs que leur versent les autres communautés. Après la chute de Negan, Dwight prendra la tête des Sauveurs et ils contribueront à leur tour au commerce inter-communautés en fournissant divers matériaux. Après le départ de Dwight, son ex-femme, Sherry, mènera une attaque sur Alexandria, voulant imposer la sécession des Sauveurs à Rick. Seul l’intervention de Negan les convaincra de revenir à l’entente entre communautés.
- Negan : chef des Sauveurs. Negan est un homme violent, décontracté et souriant. Il adore le chaos et la violence et s’exprime en général par un langage rempli de jurons et d’allusions graveleuses. Il prend plaisir à voir les autres se soumettre à sa volonté et règne en tyran sur son groupe et sur les autres communautés, gouvernant avant tout en inspirant la peur. Negan est homme intelligent et manipulateur, très doué pour mener ses hommes par son charisme. Son arme favorite est « Lucille », une batte de baseball cerclée de fil barbelé (les origines de cette arme sont décrites dans le Spécial Negan) à laquelle il voue une véritable affection et presque un culte. Negan avoue tout de même avoir une aversion profonde pour le viol et va jusqu’à égorger un de ses hommes qui tentait de violer Holly (ce qui est assez paradoxal, car il est entouré d’un harem de femmes qui lui sont réservées). Il peut également montrer de l’honneur dans certaines circonstances, comme lorsqu’il tue Spencer, ne supportant pas que le jeune homme complote lâchement contre Rick. Negan apparait pour la première fois lorsqu’un groupe de Sauveurs coince Rick, Carl, Michonne, Glenn, Maggie, Sophia et Heath en plein bivouac. L’ancien policier a en effet refusé de se soumettre et a massacré deux groupes de Sauveurs venus les attaquer. Negan décide alors de les punir et massacre sauvagement Glenn (choisi au hasard) à coups de batte de baseball. Cet acte marquera le début de la guerre contre les Sauveurs et l’alliance de trois communautés contre Negan. Confiant au début, le chef des Sauveurs se présente à Alexandria, devant un Rick complètement soumis (en apparence) et fait une rafle dans leurs réserves. De retour dans le camp des Sauveurs, le Sanctuaire, Negan fait face à Carl Grimes, armé et vengeur et lui échappera de peu. Contre toute attente, il ne fera rien au jeune garçon, à part le terrifier, et le rendra à son père. Lors d’une nouvelle visite à Alexandria, Negan tuera Spencer Monroe, alors que le jeune homme lui avait proposé de tuer Rick pour le remplacer. Fou de rage, Rick tentera de tuer Negan, mais sera arrêté par des tireur embusqués. Les Sauveurs sont néanmoins obligés de fuir face au renfort du Royaume et Carl tirera même une balle sur Lucille, ce qui mettre son propriétaire dans une rage folle. Désormais convaincu de la réalité du conflit, Negan déclare à ses hommes qu’ils entrent en guerre. Il subit ensuite une attaque massive de Rôdeurs orchestrée par Rick. Il parviendra toutefois à s’en tirer et attaquera Alexandria à coups de grenades. Les dégâts occasionnés par les explosions seront très graves, mais les Sauveurs devront à nouveau se replier face aux renforts menés par Maggie Greene. De retour au Sanctuaire, Negan interroge Eugene Porter, captif des Sauveurs et le menace d’émasculation s’il ne coopère pas. Il dirige ensuite l’ultime attaque des Sauveurs sur la communauté de la Colline (durant laquelle il fait empoisonner ses armes au sang de Rôdeur), puis confronte Rick en personne. L’ancien policer parvient à le raisonner et Negan se rend compte alors de ses erreurs et acceptera de suivre Rick dans ses projets de reconstruction de la civilisation. Le chef d’Alexandria l’égorgera alors et les deux hommes se battront violemment. Avant de tomber dans l’inconscience, Negan réussira à casser la jambe de Rick, qui insistera pour que le Dr Carson sauve le chef des Sauveurs avant lui. Dwight, le bras droit de Negan (qui aidait Alexandria depuis le début), prendra alors la tête des Sauveurs et les poussera à arrêter le combat. Negan considèrera par la suite que le fait d’avoir mis Dwight plus bas que terre avait été sa seule erreur. Sur l’insistance de Rick, Negan échappera à l’exécution et sera enfermé dans un cachot d’Alexandria. Isolé durant deux ans, ses seules visites sont Carl, Rick et d’autres personnes chargées de le nourrir et de le laver. Cette peine le fera toutefois réfléchir et, il refusera de s’évader lorsqu’il en aura l’occasion, afin de prouver sa loyauté à Rick. Devant l’incrédulité et le mépris du chef d’Alexandria, Negan finit par s’énerver et dit à Rick que s’il est enfermé ici, c’est parce qu’il n’y a plus que lui pour prouver à l’ancien policier qu’il est encore un homme bien, malgré ses actes passés. Après l’exécution massive orchestrée par Alpha et la panique parmi les communautés, Rick ira demander conseil à Negan, qui parviendra à l’éclairer. Cette discussion perturbera Rick, qui se montrera moins méfiant à l’égard de son ennemi. Plus tard, Brandon Rose viendra libérer Negan, afin qu’il l’aide à alerter les Chuchoteurs. L’ancien chef des Sauveurs acceptera et partira sur le territoire d’Alpha (après avoir tué Brandon). Intercepté par Beta, il sera accepté chez les Chuchoteurs, dont le mode de vie le révulsera. Il finira tout de même par gagner la confiance d’Alpha et lui avouera que la mort de sa femme l’a brisé et qu’il est comme mort depuis, ne ressentant rien. Ces confidences le rapprocheront suffisamment de la cheffe des Chuchoteurs pour la tuer et ramener sa tête à Rick. Malgré l’opposition d’Andrea, il sera autorisé à participer à la bataille et gagnera le droit de vivre hors des murs d’une communauté dans un avant-poste. Negan acceptera et, lors d’un duel avec Beta, récupérera Lucille des mains de Dwight. La batte se brisera néanmoins sur le dos du Chuchoteur, ce qui rendra Negan fou de douleur. Il enterrera sa batte comme une véritable personne et fleurira sa tombe. En réalité, enterrer son arme équivaut à enterrer sa femme, chose qu’il n’a jamais pu faire et qu’il regrette plus que tout. Peu après, il sauvera Rick durant l’invasion d’Alexandria, mais échouera à se lier d’amitié avec lui. Negan réussira ensuite à convaincre les Sauveurs de ne pas s’en prendre à Alexandria et de continuer le commerce avec eux. Après la victoire sur les Chuchoteurs, Negan partira et vivra seul. Maggie tentera de le tuer, chose qu’il acceptera, allant même jusqu’à la supplier d’en finir. La veuve de Glenn l’épargnera, lui intimant de vivre avec ses crimes. Il n’apparait pas dans les tomes 30, 31 et 32. Dans le tome 33, Carl Grimes livre de la nourriture devant une maison avec la tombe de Lucille, sans le voir. Il est toutefois précisé par Robert Kirkman dans sa conclusion que Negan est toujours en vie. Le Spécial Negan nous en apprend plus sur ses origines : prof de sport dans un lycée et mari infidèle, Negan a été détruit par la mort de sa femme Lucille, atteinte d’un cancer. Il survivra, changeant souvent de compagnons de route jusqu’à rencontrer un groupe mené par Dwight. Son charisme et ses compétences le propulseront rapidement à la tête du groupe, auquel se rajouteront d’autres survivants par la suite... jusqu’à former les Sauveurs.
- Dwight : mari de Sherry et bras droit de Negan. Reconnaissable à son visage partiellement brûlé par Negan pour le punir, Dwight a tout du bon soldat, prêt à tout pour servir son chef. Son arme fétiche est une arbalète. Il tue Abraham Ford et prend Eugene Porter en otage, exigeant en échange la reddition d’Alexandria. Il essuie à cette occasion une violente défaite, se faisant notamment mordre l’entrejambe par Eugene. Il tente plus tard de réattaquer la communauté, mais se fait capturer et emprisonné par Andrea. Rick le fera ensuite libérer, afin de ne pas fâcher Negan, qui s’est récemment rendu responsable de la mort de Glenn. L’ancien policier fait en réalité suivre Dwight par Jésus afin de repérer le camp des Sauveurs. De retour au Sanctuaire, il retrouve son chef et parvient à maitriser Carl, entré clandestinement dans l’enceinte du camp pour tuer le leader des Sauveurs. On découvre à cette occasion qu’il ne respecte pas autant Negan qu’il voudrait le faire croire. Il finit par dévoiler son double-jeu à Rick, qui ne lui fait pas confiance, mais lui laisse une chance de les aider. Dwight révèle alors que Negan tient sa femme et qu’il le force à obéir. Durant l’attaque du Sanctuaire, il n’intervient pas directement et se contente d’empêcher les renforts d’être prévenus. Il ne parvient pas non plus à délivrer Holly, captive depuis la bataille. Il aide encore une fois le groupe de Rick durant l’assaut d’Alexandria mené par les Sauveurs à coups de grenades. Après la capture d’Eugene Porter, il lui révèle ses projets, qu’Eugene ne croit pas tout de suite, jusqu’à que Dwight le fasse réellement évader. Lors de la bataille de la Colline, opposant les Sauveurs aux troupes de Rick, d’Ézéchiel et de la Colline, il tire un carreau d’arbalète sur l’ancien policier, contraint par Negan, mais se débrouille pour que le projectile ne soit pas infecté au sang de zombie. Lors de la bataille finale et la chute de Negan, il parvient à convaincre les Sauveurs de cesser le combat et prend leur tête, travaillant à la paix avec Alexandria et les autres communautés. Toutefois, son rôle de chef ne lui convient pas et il préfère démissionner et rejoindre Alexandria pour mener la guerre contre les Chuchoteurs. Avec l’aide de Laura, sa nouvelle compagne (Sherry et lui s’étant séparés), il forme une armée et mène plusieurs opérations discrètes sur le territoire des Chuchoteurs, jusqu’à se confronter directement à eux lors d’une immense bataille. Il parvient à triompher, mais sa joie est de courte durée lorsque plusieurs milliers de Rôdeurs, envoyés par les Chuchoteurs, attaquent Alexandria. Peu après la bataille, il est capturé par Sherry et les autres Sauveurs, alors en retrait du conflit. Lorsque son ex-femme est tuée par Rick (en état de légitime défense), il reste très en colère contre lui et envisage de prendre sa place. Laura le pousse toutefois à oublier ces projets et se réconcilier avec Rick. La venue de la Gouverneuse Pamela Milton ne lui inspire rien de bon et il se montre très méfiant vis-à-vis de la Communauté. Une fois sur place, il se rend compte que le peuple vit dans un véritable état policier et décide alors de mener une révolte avec la complicité de Laura et de placer Rick à la tête de la Communauté. Il menace de tuer la Gouverneuse en la mettant en joue, mais est abattu par Rick avant qu’il ne puisse presser sur la détente. Son décès sera la source de la colère de Laura et précipitera la révolte dans la population. Dans le Spécial Negan, on en apprend plus sur sa rencontre avec Negan et sur la formation des Sauveurs.
- Sherry : femme de Dwight et « femme » de Negan. Elle fait partie du harem du chef des Sauveurs et, à ce titre, est exemptée de corvées et de travail mais doit en échange se montrer d’une fidélité absolue à son « mari ». Son aventure avec Dwight vaudra à celui-ci d’être défiguré par le chef des Sauveurs. Depuis cet épisode, le couple ne se parle plus, par colère et par peur. Après la chute de Negan, Dwight et Sherry ne se remettent pas ensemble, celle-ci trouvant un autre homme. Après la démission de Dwight, elle prend la tête des Sauveurs, avec à ses côtés John et Tara, et décide de cesser le commerce avec Alexandria et de rompre tout contact avec Rick. Sherry décide également de ne pas se mêler du conflit entre les Chuchoteurs et les autres communautés. En réalité, elle croit en la victoire de Rick et souhaite profiter de la faiblesse d’Alexandria et imposer la sécession des Sauveurs. Suivant son plan, elle mène son armée devant la grille de la communauté à la fin de l’attaque de la horde des Chuchoteurs. Sur le chemin, elle capture Heath, Laura et Dwight, sans la moindre émotion à l’égard de ce dernier. Rick accepte un entretien avec elle et tente de la raisonner, mais Sherry explose et l’attaque dans une crise de colère. Ce dernier la repousse et la fait accidentellement tomber contre une table, ce qui brise la nuque de son assaillante. Son décès sera une source de conflit entre Dwight et Rick. Dans le Spécial Negan, elle est vue dans le groupe mené par son mari, puis par Negan, duquel elle commence à se rapprocher. Dans certains numéros, elle est par erreur appelée Diane ou Debbie.
- Carson : frère d’Harlan Carson et assistant de Negan. On ignore comment il s’est retrouvé au service des Sauveurs. Lorsque Dwight planifie l’évasion d’Eugene, captif du Sanctuaire, Carson l’entend et, désireux de retrouver sa liberté, part à la Colline avec lui. Après la chute de Negan, il retourne vivre auprès de son frère. Il est décapité par Alpha en même temps qu'Olivia, Josh, Tammy Rose, Luke, Erin, Ken, Amber, Larry, Oscar, Rosita et Ézéchiel.
- Laura : soldate des Sauveurs et résidente du Sanctuaire. Elle n’est pas vue durant la guerre entre Rick et Negan, mais plusieurs éléments indiquent qu’elle y a participé. Amoureuse de Dwight, elle tente d’abord de le convaincre de ne pas démissionner de son poste de chef des Sauveurs, sans succès. Elle décide alors de l’accompagner à Alexandria pour combattre les Chuchoteurs. Habile aux armes, elle est d’un grand soutien à Dwight et reste toujours à ses côtés, même lors de son deuil de Sherry. Toutefois, elle ne supporte pas la colère de Dwight à l’égard de Rick et le quitte. Après réflexion, il ravale sa rancœur et se remet avec elle. Laura fait également partie du voyage à la Communauté, comme escorte de Rick. Elle partage les projets de son compagnon, qui envisage de renverser la Gouverneuse Milton. Après la mort de Dwight, abattu par Rick, Laura s’allie avec Mercer (en organisant son évasion) pour faire tomber Pamela et ses proches. Dans le tome 33, elle fait partie d’une équipe de sécurité sur un des chantiers d’Eugene Porter. Elle ne cache pas sa rancœur envers Rick.
- John : soldat des Sauveurs. Il est d’abord vu en train d’appréhender Jésus, qui pistait alors Dwight. Il affiche clairement son mépris envers les autres communautés et suit Sherry dans sa tentative de sécession. Il tente de mener un combat contre les Alexandriens après la mort de sa cheffe, mais se laissera convaincre par Negan de cesser les hostilités et de revenir dans la bonne entente entre les Sanctuaire et les autres communautés. John prend ensuite la tête des Sauveurs et affiche son envie de pacifier les siens et de commercer avec Rick.
- Tara : soldate des Sauveurs. Reconnaissable à ses nombreux piercings faciaux, elle est assez agressive. Elle est d’abord vue en train de capturer Jésus avec John. Après la chute de Negan, elle reste au Sanctuaire, où elle deviendra des plus fidèles soutiens de Sherry. La jeune femme se montre néanmoins inquiète face à la passivité de sa cheffe dans la guerre contre les Chuchoteurs. Comme les autres Sauveurs, elle la suit pour attaquer Alexandria, puis rentre au Sanctuaire, reprenant une vie normale. Dans le Spécial Negan, on apprend qu’elle était dans le tout premier groupe de Sauveurs rassemblés autour de Dwight, puis de Negan.
- Amber : petite amie de Mark et « femme » de Negan. Malheureuse avec le chef des Sauveurs, elle revoit son petit ami, Mark. Negan l’apprend et pose un ultimatum à la jeune femme : retourner auprès de Mark, à travailler pour gagner des points et manger, ou rester dans son harem avec ses privilèges. La mort dans l’âme et terrorisée, Amber choisit la deuxième option, ce qui vaudra à Mark de se faire bruler le visage en punition. Par la suite, les amoureux profiteront de l’évasion d’Eugene Porter pour quitter le Sanctuaire. Après la chute de Negan, Mark et Amber poursuivent leur relation, jusqu’à la mort de la jeune femme, décapitée par Alpha en même temps qu'Olivia, Josh, Carson, Tammy Rose, Luke, Erin, Ken, Larry, Oscar, Rosita et Ézéchiel.
- Mark : petit ami d’Amber. Ils ont une liaison après le « mariage » de celle-ci avec Negan, enfreignant les règles imposées par ce dernier. Mark se fait brûler la moitié du visage par le chef des Sauveurs en punition. Il fuit avec Eugene et Carson, emmenant Amber avec lui. Après la chute de Negan, les deux amoureux poursuivent leur relation, jusqu’à la mort de la jeune femme, tuée par les Chuchoteurs. Mark prend les armes et suit Sherry, nouveau chef des Sauveurs, pour attaquer Alexandria. Il rentre au Sanctuaire et reprend une vie normale par la suite.
- Christopher : jeune résident du Sanctuaire. On ne le voit pas durant la guerre, il est donc possible qu’il ait rejoint le Sanctuaire après la chute de Negan. Il travaille au potager.
- David : résident du Sanctuaire. Il tente de violer Holly, prisonnière de Negan, mais se fait égorger par son chef, ne supportant pas cet acte qu’il juge intolérable.
- Seth : soldat des Sauveurs. Il est abattu par Rick lorsque ce dernier tente d’assassiner Negan.
- Connor : soldat des Sauveurs. Il attaque Andrea alors que cette dernière se préparait à abattre Negan du haut de sa tour. Par sa supériorité physique, Connor domine la jeune femme et réussit presque à la faire tomber du toit. Miraculeusement, Andrea prendra le dessus et c’est Connor qui finira écrasé au sol.
- Mike : soldat des Sauveurs. Il participe à l’exécution de Glenn.
- Gary : soldat du Sanctuaire. Il meurt tué par une grenade renvoyée par Jesus.
- Donnie : soldat des Sauveurs. Il attaque Eugene, échappé du Sanctuaire. Par une ruse, ce dernier parviendra à le surprendre et à le pousser du haut d’un immeuble, tuant Donnie sur le coup. Carson le décrit comme un animal sans pitié, maintenu dans les avant-postes loin du Sanctuaire.
- Davis : soldat des Sauveurs. Il est abattu durant l’attaque de Negan sur Alexandria.

### Le Royaume
Communauté proche de Washington et basée dans une ancienne école, entourée de tentes et d’une barrière faite de bus alignés. Ils ont un jardin dans la salle de biologie de l’école, puis un potager extérieur. Le nombre de ses habitants est inconnu, mais il est indiqué qu’ils sont moins nombreux que les gens de la Colline. Leur chef est Ézéchiel, puis William.
- Ézéchiel (parfois orthographié Ezekiel) : chef du Royaume. D’un caractère excentrique et très charismatique, toujours accompagné de sa tigresse Shiva, il se fait appeler le « roi Ézéchiel » et gère sa communauté comme un véritable royaume, observant un code propre à son « rang » : il surnomme Michonne « gente dame » et se fait appeler « majesté » par Jésus. Ce dernier le présente à Rick comme un allié capable de combattre Negan à leurs côtés. Il déteste Gregory (ce qui est réciproque), lui reprochant sa lâcheté. Il est également sous le joug des Sauveurs, mais les déteste sans l’avouer ouvertement. C’est avec l’entrée en jeu d’Alexandria qu’il acceptera de se mêler du conflit (il est d’ailleurs le seul à accorder sa confiance à Dwight). Michonne n’apprécie pas ses manières théâtrales et le considère comme un arnaqueur. Ézéchiel, sensible au charme de la jeune femme, s’ouvre à elle et lui avoue les raisons de son jeu de rôle : ancien gardien de zoo et comédien amateur, il a remarqué que les gens sont rassurés par la présence d’un chef, ce qui les rends plus productifs, plus heureux. Ces aveux les rapprochent et ils se mettent en couple rapidement. Lors de la guerre contre les Sauveurs, Ézéchiel perd beaucoup d’hommes, ainsi que Shiva. Sur l’insistance de Rick et Michonne, il accepte de ne pas baisser les bras. Il continuera donc à lutter lors du combat final à la Colline. Par la suite, il reprend sa place au Royaume, abandonnant toutefois son jeu d’acteur. Il est assez touché par sa rupture avec Michonne et continue à l’aimer malgré tout. Il est décapité par Alpha en même temps qu’Olivia, Josh, Carson, Tammy Rose, Luke, Erin, Ken, Amber, Larry, Oscar et Rosita. Son décès touchera beaucoup ses « sujets » et particulièrement Michonne, reconnaissant avoir commis une erreur en rompant avec lui.
- William : résident du Royaume. On ne le voit pas durant la guerre contre les Sauveurs, il est donc possible qu’il ait rejoint le Royaume après la chute de Negan. Il prend la tête de la communauté après la mort d’Ézéchiel et envoie sans hésiter ses troupes en renforts contre les Chuchoteurs, ce que désapprouve ouvertement Zachary, son bras droit. Sympathique et raisonnable au premier abord, William révèle son côté sombre lorsqu’il glisse un couteau sous la gorge de Zachary et le menace de le tuer en cas de nouveaux désaccords. Par la suite, William aide Maggie à la reconstruction de la Colline et participe activement à la bonne entente entre les communautés.
- Zachary : résident du Royaume. On ne le voit pas durant la guerre contre les Sauveurs, il est donc possible qu’il ait rejoint le Royaume après la chute de Negan. Il devient le bras droit de William après la prise de pouvoir de celui-ci et s’oppose fortement à l’idée d’aider Alexandria dans la guerre contre les Chuchoteurs. William lui fera alors comprendre (en lui plaçant un couteau sous la gorge) qu’il ne doit plus contester ses décisions et que la survie du Royaume est sa priorité.
- Richard : chef de la sécurité du « roi » Ézéchiel. Il décède lors d’une attaque contre les Sauveurs. Son décès touchera beaucoup Ézéchiel, présent au moment de sa mort.
- Benjamin : patrouilleur du Royaume. On ne le voit pas durant la guerre contre les Sauveurs, il est donc possible qu’il ait rejoint le Royaume après la chute de Negan. Il est sévèrement réprimandé par Rick Grimes pour ne pas avoir assez bien surveiller la route reliant les communautés.
- Marcus : résident du Royaume. Il meurt poignardé par un Sauveur lors de la bataille de la Colline.
- Gus : patrouilleur du Royaume. On ne le voit pas durant la guerre contre les Sauveurs, il est donc possible qu’il ait rejoint le Royaume après la chute de Negan.
- Taylor : patrouilleur du Royaume. On ne le voit pas durant la guerre contre les Sauveurs, il est donc possible qu’il ait rejoint le Royaume après la chute de Negan.
- Brian : patrouilleur du Royaume. On ne le voit pas durant la guerre contre les Sauveurs, il est donc possible qu’il ait rejoint le Royaume après la chute de Negan.

### Groupe de Magna
Originaires de Richmond, ils ont d’abord vécu dans une maison de retraite, puis ont pris la route, pour des raisons assez floues. Ils ont perdu plusieurs de leurs membres en route, la plupart dévorés par des zombies. Jésus les rencontrera et les sauvera après avoir mené accidentellement une horde de Rôdeurs sur leur convoi.
- Magna : cheffe naturelle du groupe. Magna et ses amis rencontrent Eugene et Jésus alors que ceux-ci détournent une horde. Amenée à Alexandria, Magna se montre méfiante et tente d’en savoir plus sur Rick et les siens. Ses soupçons sont finalement dissipés par Andrea, qui la convainc de la bonne foi de la communauté. À la mort de son ami Luke, tué par les Chuchoteurs, elle s’engage dans l’armée d’Alexandria et participe activement à la guerre. La jeune femme est ensuite chargée d’escorter Eugene vers une nouvelle communauté. Durant le voyage, elle se met en couple avec Yumiko, une des membres de son groupe. On apprend à cette occasion qu’elle ne pouvait pas assumer son homosexualité avant l’épidémie à cause d’un père bigot. La Communauté ne lui plaît pas et elle ne participe pas au deuxième voyage. Rick la charge alors de diriger Alexandria. Elle part ensuite avec Maggie et participe au cortège funèbre de Rick. Dans le tome 33, elle est toujours vivante et en couple avec Yumiko. Elle est gréco-américaine.
- Yumiko : membre du groupe de Magna. Archère accomplie, elle est d’une grande efficacité contre les Rôdeurs. Comme ses amis, elle se montre méfiante à l’égard des Alexandriens, mais finit par trouver sa place dans la communauté. Elle est très active durant la guerre contre les Chuchoteurs, désireuse de venger la mort de son ami Luke. Après la guerre, elle escorte Eugene Porter vers une nouvelle communauté et se met en couple avec Magna durant le voyage. C’est elle qui révèle leur relation au groupe, lassée par les hésitations de Magna. Sa rencontre avec Princesse l’amuse et elle dit bien apprécier leur nouvelle compagne de route. Elle apprécie le confort de la Communauté, mais reste aux côtés de Magna à Alexandria lors du second voyage. Elle y retourne ensuite avec Maggie et participe au cortège funèbre de Rick. Dans le tome 33, elle est toujours vivante et en couple avec Magna.
- Connie : membre du groupe de Magna. Elle est assez discrète (Magna la décrit comme « la plus calme » du groupe). Elle se met en couple avec Kelly après leur arrivée à Alexandria. Comme ses amis, elle s’engage dans la guerre contre les Chuchoteurs. Durant une bataille, elle sera mordue au bras et devra être amputée. Elle s’en sort toutefois et continue le combat aux côtés de Kelly par la suite.
- Kelly : membre du groupe de Magna. Il est assez méfiant et en veut aux Alexandriens d’avoir, par inadvertance, dirigé une horde sur eux. Après son arrivée à Alexandria, il se met en couple avec Connie, mais continue de se méfier. Il considère que la guerre contre les Chuchoteurs n’est pas l’affaire de son groupe, ce qui énerve Magna qui considère Alexandria comme son nouveau foyer. Il est fortement déstabilisé par l’amputation de Connie, mais combat avec elle lors de l’attaque de la horde des Chuchoteurs sur Alexandria.
- Luke : membre du groupe de Magna. Il est apparemment amoureux de cette dernière et, comme elle, se méfie de la communauté d’Alexandria à son arrivée. Il finit par se détendre et prend goût à la foire des communautés. Il est décapité par Alpha et sa tête est exposée en même temps que celles de Olivia, Josh, Carson, Tammy Rose, Erin, Ken, Amber, Larry, Oscar, Rosita et Ézéchiel. Sa mort pousse Magna et ses amis à s’engager dans l’armée d’Alexandria.
- Bernie : membre du groupe de Magna. Il meurt dévoré lorsque la horde détournée par Jésus et Eugene rencontre accidentellement le convoi de Magna et ses amis.

### Bord de mer
- Pete : chef d’un petit groupe vivant de pêche, il accueille Michonne à son bord lorsque celle-ci quitte le Royaume. Capitaine compétent et d’un naturel souriant, c’est le fournisseur de poisson des autres communautés. Il ne participe pas à la guerre contre les Chuchoteurs.

### Les Chuchoteurs
Groupe de nomades, vivant au milieu des Rôdeurs grâce à des masques fait en peau de zombie. Ils se glissent dans une horde immense constituée de plusieurs milliers de Rôdeurs, qu’ils arrivent à piloter en se plaçant à leur tête. Ils ont quelques animaux d’élevage, mais se nourrissent en général de ce qu’ils trouvent sur leur route et/ou que les morts-vivants tuent (excepté les humains). Leur organisation est basée sur un dévouement et une obéissance totale à l’Alpha, que n’importe qui peut défier dans un duel à mort en cas de contestation de l’autorité. En cas de victoire du contestataire, il prend la place et le nom de l’Alpha. La loi du plus fort régit leur groupe, où le viol est toléré et où l’entraide est absente. Selon eux, les plus faibles ne doivent pas survivre. Leur nom vient du fait qu’ils communiquent en chuchotant pour ne pas attirer l’attention des Rôdeurs.
- Alpha (on ignore son véritable nom) : mère de Lydia et cheffe des Chuchoteurs. C’est une femme froide et habile au combat, exécutant fidèlement tous les principes de la philosophie des Chuchoteurs (elle va jusqu’à ignorer volontairement les viols que sa fille subit régulièrement). On la voit d’abord capturer Dante, puis l’échanger contre sa fille Lydia. Elle ne tue pas Carl lorsque ce dernier s’introduit dans leur groupe et le considère comme un faible, lui et les autres membres de sa communauté, considérant qu’ils vivent encore dans un monde qui a disparu. Afin de faire un exemple et de s’assurer la tranquillité de son groupe, elle enlève et décapite Olivia, Josh, Carson, Tammy Rose, Luke, Erin, Ken, Amber, Larry, Oscar, Rosita et Ézéchiel, exposant leurs têtes sur des piques pour marquer une frontière entre son territoire et Alexandria. Lorsque Rick viendra chercher son fils, elle montrera au chef d’Alexandria l’immense horde dont elle dispose afin de le décourager de mener un conflit contre les siens. Alpha bannira ensuite Lydia, espérant secrètement qu’elle trouvera une vie meilleure à Alexandria. Lorsque Negan se présentera à elle, elle se montrera méfiante, puis lui fera confiance, au point de lui confier ses regrets d’avoir laissé partir sa fille. Negan profitera de sa baisse d’attention pour la décapiter et ramènera sa tête à Rick. Malgré ses apparences rigides et inflexibles, Alpha est montrée comme une personne souffrante et regrettant d’avoir laissé sa fille souffrir.
- Lydia : fille d’Alpha. Âgée de seize ans, elle attaque un groupe de patrouilleurs menés par Darius et Jésus. Ce dernier parvient à la blesser et, pris de pitié, ne la tue pas. Ramenée et soignée à la Colline, elle est interrogée par Maggie, qui n’en tire que peu d’informations. Elle se lie aussi d’amitié avec Carl Grimes. Le jeune homme parvient à obtenir sa libération et se charge de la surveiller. Rapidement, les deux jeunes couchent ensemble et Carl apprend que plusieurs hommes des Chuchoteurs l’ont violée. Lydia est ensuite récupérée par Alpha, qui l’échange contre Dante et Ken. Carl la suit, malgré la désapprobation de celle-ci. Lorsque Rick viendra chercher son fils, Alpha bannira Lydia, espérant secrètement qu’elle trouvera une vie meilleure à Alexandria. Après l’exécution de douze membres des quatre communautés par la cheffe des Chuchoteurs, Andrea et Carl emmènent Lydia à la Colline, craignant des représailles de la part des familles en deuil. Sur place, le jeune couple continue sa relation, malgré la méfiance d’Andrea. Elle s’installe à la Colline avec Carl et participe à la défense lors d’une attaque de Chuchoteurs venus la chercher. Elle les tue froidement, choisissant définitivement son camp. Plus discrète à la fin de la guerre, elle n’accompagne pas Carl à la Communauté. Dans le tome 33, elle est l’équipière et l’escorte de Carl dans son métier de messager. On découvre aussi qu’elle est en couple avec un certain Conner.
- Beta : bras droit d’Alpha. C’est un colosse, tout en muscles, extrêmement fidèle à sa cheffe. Armé de deux couteaux, c’est un personnage dangereux et mystérieux, capable de tuer quiconque tenterait de voir son visage. Il capture Negan, alors évadé d’Alexandria, et l’emmène vers Alpha. Il ne supporte pas l’ex-chef des Sauveurs et propose de le tuer tout de suite, ce que sa cheffe refuse. Après le meurtre d’Alpha, il prend la tête des Chuchoteurs et lutte contre les soldats de Dwight. En combat singulier avec Negan, Beta est grièvement blessé et forcé de se replier. Il dirige également une attaque sur la Colline, pour récupérer Lydia. Après la défaite de ses troupes, il envoie son immense horde de Rôdeurs ravager Alexandria. Par la suite, il attaque Aaron et Jésus en plein bivouac. Ceux-ci parviennent à le tuer, non sans mal. Ils découvrent finalement que Beta était en réalité un célèbre basketteur, dont le nom n’est toutefois pas mentionné.
- Joshua : ami de Lydia et membre des Chuchoteurs. Il meurt lorsque son groupe attaque Jésus et Darius.
- Mike : père de Josh et mari d’une femme non-nommé. Il un membre récent des Chuchoteurs et a du mal à se faire à leur mode de vie. Lorsque Jésus tue Beta et dissout définitivement les Chuchoteurs, Mike et sa famille s’installent à la Colline.
- Josh : fils de Mike et d’une femme non-nommée. Comme ses parents, Josh est un membre récent des Chuchoteurs et ne parvient pas à se faire à leur mode de vie. Le jeune homme s’installe à la Colline avec ses parents et devient ami avec Carl Grimes. Il semble également intéressé par Sophia.

### Commonwealth
La Communauté est un immense réseau de villes, qui est constitué de cinquante mille personnes au total. La société est organisée en classes, dirigées par la « classe supérieur », elle-même dirigée par la Gouverneuse Milton. La répartition des classes se fait en fonction de la profession que la personne avait avant l’apocalypse. Par exemple, Michonne, autrefois avocate et associée dans son cabinet, est entrée dans les hautes sphères de la société directement. Pour les classes plus basses, il est possible de postuler pour un travail mieux rémunéré une fois par an et ainsi grimper les échelons avec une série d’évaluations pour accéder à la multitude de privilèges offerts par les hautes classes. La Communauté est protégée par une armée entraînée et disciplinée, chargée de maintenir l’ordre. Les soldats sont reconnaissables à leurs armures blanches (excepté celle de Mercer qui est rouge), les protégeant des morsures de zombies.
- Pamela Milton : mère de Sebastian et « Gouverneuse » de la Communauté (dans la version originale, elle est appelée Governor, ce qui peut se traduire plus simplement par « gouverneur »). Elle a perdu son mari et sa fille au début de l’apocalypse et veille sur son dernier enfant, Sebastian, afin de s’assurer qu’il prenne sa place dans le futur. Elle lui passe tout, y compris son comportement égoïste et prétentieux. Pamela accueille Michonne avec un grand sourire et l’aide à retrouver sa fille Elodie. Par la suite, elle rend visite à Rick à Alexandria. Malgré des discussions cordiales et respectueuses les deux chefs ne s’entendent pas sur la manière de gouverner, Pamela prônant une société faite de classes hiérarchisées et Rick préférant l’égalité. Elle devra faire face aux émeutes du peuple de sa Communauté et manquera de se faire tuer par Dwight, qui sera abattu par Rick. Par la suite, l’ancien policier l’aidera à fuir de nouvelles émeutes. La Gouverneuse reviendra peu après à la tête d’un groupe armé et lancera une attaque contre Rick, croyant que ce dernier voulait envahir la Communauté avec ses hommes. Rick parvient à l’en empêcher et la fera tomber sans violence, appelant les citoyens à nommer un chef qu’ils considèrent comme plus juste et plus légitime. D’abord emprisonnée, Pamela sera relâchée par Rick en personne. Après l’assassinat de ce dernier par Sebastian, elle condamnera, avec les larmes aux yeux, son fils à la prison à perpétuité. Dans le tome 33, elle est vue en train de discuter avec Sebastian, toujours dans sa cellule.
- Sebastian Milton : fils de Pamela. C’est un jeune homme prétentieux, gâté et égoïste. Se servant de l’influence de sa mère, il profite pleinement de ses privilèges pour rabaisser les autres. Durant les émeutes, Rick le fait discrètement sortir avec sa mère et le guide hors de la Communauté en lieu sûr, ce qui n’empêche pas le jeune homme de se moquer de la prudence de l’ancien policier et de lui faire remarquer que personne n’osera s’attaquer à sa famille, qu’il juge trop importante pour le maintien de la Communauté. Il tente d’empêcher l’arrestation de sa mère en rappelant maladroitement aux gens le rôle que les Milton ont joué dans la construction de leur ville, mais il est violemment interrompu par Pamela elle-même. Ne supportant pas la chute de sa mère et les changements imposés par Rick, il entre par effraction dans la chambre de ce dernier durant la nuit et le menace d’une arme. Rick lui ordonne de baisser son pistolet et tente de le raisonner. Le jeune homme l’accuse alors de ruiner le travail de sa mère et de perturber l’ordre naturel des choses. Sebastian tire alors une balle dans la poitrine de Rick, avant de s’enfuir, paniqué. Cet acte condamnera Sebastian à rester en prison à perpétuité et signera définitivement la fin de la domination de Pamela. Dans sa cellule, il recevra la visite de Carl Grimes et tentera maladroitement de s’excuser. Carl le sommera de se taire et lui dira voir clairement qu’il n’est triste que pour lui-même. Le jeune Grimes lui précisera avant de partir que si jamais il quitte sa cellule pour une quelconque raison, il le rattrapera et le remettra à l’intérieur après l’avoir fait souffrir. Dans le tome 33, Milton est toujours enfermé.
- Stephanie : résidente de la Communauté. Elle répare une radio et prend contact avec Eugene tout à fait par hasard. Après plusieurs hésitations, les deux interlocuteurs se font finalement confiance ce qui permet à Rick d’organiser une rencontre entre les deux groupes. Stephanie rencontre donc Eugene et devient rapidement proche de lui, jusqu’à ce qu’ils se mettent en couple. Elle le guide à travers la Communauté et l’aide à réparer le train. Eugene la sauve d’une attaque de zombies et lui apprend à ne plus avoir peur. Elle lutte à ses côtés lors de l’attaque de la horde sur la Communauté et participe au cortège funèbre de Rick Grimes. Dans le tome 33, Eugene indique qu’elle est décédée, sans en dire davantage.
- Mercer : Chef de l’armée de la Communauté. Il est une des rares personnes à inspirer une certaine crainte à Sebastian Milton, à qui il sert parfois de garde du corps. Ancien Marine, ses performances au combat lui valent le respect de la plupart de ses hommes et la confiance de Pamela Milton. Pourtant, Mercer ne l’apprécie pas et pense sérieusement à la renverser. Il lui reste toutefois fidèle et la protège assidûment durant sa visite à Alexandria. À son tour, il met fin aux émeutes et commence à envisager Rick comme nouveau chef de la Communauté. À la même période, il entame une relation avec Princesse. Il est finalement arrêté par Lance Hornsby qui le surprend en plein discours prônant la révolte de ses troupes. Enfermé, Mercer s’évade peu de temps après avec l’aide Laura et de son ami George. Il procède à l’arrestation de Lance, sous les huées de la population. Il demande alors publiquement à Rick de devenir le nouveau chef, se disant prêt à le suivre. Par la suite, il combat une horde de Rôdeurs aux côtés de Rick et fait face au retour de Pamela. Il s’occupe personnellement de l’arrêter après le discours de Rick, puis fait partie de son cortège funèbre. Dans le tome 33, il est apparemment toujours en couple avec Princesse.
- Lance Hornsby : résident de la Communauté et proche de Pamela Milton. Il est chargé de la prise de contact avec Eugene et Michonne et leur présente la Communauté et la Gouverneuse Milton. Par la suite, il introduit Michonne dans ses nouvelles fonctions d’avocate. Lance est chargé de gérer la Communauté durant le voyage de Pamela à Alexandria et se retrouve avec des émeutes sur les bras. Par la suite, il surprend Mercer en train de parler de renverser la Gouverneuse et le fait enfermer. Lors du putsch de Laura et Mercer, il est arrêté et se cache avec Rick et Carl durant l’invasion de Rôdeurs dans la ville. Il n’est pas inquiété après la chute de Pamela et participe même au cortège funèbre de Rick.
- Elodie : fille de Michonne et résidente de la Communauté. Elodie a perdu son père et sa sœur Colette au début de l’apocalypse avant d’arriver à la Communauté et de trouver un emploi dans une boulangerie. Elle retrouvera par hasard Michonne lors de sa visite à la Communauté et les deux femmes ne se quitteront plus par la suite. Elle sera aux côtés de sa mère durant les émeutes et combattra la horde de zombies avec elle. Dans le tome 33, elle est en couple et mère d’un petit garçon.
- Maxwell Hawkins : assistant de Pamela et résident de la Communauté. Très dévoué à la Gouverneuse, il l’accompagne dans la plupart de ses déplacements. Il se rend ainsi à Alexandria, puis dans la visite des communautés. Lors des émeutes de la Communauté, il part avec les Milton grâce à Rick. Après la destitution de Pamela, il n’est pas inquiété et participe au nettoyage. Il est vu au cortège funèbre de Rick.
- Cloris : résidente de la Communauté. Elle dirige un village appelé Greenville, situé au bord d’un lac. Elle accueille chaleureusement Michonne et Elodie, venues y passer un congé. À leur départ, elle leur offre un panier garni, mais se montre assez mécontente lorsque Michonne le donne à son tour à une famille en manque de vivres.
- George : soldat de la Communauté. Il est proche de Mercer et parle souvent avec lui de faire tomber Pamela. Il aidera Laura à faire évader son ami.
- Anthony Keith : résident de la Communauté. Il est battu à mort par des agents après une altercation avec ceux-ci. Michonne sera chargée de défendre les gardes impliqués. La mort de Keith sera également le déclencheur des émeutes contre la classe dominante par l’ensemble du peuple. Elle est également un facteur de l’hostilité de la population à l’égard des gardes.
- Jerome : soldat de la Communauté. Il escorte Michonne et Elodie lors de leur séjour à Greenville et est impressionné par les talents de combattante de Michonne face aux Rôdeurs. Il est vu plus tard en train de battre Anthony Keith.
- Samuels : soldat de la Communauté.
- Frost : soldat de la Communauté.
- Kayla : résidente de la communauté. C’est l’une des conquêtes de Sebastian Milton.
- Matt : résident de la Communauté. Il est le gérant de la boulangerie où travaille Elodie.

### Spécial Negan
- Lucille : épouse de Negan. Atteinte d’un cancer, elle meurt presque en même temps que l’apparition des premiers morts-vivants. Après sa mutation, Negan n’a pas le courage de l’achever et c’est un jeune garçon qui s’en occupera à sa demande. Par la suite, il se sert du décès de Lucille pour renfermer ses émotions, ne ressentant presque plus rien, à ses dires. Bien qu’il n’ait jamais retrouvé le corps de sa femme, il lui fera une tombe qu’il fleurira régulièrement. Elle est l’explication du nom de la batte de Negan, ainsi que de l’attachement porté par le chef des Sauveurs à son arme, qui est presque un personnage à part entière.
- Josh : un adolescent, peut-être un voisin de Negan. Ce dernier l’humilie lors d’une partie de tennis de table et se moque de lui en l’injuriant. On ignore ce qu’il devient après l’épidémie.
- Jeremy : un adolescent que Negan rencontre peu après la mort de Lucille. Jeremy le met au courant des derniers événements. Il mourra presque immédiatement après leur rencontre, tué par un Rôdeur dans un parking.
- Paul : un survivant que Negan rencontre sur la route. Il meurt tué par une meute de zombies.
- Angela : survivante du groupe de Dwight. On ignore ce qu’elle devient après la formation des Sauveurs.
- Tory : survivante du groupe de Dwight. On ignore ce qu’elle devient après la formation des Sauveurs.
- Sandra : survivante du groupe de Dwight. On ignore ce qu’elle devient après la formation des Sauveurs.
- Martin : survivant du groupe de Dwight. On ignore ce qu’il devient après la formation des Sauveurs.
- Rich : survivant du groupe de Dwight. On ignore ce qu’il devient après la formation des Sauveurs.
- Georgie : survivant du groupe de Dwight. On ignore ce qu’il devient après la formation des Sauveurs.
- John : survivant du groupe de Dwight. On ignore ce qu’il devient après la formation des Sauveurs.

### Survivants de Barcelone
- Claudia : résidente de Barcelone. Elle aide Jeff, le frère de Rick, à échapper aux zombies, mais ne peut empêcher sa morsure. Peu après, le jeune homme, alors mourant, lui demande de délivrer un message à son grand frère si elle le rencontre. On ignore ce qu’il advient de Claudia par la suite.

### Autres survivants
- Juanita Sanchez (auto-surnommée Princesse) : survivant seule dans les ruines de Pittsburgh, l’excentrique « Princesse de Pittsburgh » rencontre Michonne, Eugene, Siddiq Magna et Yumiko alors qu’ils effectuent un voyage diplomatique vers un groupe en Ohio (qui s’avère être l’immense Communauté). Jeune femme habile au combat, elle ne se déplace jamais sans une lance et ne peut s’empêcher de parler et de plaisanter. Elle est également assez enfantine, portant des longs cheveux teints en violet et une veste en fourrure rose pour le plaisir. Elle est assez charmée par la Communauté et se rend ensuite à Alexandria. Elle accompagne Rick Grimes lors de sa visite à la Communauté et entame une relation amoureuse avec Mercer, le chef de l’armée. Au début des troubles populaires, elle choisit de partir, révélant à Mercer son passé d’enfant battue, ses craintes de redevenir malheureuse et son désir de solitude. Peu après son départ, Juanita rencontre Carl Grimes, en route pour retrouver son père. Le jeune homme parvient à la convaincre de l’accompagner vers son but. Elle lutte aux côtés de Rick contre les zombies ayant envahis la Communauté et fera partie du cortège funèbre de ce dernier. Dans le tome 33, elle est toujours vivante et apparemment en couple avec Mercer.
- Kapoor : Il est vu uniquement dans le tome 33. C’est un shérif, ami de Carl Grimes. Dans le cadre de ses fonctions, il est obligé de l’arrêter après la plainte d’Hershel Greene.
- Conner : compagnon/mari de Lydia. Il n’est vu que dans le tome 33.
- Andrea Grimes : fille de Carl et Sophia. Elle est n’apparaît que dans le tome 33, où elle est âgée de six ans. C’est elle qui a la dernière réplique de la série, en demandant à son père de lui relire l’histoire de Rick Grimes.

### Animaux
Ils ne sont pas touchés par l’épidémie, il n’y a donc pas d’animaux zombies dans la série. D’ailleurs, Shiva, la tigresse, est capable de manger un Rôdeur sans ressentir d’effet négatifs.
- Shiva : une tigresse adulte appartenant à Ézéchiel. D’après ce dernier, Shiva est née dans le zoo où il travaillait avant l’apocalypse. Il la promenait avec une chaîne lorsqu’elle était petite, ce qu’il continue à faire par la suite. Sa docilité lui viendrait, selon Ézéchiel, du fait qu'elle l'ait griffé violemment un jour où il la soignait après une mauvaise chute dans la fosse de son enclos. À la suite de cet événement, elle n’a plus montré d’agressivité envers son gardien, comme si elle était désolée. Au début de l’épidémie, Ézéchiel est venu la chercher au zoo et l’a emmené avec lui jusqu’au Royaume. Elle aidera beaucoup son maître et les soldats contre les Sauveurs durant la guerre, mais sera tuée par des zombies en protégeant Ézéchiel. Sa mort touchera beaucoup le « roi ».
- Buttons : un cheval de la ferme Greene.
- Pomme : un cheval d’Alexandria.
- Pêche : un cheval d’Alexandria.

### Édition anglaise
Image Comics
1. ↑  (en) « Tome 1 »
2. ↑  (en) « Tome 2 »
3. ↑  (en) « Tome 3 »
4. ↑  (en) « Tome 4 »
5. ↑  (en) « Tome 5 »
6. ↑  (en) « Tome 6 »
7. ↑  (en) « Tome 7 »
8. ↑  (en) « Tome 8 »
9. ↑  (en) « Tome 9 »
10. ↑  (en) « Tome 10 »
11. ↑  (en) « Tome 11 »
12. ↑  (en) « Tome 12 »
13. ↑  (en) « Tome 13 »
14. ↑  (en) « Tome 14 »
15. ↑  (en) « Tome 15 »
16. ↑  (en) « HS »
17. ↑  (en) « Tome 16 »
18. ↑  (en) « Tome 17 »
19. ↑  (en) « Tome 18 »
20. ↑  (en) « Tome 19 »
21. ↑  (en) « Tome 20 »
22. ↑  (en) « Tome 21 »
23. ↑  (en) « Tome 22 »
24. ↑  (en) « Tome 23 »
25. ↑  (en) « Tome 24 »
26. ↑  (en) « Tome 25 »
27. ↑  (en) « Tome 26 »
28. ↑  (en) « Tome 27 »
29. ↑  (en) « Tome 28 »
30. ↑  (en) « Tome 29 »
31. ↑  (en) « Tome 30 »
32. ↑  (en) « Tome 31 »
33. ↑  (en) « Tome 32 »

### Édition française
Delcourt
1. ↑  (fr) « Tome 1 »
2. ↑  (fr) « Tome 2 »
3. ↑  (fr) « Tome 3 »
4. ↑  (fr) « Tome 4 »
5. ↑  (fr) « Tome 5 »
6. ↑  (fr) « Tome 6 »
7. ↑  (fr) « Tome 7 »
8. ↑  (fr) « Tome 8 »
9. ↑  (fr) « Tome 9 »
10. ↑  (fr) « Tome 10 »
11. ↑  (fr) « Tome 11 »
12. ↑  (fr) « Tome 12 »
13. ↑  (fr) « Tome 13 »
14. ↑  (fr) « Tome 14 »
15. ↑  (fr) « Tome 15 »
16. ↑  (fr) « HS »
17. ↑  (fr) « Tome 16 »
18. ↑  (fr) « Tome 17 »
19. ↑  (fr) « Tome 18 »
20. ↑  (fr) « Tome 19 »
21. ↑  (fr) « Tome 20 »
22. ↑  (fr) « Tome 21 »
23. ↑  (fr) « Tome 22 »
24. ↑  (fr) « Tome 23 »
25. ↑  (fr) « Tome 24 »
26. ↑  (fr) « Tome 25 »
27. ↑  (fr) « Tome 26 »
28. ↑  (fr) « Tome 27 »
29. ↑  (fr) « Tome 28 »
30. ↑  (fr) « Tome 29 »
31. ↑  (fr) « Tome 30 »
32. ↑  (fr) « Tome 31 »